# کاخ گلستان
کاخ گلستان یا قصر گلستان نام بخشی از محوطه‌ای تاریخی در تهران است که بعدها با عنوان «ارگ سلطنتی تهران» شناخته می‌شد. این نام برگرفته از تالاری در محدودهٔ کاخ گلستان فعلی و متعلق به عهد فتحعلی‌شاه قاجار بود که در دورهٔ ناصرالدین‌شاه با عنوان «عمارات مبارکه گلستان» رواج پیدا کرد و در عهد مظفرالدین‌شاه با نام قصر گلستان و به شیوه‌ای رسمی مورد استفاده قرار گرفت. پیشینهٔ این کاخ به پیش از دورهٔ قاجار برمی‌گردد. از دورهٔ زندیه نخستین شالودهٔ کاخ گلستان در تهران پی‌ریزی گردید. کاخ گلستان در تیر ۱۳۹۲ (ژوئیه ۲۰۱۳) در فهرست میراث جهانی یونسکو ثبت گردید.

## پیشینهٔ مختصر

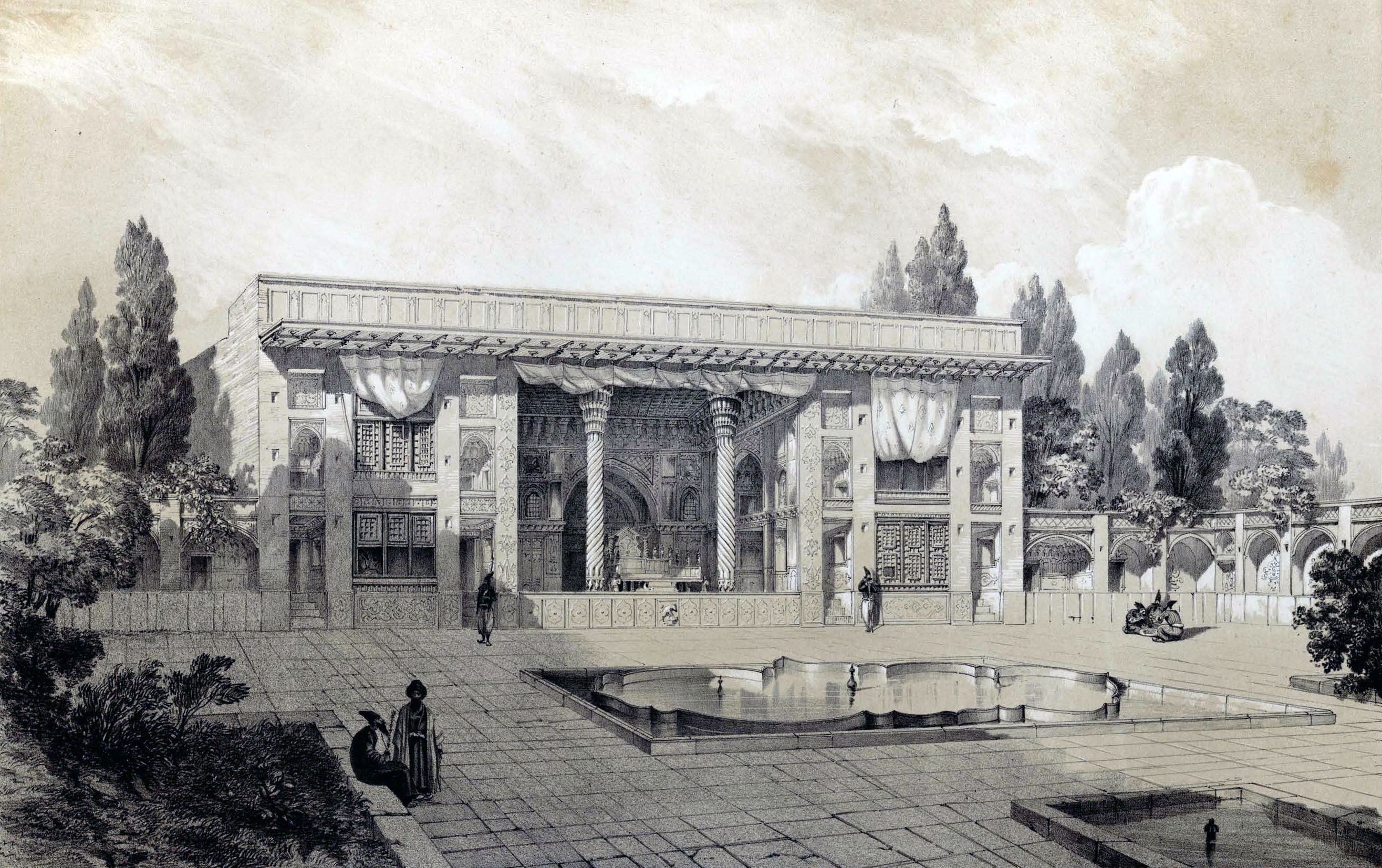
نمای بیرونی ایوان تخت مرمر در دوره محمد شاه قاجار اثر اوژن فلاندن. ۵۷-۱۲۵۵ ق

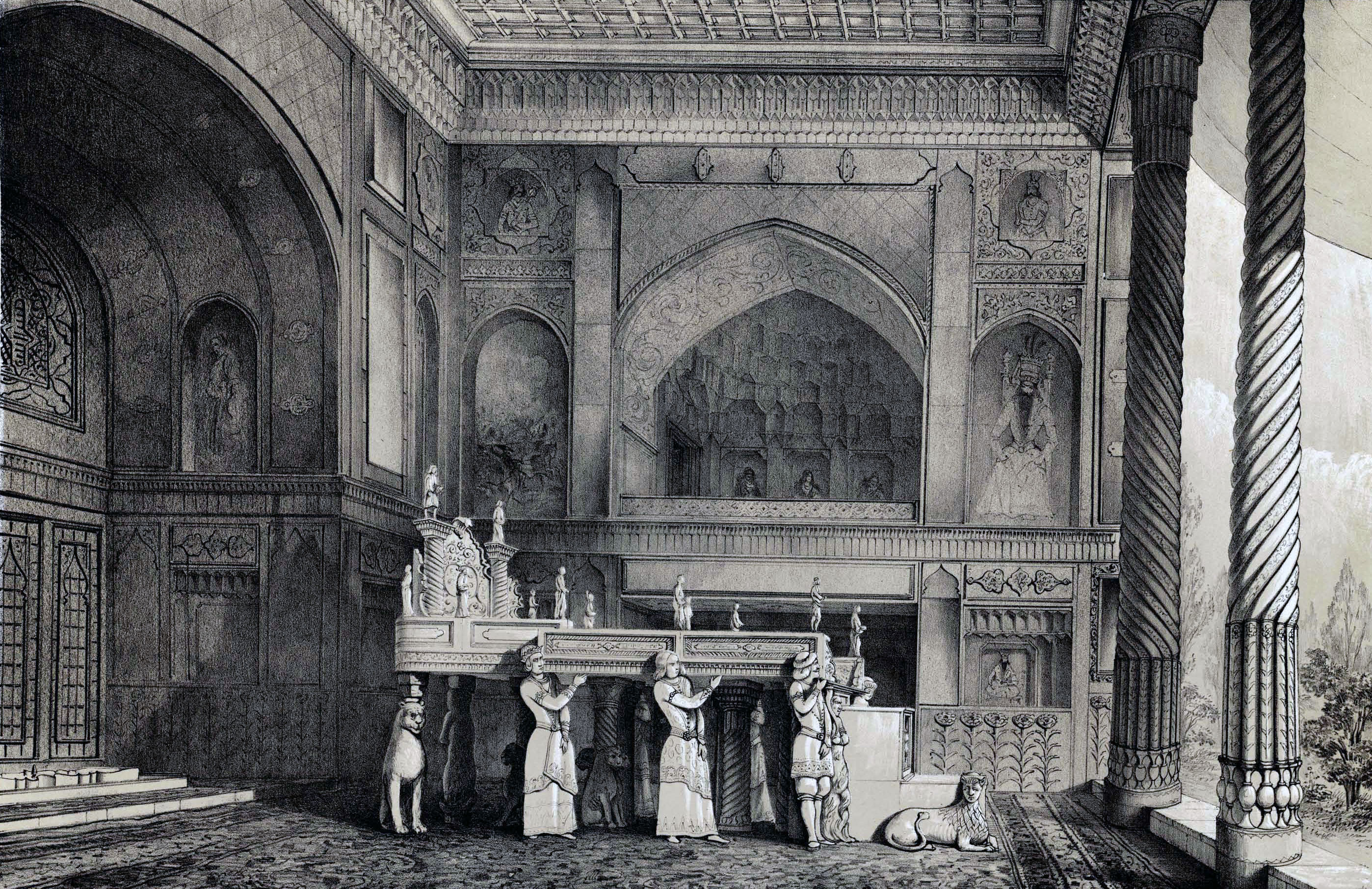
نمای داخلی ایوان تخت مرمر در دوره محمد شاه قاجار اثر اوژن فلاندن. ۵۷-۱۲۵۵ ق

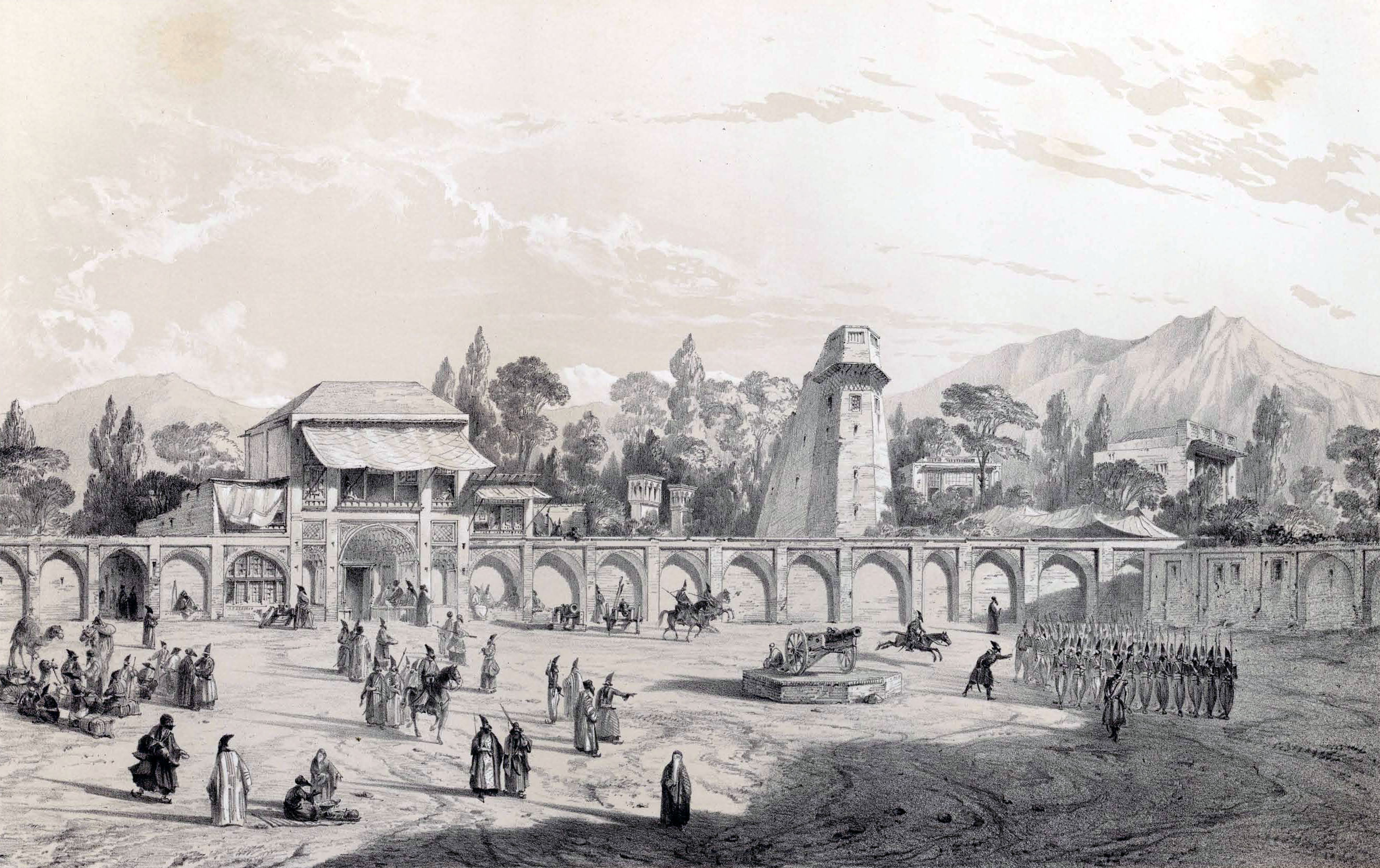
دورنمای میدان توپخانه قدیم (میدان ارگ) در دوره محمد شاه قاجار اثر اوژن فلاندن. ۵۷-۱۲۵۵ ق

دیرینگی ارگ سلطنتی تهران را شاید بتوان به ۶ ژوئیه ۱۴۰۴ م برابر با ۲۰ ذی‌الحجه ۸۰۶ ه‍.ق و ۱۷ تیر ۷۸۳ ه‍. خ؛ زمانی که کلاویخو فرستادهٔ انریکهٔ سوم پادشاه کاستیا به دیدار امیر تیمور گورکانی رهسپار شهر سمرقند گردیده بود و در تهران، خانهٔ نمایندهٔ حکومت - باباشیخ - سکنی می‌گزیند نسبت داد. بعدها در بخشی از سفرنامهٔ پیِترو دِلّاواله (چهارشنبه ۶ ژوئن ۱۶۱۷ م / ۲ جمادی‌الثانی ۱۰۲۶ ه‍.ق / ۱۷ خرداد ۹۹۶ ه‍.خ)، همچنین به نقل از سِر توماس هربرت جهانگرد و تاریخ‌دان انگلیسی (۱۶۲۸ م / ۱۰۳۷ ه‍.ق / ۱۰۰۶ ه‍.خ) از چهارباغ و چنارستانی در داخل حصار شاه‌طهماسبی و در زمان شاه عباس یکم صفوی در تهران یاد شده‌است. اما بر اساس ارجاعاتی دقیق‌تر در متون تاریخی می‌توان سرآغاز ارگ سلطنتی را در زمان شاه سلیمان صفوی (۱۱۰۹–۱۰۷۸ق / ۱۰۷۶–۱۰۴۶ ش) با ساخت دیوانخانه‌ای در همان محدودهٔ چنارستان شاه‌عباسی جستجو کرد. دیوانخانه‌ای که بعدها شاه سلطان حسین در آخرین سال سلطنت خود (۱۱۳۳ ه‍.ق / ۱۱۰۰ ه‍.خ) سفیر دولت عثمانی احمد دری افندی را به حضور پذیرفت. هر چند که امروزه دیگر از آن بنیان‌ها اثری در میان نیست و داشته‌های موجود کاخ گلستان از لحاظ دیرینگی محدود به بخشی از آثار و ابنیهٔ دوران زندیان است (ساخت دیوانخانه‌ای مابین سال‌های ۳–۱۱۷۲ ه‍.ق / ۱۱۳۸–۱۱۳۷ ه‍.خ) و فراتر از آن نمی‌رود.
اهمیت واقعی ارگ در دوران آغامحمدخان قاجار رنگ جدی‌تری به‌خود گرفت. وی در اواخر دوران زندیان و پس از مرگ کریم‌خان زند (۱۱۹۳ ق / ۱۱۵۸ ش) از بحران داخلی ایران استفاده نموده و بعد از غلبه بر لطفعلی‌خان زند در شعبان ۱۲۰۹ ق (۱۱۷۳ ش) به تهران برگشته و به نام پادشاه ایران تاجگذاری می‌کند.
این حرکت محمد خان به اهمیت ارگ سلطنتی بیش از پیش افزوده و در عهد فتحعلی‌شاه هم به خاطر تاجگذاری او در این شهر (۲۴ ربیع الاول ۱۲۱۲ ق / ۱۷۹۷ م در آستانهٔ قرن ۱۹ و همزمان با ناپلئون بناپارت / ۲۶ شهریور ۱۱۷۶ ش) و هم به‌واسطهٔ خیالات شکوهمند این پادشاه، کاخ گلستان توسعهٔ بیشتر و آراستگی بهتری را تجربه کرد.
در عهد ناصرالدین شاه (تاجگذاری جمعه ۲۱ ذی‌القعدهٔ ۱۲۶۴ ق / ۲۷ مهر ۱۲۲۷ ش) کاخ گلستان به‌واسطهٔ مدت نیم قرن حکومت وی (قریب به ۵۰ سال) و دیدار او به عنوان اولین پادشاه ایران از اروپا در سه سفر خود به سال‌های ۱۲۹۰، ۱۲۹۵ و ۱۳۰۶ ق (۱۲۵۲ و ۱۲۵۷ و ۱۲۶۷ ش) دستخوش تغییرات اساسی و متأثر از اروپا گردید.
اگر چه در دوران سه پادشاه آخر سلسلهٔ قاجار (مظفرالدین‌شاه، محمدعلی‌شاه و احمدشاه) تا انقراض این سلسله (۱۳ ربیع الثانی ۱۳۴۴ ق / ۹ آبان ماه ۱۳۰۴ ش)،۴ ارگ سلطنتی از لحاظ معماری تغییرات خاصی به خود ندید، ولی تاریخ آن با وقایع سیاسی فوق‌العاده مؤثری مانند انقلاب مشروطه و تبعات ناشی از آن توأم و عجین گردید که بخشی جدایی‌ناپذیر از حافظهٔ تاریخی ملت ایران را تشکیل می‌دهد.
ارگ سلطنتی در سال‌های پس‌از انقراض سلسلهٔ قاجار و به روی کار آمدن سلسلهٔ پهلوی شاهد تاجگذاری رضا شاه پهلوی (۴ اردیبهشت ۱۳۰۵ش / ۲۵ آوریل ۱۹۲۶ م) و محمد رضا شاه پهلوی (۴ آبان ۱۳۴۶ش / ۲۶ اکتبر ۱۹۶۷ م) و همچنین برخی از تغییرات و تصرفات در بافت خود بوده‌است. این مجموعه با در نظر گرفتن چنین پیشینه‌ای یکی از منحصربه‌فردترین مجموعه‌های تاریخی ایران می‌باشد. ثبت ملی کاخ گلستان - به شمارهٔ ۴۱۷ در ۱۱ بهمن ماه ۱۳۳۴ش (۱ فوریه ۱۹۵۶ م) - انجام شد و ثبت کاخ گلستان در فهرست میراث بشری از جانب یونسکو (یکشنبه ۲ تیرماه ۱۳۹۲ش / ۲۳ ژوئن ۲۰۱۳ م) نیز اشاره بر اهمیت تاریخ و فرهنگ و هنر این مجموعه است.

## نگاهی به محوطهٔ تاریخی کاخ گلستان
کاخ گلستان نیز مانند تمامی خانه‌های سنتی ایران بعد از مدتی که از بنیان آن گذشت، بر پایه دو بخش بیرونی و اندرونی شکل گرفته و برای ورود به آن‌ها سردرها و کانال‌های ارتباطی تعبیه گردیده بود که دسترسی به آن بخش‌ها را ممکن می‌ساخت. بخش اندرونی (تا حدودی در مکان فعلی وزارت دارایی) در جبههٔ شمالی، در زمان توسعهٔ آن مشتمل بر حیاطی بزرگ با عمارت خوابگاه شاهی در میانهٔ آن و منازل کوچک و بزرگ در اطراف آن بود. بخش بیرونی کاخ گلستان خود نیز توسط بنایی کم‌عرض و از شمال به جنوب به دو قسمت تقسیم شده بود:
- دارالحکومه یا دیوان‌خانه که باغی مستطیل شکل بود (شامل ایوان تخت مرمر و عرصهٔ روبرو و احتمالاً پشت آن)
- باغی مربع شکل که همان باغ گلستان است.

فصل مشترک و کانال ارتباطی عرصه‌های بیرونی و اندرونی منزلگاه سلطنتی، بنایی با حیاط مرکزی به نام خلوتخانهٔ کریمخانی بود که نقش هشتی را بین این فضاها ایفا می‌کرده‌است و مخاطب را از طریق دالان‌هایی به اندرون و دو فضای بیرونی دارالحکومه و باغ گلستان هدایت می‌نمود. باغ گلستان در حقیقت بیرونی محل سکونت شاه و فضاهای اندرون محسوب می‌گردید و عملکرد آن با حیاط تخت مرمر یا دارالحکومه مغایر بود. دارالحکومه یا ایوان تخت مرمر نیز مقر به تخت نشستن شاه و برگزاری مراسم عام و محل حکومت بود. حال آنکه فضای باغ گلستان بیرونی اندرون شاهی بوده و به ملاقات‌های خصوصی‌تر وی پاسخ می‌گفت و گاه اهل اندرون را نیز به خود راه می‌داد. سلام‌های نوروزی و اعیاد مذهبی یکبار با شرکت خواص و شاهزادگان در این باغ و سپس مراسم عام آن در دیوانخانهٔ تخت مرمر برگزار می‌گردید.
محدودهٔ مورد بحث ما که امروزه به عنوان کاخ گلستان بازشناخته می‌شود از عهد تیموری تا دوران معاصر دستخوش تغییراتی گردیده که آشنایی با این تغییرات به درک بهتر جایگاه تاریخی این مجموعه خواهد انجامید.

## پیشینهٔ جامع از منظر دورهٔ تاریخی

### دورهٔ تیموری
با توجه به معنای ارگ (قلعه‌ای کوچک در میان قلعه‌ای بزرگتر)، پیشینه ارگ سلطنتی طهران (کاخ گلستان) را باید در دورهٔ صفویه و پس از ساخت برج و باروی تهران در سال ۹۶۱ ق یعنی در زمان سلطنت شاه تهماسب یکم پیگیری نماییم. اما کلاویخو، فرستادهٔ پادشاه کاستیا به دربارِ تیمور گورکانی، هنگام سفر به سمرقند، در ۶ ژوئیه سال ۱۴۰۴ م (۸۰۷ ق) به تهران رسیده و چند روزی در آنجا اقامت می‌گزیند. منزل بابا شیخ (از بزرگان شهر تهران) و مهمانسرا، دو بنایی است که او از آنها نام برده و عده‌ای اعتقاد دارندکه در محوطه ارگ سلطنتی قرار داشته و بعدها با تغییراتی به بناهای جدیدی تبدیل گشته‌اند.

### دورهٔ صفوی

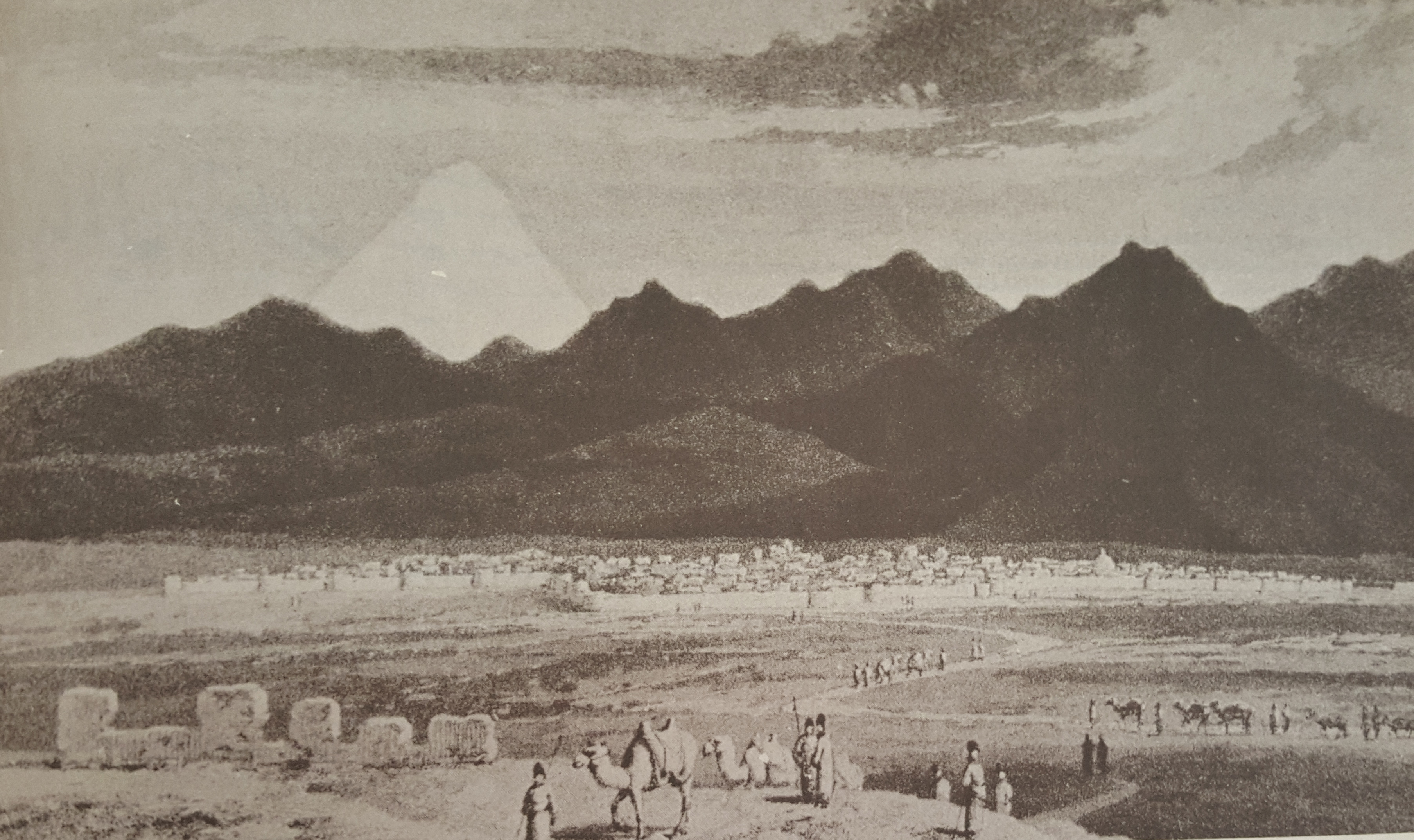
حصار شاه طهماسبی شهر تهران به همراه برج و باروی آن برگرفته از کتاب سفرنامه جیمز موریه

شاه طهماسب یکم با احداث حصاری به دور تهران در سال ۹۶۱ ق، زمینهٔ لازم برای شکل‌گیری ارگ سلطنتی را فراهم می‌آوردو «شاه عباس یکم، با وجود آنکه خاطرهٔ خوشی از تهران نداشت»، اما «چهارباغی در آنجا احداث می‌نماید و دستور می‌دهد تا چنارهای بسیاری در آن غرس نمایند». «حدود چهارباغِ شاه عباس صفوی این گونه بوده‌است: سمت مشرق: تمام طول خیابان ناصرخسرو، سمت مغرب: به موازات خیابان ناصرخسرو و به همان اندازه تا محلی که خیابان خیام با خیابان پانزده خرداد (بوذرجمهری) تلاقی می‌کند و چهارراه گلوبندک را تشکیل می‌دهد، سمت شمال: از ابتدای خیابان ناصرخسرو تا خیابان خیام، سمت جنوب: از انتهای خیابان ناصرخسرو تا چهارراه گلوبندک». این مطلب گویای آن است که چهارباغِ شاه عباس صفوی علاوه بر بناهای مهم دورهٔ تیموری، ارگ سلطنتی دورهٔ قاجار را نیز در بر می‌گرفت؛ اما برای شکل‌گیری ارگ و ایجاد آن، می‌بایست تا حصاری بَرگِردِ این چهارباغ ایجاد گردد، که توماس هربرت (از نجیب‌زادگان و درباریان انگلیسی) در سال ۱۰۳۷ ه‍. ق، این‌گونه از آن یاد می‌کند: «پیوسته به زمین‌های شهری، باغی سلطنتی که با دیوار بلند گلین احاطه شده بود، نیز وجود داشته‌است»؛ اما در زمان شاه عباس صفوی، عمارات سلطنتی در این شهر ساخته نمی‌شودکه یکی از دلایل آن عدم استقرار او در تهران و دیگری وجود دو بنای مهم دورهٔ تیموری در شهر است که می‌توانست توسط بیگلربیگی (حاکم ولایت)، که او برای تهران تعیین کرده بود، مورد استفاده قرار گرفته باشد».
باید توجه داشت که بعد از شکل‌گیری چهارباغ، می‌بایست برای ارتباط آن با شهر، معبری ساخته می‌شد. در آن زمان بهترین نقطه، برای ورود به شهر، جنوب حصارِ چهارباغ بود و در امتداد بازاری که در زمان شاه تهماسب یکم ایجاد شده بود. با توجه به نقشه‌های بِرِه زین[۱۲۵۸ق] و کرشیش[۱۲۷۵ق] این معبر، همان دروازه‌ای است که با پلی، در راستای بازار (محدودهٔ فعلی سبزه میدان)، ارگ سلطنتی را به شهر مرتبط می‌نموده و در دورهٔ ناصری با نام‌های دروازهٔ تخته‌پل (قدیم) و دروازهٔ سبزه‌میدان شناخته می‌شده‌است. دلیل این ادعا، وجود عکسی متعلّق به دورهٔ ناصری است که این دروازه را دروازهٔ ارگ می‌نامد. لازم است ذکر شود که به دلیل نبود خندق در این دوره، از پلی استفاده نمی‌شود و نام «تخته‌پل» می‌بایست، بعد از ایجاد خندق در اطراف ارگ سلطنتی، استفاده شده باشد.
لرد کرزن(از سیاستمداران و رجال معروف بریتانیا و ایران‌شناس)، تنها کسی است که از ساختِ قصری توسط شاه سلیمان صفوی در تهران خبر می‌دهد. «احتمال می‌رود این بنا در قسمت غربی عمارت بادگیر (تالار الماس)، واقع در ضلع جنوبی باغ گلستان، قرار داشته باشد». 

### دورهٔ هوتکیان
هر چند به گفتهٔ اعتمادالسلطنه: «بعد از اشغال تهران توسط اشرف افغان، در داخل حصارِ چهارباغِ شاه عباس صفوی، ارگی احداث شده و دروازه‌ای نیز در شمال آن، رو به صحرا، برای گریز از خطرات احتمالی دشمنان تعبیه می‌شود» ولی صرفاً مستحکم‌تر نمودن حصار چهارباغِ شاه عباس بزرگ و تعبیهٔ معبری برای فرار (نه دروازه) از جانب افغان‌ها مد نظر بوده که همین موضوع مورّخان را در مورد ساخت ارگی جدید، در داخل حصار شاه تهماسب یکم، به اشتباه انداخته‌است. افغان‌ها بعد از گذشت پنج سال، به سبب حملهٔ سپاهیان نادرشاه، از تهران فرار می‌کنند، ولی در حین فرار، خرابی‌های بسیاری به ارگ و حصار آن وارد می‌سازند.

### دورهٔ زندیه
کریم‌خان زند بعد از پیروزی بر محمدحسن‌خان قاجار در سال ۱۱۷۲، در دیوانخانهٔ قدیم تهران، مراسم جلوس را انجام می‌دهد و پس از نصب بازوبندها و سایر جواهرات نادری بر پیکر خود که در تصرف محمدحسن خان بود، بارِ عام می‌دهد». «موقعیت تهران و همچنین موفقیتی که کریم‌خان در این شهر کسب کرده بود، وی را مجاب می‌سازد تا تهران را به پایتختی برگزیند و دربار خود را به این شهر منتقل نماید. لیکن بعد از مدتی از این تصمیم، صرفِ نظر کرده و در سال ۱۱۷۶ق به شیراز مراجعه می‌نماید». کریم‌خان زند به دلیل هوای گرم تهران در تابستان، به شمیران رفته، دستور می‌دهد تا بناهایی در ارگ سلطنتی ساخته شوند. «این بناها در بین سال‌های ۷۳–۱۱۷۲ق احداث می‌گردند». در زمان اقامت کریم‌خان در تهران، بناهایی همچون «عمارت سلطنتی، دیوانخانهٔ بزرگ، باغ جنب دیوانخانه و یک دست حرمخانه ایجاد می‌گردند.
کریم‌خان با قصدِ انتخابِ تهران به پایتختی، دیوانخانه‌ای بزرگ، برای انجام امورِ دیوانی، احداث می‌نماید، که بعدها به دیوانخانهٔ دارالاماره (تختِ مرمر)، معروف می‌گردد. در همین دیوانخانه، بنایی دورو بنا می‌کند که بعدها در دورهٔ قاجار با تغییراتی، ایوان تخت مرمر نام می‌گیرد. کریم‌خان در کنار دیوانخانه و در سمت شرق آن، محلی برای اهل حرم و استراحت خویش احداث می‌نماید؛ که امروز به خلوت کریم‌خانی معروف شده‌است. حرمخانه (خلوت کریم‌خانی) با معبرهایی به دیوانخانه و باغ جنب آن متصل می‌گردید. در سمت شرق دیوانخانه باغی ساخته می‌شود که به دلیل قرار گرفتن در کنار حرمخانه یا خلوت کریم‌خانی، بخش خصوصی ارگ را تشکیل می‌دهد. بعد از ساخت دیوانخانه، راه ورود به ارگ سلطنتی نیز تغییر یافته و ورود و خروج افراد از سمت دیوانخانه (سردر شمالی میدان ارگ) صورت می‌گیرد. دلیل این مدعا، «ایجاد میدانی در روبروی آن است» که به عنوان جلوخان یا پیشخان ارگ سلطنتی محسوب می‌شد و بعدها به میدان ارگ مشهور گردید. البته از شکل و شمایل سردرِ شمالی میدان در دورهٔ زندیان اطلاعی در دست نیست. از دیگر کارهای کریم‌خان، «برپایی مجدد حصار ارگ و حفر خندقی عمیق در اطراف آن است که توسط استاد غلامرضا تبریزی از معماران معروف آن زمان انجام می‌پذیرد». پس از حفر خندق، ارگ سلطنتی به وسیلهٔ پل به شهر متصل می‌گردید. «ضمناً گذرگاه شمالی ارگ که افغان‌ها برای فرار از دست دشمنان ایجاد کرده بودند، نیز مسدود شده و راه ارتباطی ارگ سلطنتی با شهر، فقط منحصر به میدان ارگ می‌شود».

### دورهٔ قاجار

#### آقامحمدخان
آقامحمدخان قاجار «در ۱۱جمادی‌الاول سال ۱۲۰۰ق، مقارن با عید نوروز، در تهران جلوس می‌نماید و برایش سکه ضرب کرده، خطبه می‌خوانند و از آن تاریخ، تهران به عنوان پایتخت و دارالخلافه معرفی می‌گردد». آقامحمدخان، اغلب اوقات مشغول جنگ با مخالفان بود. به همین دلیل در دوران سلطنتش کارهای عمرانی خاصی صورت نگرفت. «او در سال ۱۲۰۶ق که ایالت فارس و شهر شیراز را به تصرف خود درآورد، دستور داد بعضی از اجزای ایوان عمارت وکیل شیراز را به تهران منتقل و در دیوانخانه‌ای که کریم‌خان ساخته بود (ایوان تخت مرمر فعلی)، نصب نمایند». «همین امر باعث شد تا تغییراتی در آن ایجاد گردد و سقف ایوان برای نصب ستون‌های سنگی یکپارچه، بالاتر برده شود و همچنین بعضی از طاقچه‌ها و طاق نماها برای نصب آینه‌ها و پرده‌های نقاشی و کار گذاشتن درهای خاتم، پرکردند». آقامحمدخان بعد از فتح شیراز، استخوان‌های کریم‌خان را پس از نبش قبرش در شیراز، به تهران انتقال داده و در زیرِ پله‌های حوض جوش یا کریاس(راهرو، دالان) خلوت کریمخانی دفن می‌نماید. او بار دیگر در سال «۱۲۰۹ق»و یا در سال «۱۲۱۰ق»در تهران تاجگذاری می‌کند. «یکی از کارهای عمرانی در این دوره، ساخت عمارتِ کلاه فرنگی در حیاط شمالی باغِ جنبِ دیوانخانه کریم‌خان است» که به عمارت چهارفصل نیز معروف بوده‌است. «بالاخانه آقامحمدشاهی نیز در جنوب حرمخانه و بین دیوانخانه و باغ جنب آن احداث می‌شود که بعدها به صندوقخانه مبارکه معروف می‌گردد.» در جنب دیوانخانه، اتاقی ساخته می‌شود که نقاشان در آنجا به نقاشی می‌پرداختند. در منابع تاریخی دورهٔ قاجار سندی مبنی بر پایه‌ریزی بنیانِ تالار گلستان، در زمان آقامحمدخان، دیده نمی‌شود، لیکن به رسم وفاداری و امانت‌داری به مآخذ، این نکته بازگو می‌گردد.

#### فتحعلی‌شاه

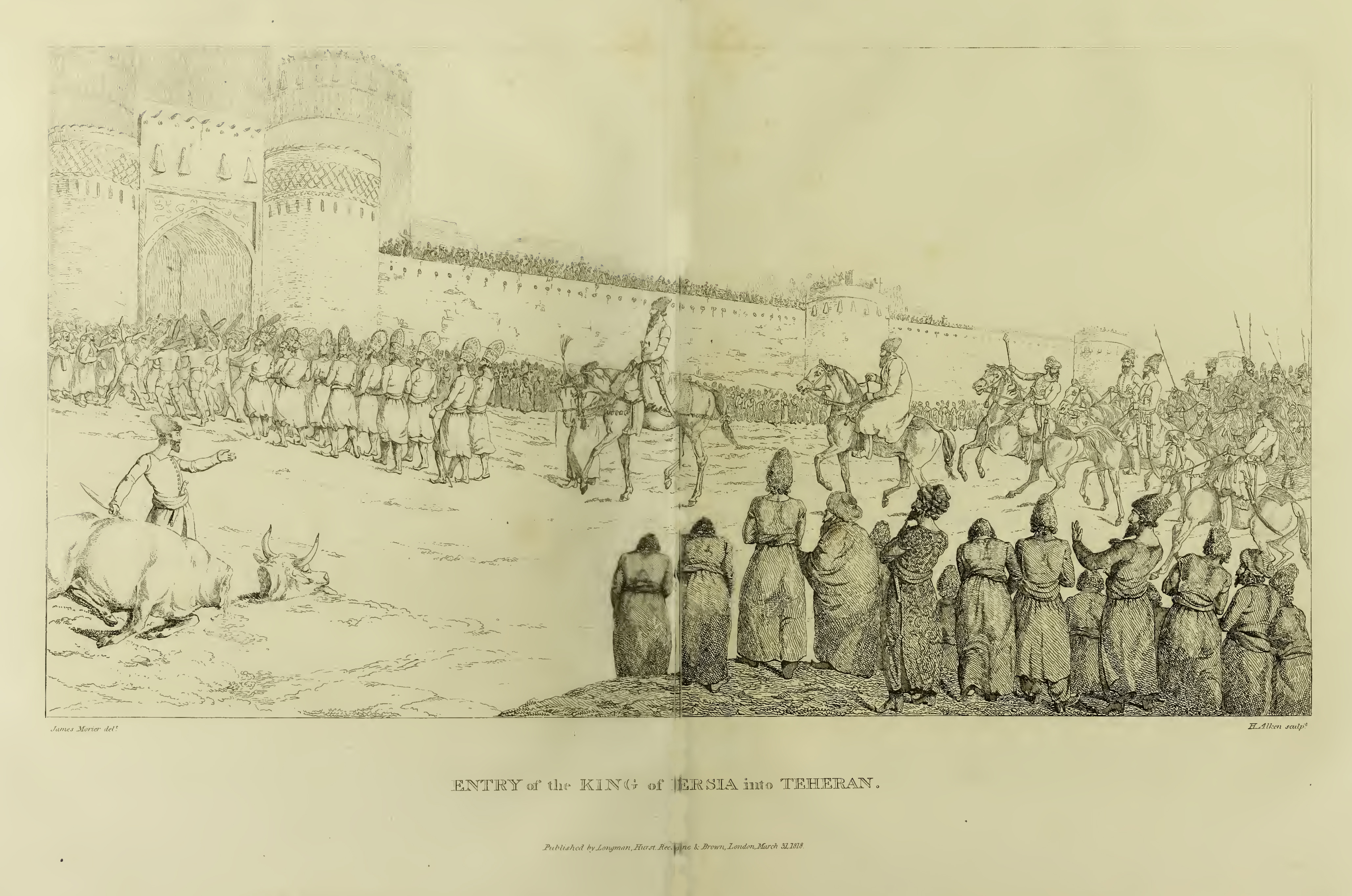
ورود فتحعلی شاه قاجار به تهران. برگرفته از کتاب: ایران، ارمنستان و آسیای صغیر ۱۸۱۸م. اثر جیمز موریه.

باباخان که بعدها با نام فتحعلی‌شاه «پس از مرگ آقامحمدخان در سال ۱۲۱۲ق، به سلطنت می‌رسد و با این‌که پس از خبر کشته شدن عمویش، جلوس مختصری در شیراز انجام می‌دهد، لیکن در عید فطر همان سال در دارالخلافهٔ تهران تاجگذاری می‌نماید». او در ایوان دارالاماره، جلوس سلطنت می‌نماید. بیشترین کارهای عمرانی او منحصر به ۱۰ سال نخست سلطنتش است، زیرا بعد از آن، به سبب دو دوره، جنگ با دولت روسیه و تحمیل عهدنامهٔ گلستان(۱۲۲۸ق) و عهدنامهٔ ترکمانچای(۱۲۴۳ق)، علاوه بر جدایی سرزمین‌های حاصلخیز شمال، پرداخت غرامتی سنگین نیز بر دولت تحمیل می‌گردد. فتحعلی‌شاه، ارگ سلطنتی را از دو سمت، یعنی شمال و شرق، گسترش می‌دهد. «عمارت خورشید در پشتِ دارالاماره و به سال ۱۲۱۶ ق ساخته می‌شود که پشتش به شمال، و رویش به جنوب و برای جلوس زمستانی مناسب بوده‌است. در شمال عمارت خورشید سروستان ساخته می‌شود. عمارت سروستان میان سروهای بلندی قرار داشت که به زیبایی در کنار هم قرار گرفته بودند. ارگ سلطنتی از سمت شرق نیز توسعه می‌یابد و فتحعلی‌شاه در سال ۱۲۱۶ ق، بنایی دورو، به نام تالار گلستان را در شرق و امتداد عمارت سلطنتی کریم‌خانی احداث می‌نماید. عمارت عشرت‌آیین به گونه‌ای ساخته شده بود که در عرف مهندسی به آن «طَنبی» می‌گویند. «این بنا در جنبِ عمارتِ خورشید و در شرق آن ساخته می‌شود». «تاریخ احداث این بنا، مقارن سال ۱۲۱۹ق است». عمارت بهشت‌آیین در یکی از حرمسراهای فتحعلی‌شاه ساخته می‌شود که محل جلوس خاص فتحعلی‌شاه بود و منزل تاج‌الدوله (طاووس خانم)، محسوب می‌شد. تاج‌الدوله به نوعی ملکهٔ ایران بوده، بنابراین انتخاب منزل او برای ملکهٔ بعدی، یعنی ملک‌جهان خانم (بعدها مهدعلیا)، دور از انتظار نیست. بهشت‌آیین تا زمان مرگ مهدعلیا (۱۲۸۹ق) در اختیار او بوده و بعد از آن، تا تخریب اندرونی برای ساختِ فرح‌آباد در سال ۱۲۹۹ ق، در اختیار شکوه‌السلطنه (مادر مظفرالدین شاه) قرار می‌گیرد. در سمتِ غرب عمارات مهدعلیا خزانه به چشم می‌خورد که محلی برای نگهداری گنجینه فتحعلی‌شاه محسوب می‌شد. تغییرات شاخص در دیوانخانه نصب دو نقاشی فتحعلی‌شاه اثر مهرعلی و دو آینه بزرگ اهدایی از الکساندر یکم و ساخت تختی از مرمر است که به سبب آن نام ایوان و دیوانخانه تخت مرمر برای آن مصطلح می‌گردد. «در سال ۱۲۳۵ ق، الکساندر یکم، حوضی بلوری را به فتحعلی‌شاه تقدیم می‌کند، که در یکی از بناهای سلطنتی نصب می‌شود». این عمارت می‌تواند بخشِ بیرونی عمارت بهشت‌آیین باشد، که محل جلوس خاصهٔ فتحعلی‌شاه بوده و بعداً نام عمارت بلور، بر آن نهاده می‌شود؛ یعنی عمارت بهشت‌آیین، به دو بخش تقسیم می‌شود که بخش اندرونی آن به عنوان منزل تاج‌الدوله و بخش بیرونی آن عمارت بلور نام می‌گیرد. در بیان وقایع سال ۱۲۲۷ ق، فتحعلی‌شاه برای ساخت بنایی در سلیمانیه کرج، دستوراتی می‌دهد که آن بنا، می‌بایست در کمتر از یک سال و به مانند صَرح مُمَرّد سلیمانی ساخته شود.با توجه به تصویر قدیمی عمارت سلیمانیه کرج که بنایی بلند و مرتفع است، متوجه شباهت آن با برجی مرتفع، در ارگ سلطنتی می‌شویم که برج آقامحمدخانی نامیده می‌شد ولی در هیچ منبعی، از ساختِ آن در دوره آقامحمدخان، سخنی به میان نیامده بود. با این تفاسیر، احداث این برج در دوره فتحعلی‌شاه اتفاق افتاده و برج فتحعلی‌شاهی (صَرح مُمَرّد) است که در قسمت جنوب غربی ارگ و مشرف به میدان ساخته شده بود. این برج بعدها نامِ برج میدان و جهان‌نما و دارالنظاره را نیز به خود می‌گیرد. دروازه شمالی ارگ سلطنتی (اسدالدوله) که به عنوان مفرّی برای نجات از حمله دشمنان در زمان افغان‌ها ایجاد و در زمان کریم‌خان مسدود شده بود، در این دوره با شکلی جدید و به صورت دروازه‌ای بزرگ، بازگشایی می‌گردد. بعد از ساخت بنای دورویِ تالار گلستان در شرق و در امتداد عمارت سلطنتی کریم‌خانی، منزل باباشیخ (یکی از بناهای دورهی تیموری) که در دوره صفویه (قصرِ شاه سلیمان یکم) و زندیه به عنوان دیوانخانه مورد استفاده قرار گرفته بود، در جنوب تالار گلستان دوباره معنا پیدا می‌کند و فتحعلی‌شاه با تغییراتی در آن، تالاری را بنا می‌نهد که بعدها نام تالار الماس را به خود می‌گیرد سال احداث عمارت بلور و بازپیرایی تالارِ الماس همزمان با یکدیگر (۱۲۲۴ ق) است. از دیگر بناهای ارگ سلطنتی در محدوده حرمسرا، حیاط و عمارتِ چشمه است که یکی از بهترین بناها و محل نشیمن فتحعلی‌شاه بود. عمارتِ چشمه دارای بالاخانه‌ای بود که به شاهزاده محمدعلی دولتشاه (۱۲۳۷–۱۲۰۳ق) اختصاص داشت. بر اساس نقشه کرشیش (۱۲۷۵ق)، عمارتِ چشمه و حیاطش در راستای عمارتِ عشرت آئین و در شمال آن واقع بودند و در نقشه کرشیش با نام تالارِ خانِ مغفور دیده می‌شود. در دوره فتحعلی‌شاه کلاه فرنگیِ چهلستونِ چوبی در قسمتِ جنوبیِ باغِ جنبِ دیوانخانه احداث می‌شود که به گفته اعتمادالسلطنه، تخت بلور اهدایی الکساندر یکم(۱۲۴۱ ق) در آن قرار می‌گیرد.

#### محمدشاه

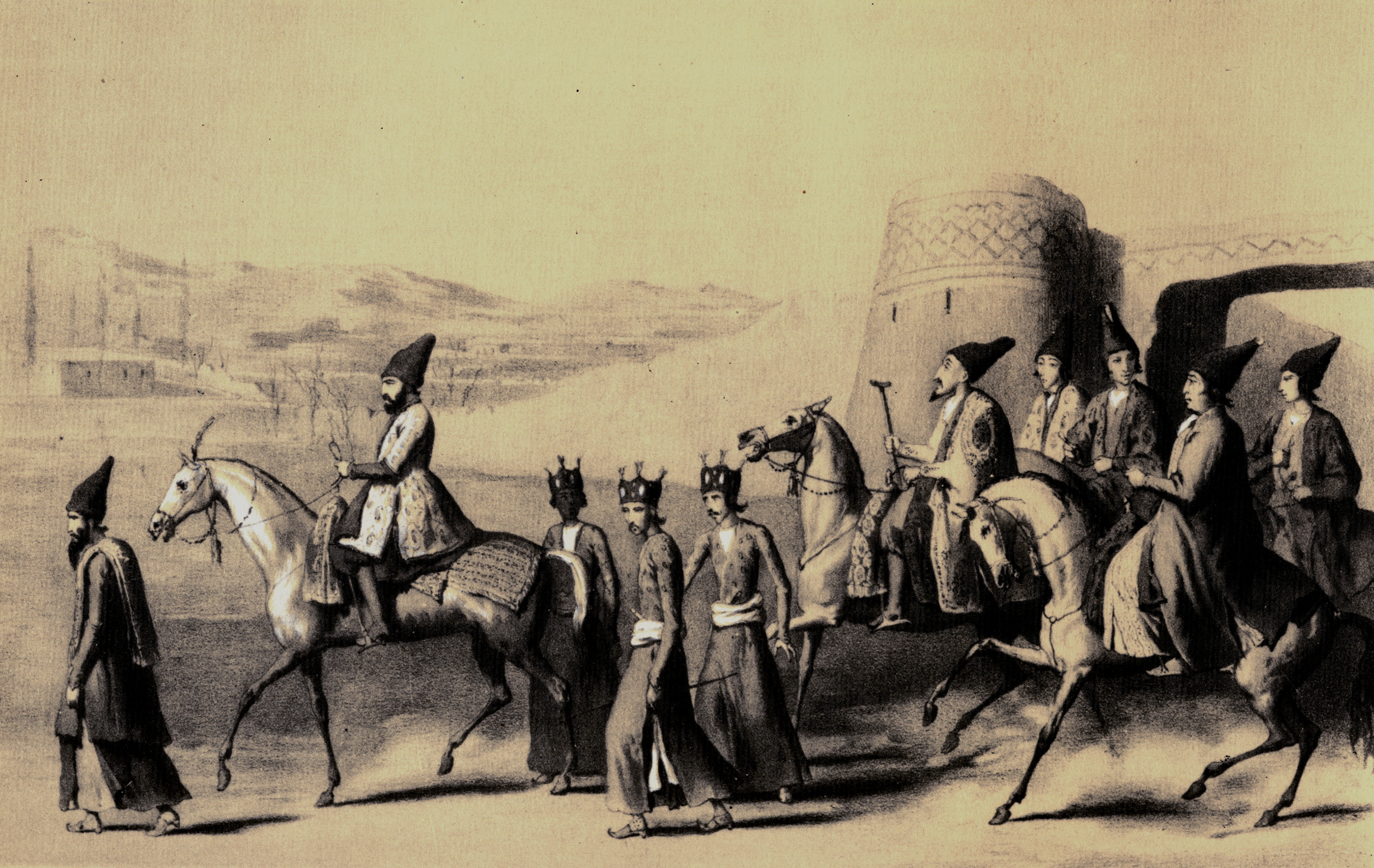
محمد شاه قاجار از کتاب مسافرت به ایران الکسیس سولتیکف

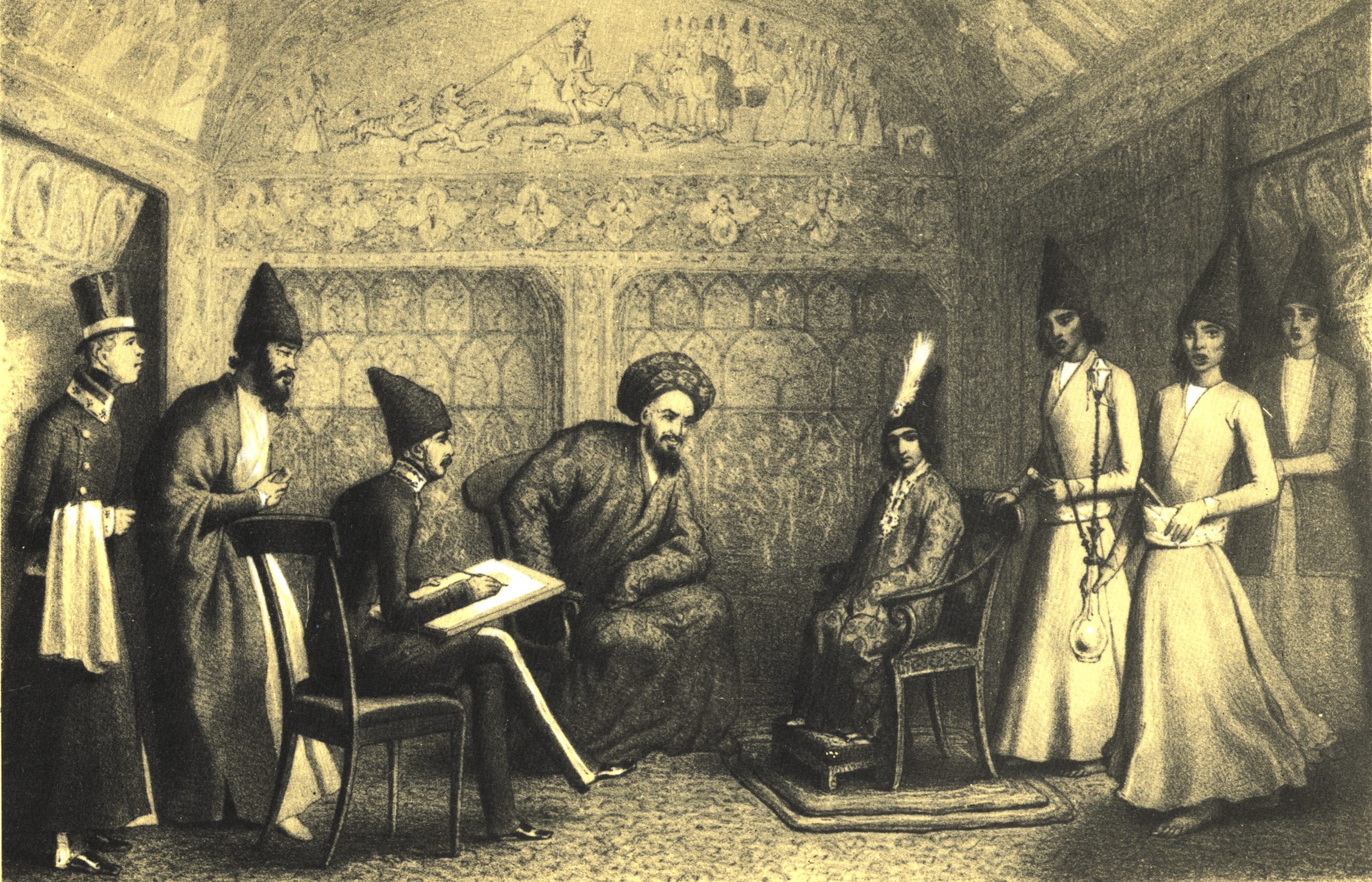
ناصرالدین میرزا (ولیعهد) در تبریز از کتاب مسافرت به ایران الکسیس سولتیکف

محمدشاه در ۱۴ شعبان ۱۲۵۰ ق در قصر نگارستان و در اتاق معروف به دلگشا و بر روی تخت خورشید (طاوس)، جلوس می‌نماید. در این دوره، حجراتی برای توپچیان در میدان ارگ احداث شده ولی بنای چشمگیری در ارگ سلطنتی، ساخته نمی‌شود.

#### ناصرالدین‌شاه
ناصرالدین‌شاه قاجار ۲۲ ذی القعده سال ۱۲۶۴ ق در عمارتِ کلاه فرنگی ارگ سلطنتی و بر روی تختِ خورشید[طاووس] تاجگذاری کرده و دو روز بعد، در دیوانخانهٔ تخت مرمر بارعام می‌دهد. در دوران سلطنت او، شاهد ساخت و سازها و تغییر و تحولات فراوان در ابنیه ارگ سلطنتی هستیم. در سال ۱۲۶۶ ق اراضی شرق باغ گلستان که در اختیار فرزندان آصف الدوله[سالار] بود؛ به ارگ سلطنتی منضم می‌شود. مقارن با سال ۱۲۶۷ق، به دستور امیرکبیر قلعه ارگ سلطنتی تعمیر گشته و کوچه‌های ارگ برای رفت و آمد کالسکه‌های سلطنتی، صاف و هموار می‌گردد. میدان ارگ نیز بازپیرایی می‌شود و به دلیل وجود توپ‌های جنگی، نام آن را توپخانه می‌گذارند. در سال ۱۲۷۱ق حجره‌های توپچی‌ها را مرمت کرده و برای نظم بخشیدن و آبادی آن، فراشخانه‌ای در محوطه میدان ساخته می‌شود. در سال ۱۲۸۱ق به دستور ناصرالدین شاه، توپها را به میدان توپخانه ی جدید، در شمال ارگ سلطنتی، انتقال می‌دهند و سپس میدان را به محوطه‌ای سرسبز و باصفا تبدیل نموده و آن را باغِ گلشن می‌نامند که البته مردم به آن باغِ میدان می‌گفتند. در سال ۱۲۸۲ق به دستور شاه، خندق شرقی ارگ را با خاک پرکرده و بر روی آن خیابانی، از توپخانه جدید تا دهانه بازار آماده می‌کنند، تا از عبور و مرور چارپایان از میدان ارگ جلوگیری نمایند. دروازه‌ای نیز از سمت شمال و خارج شهر به سمت آن می‌گشایند و آن را خیابان ناصریه[ناصر خسرو] می‌نامند.بنیان عمارت سردر شمالی میدان ارگ (عمارت سردر، درب سعادت، عالی قاپو)، به دورهٔ زندیه بازمی‌گردد که مدخلی برای ورود به دیوانخانهٔ تخت مرمر بود و در دورهٔ ناصری بازپیرایی می‌شودسردر شمالی میدان ارگ، از داخل و مشرف به ایوان تخت مرمر، دارای سردرِ دیگری بود که مبارزه رستم با دیو سفید را با کاشیهای رنگین، به تصویر می‌کشید و نام محمدقلی شیرازی[استاد محمدقلی کاشی پز شیرازی] با تاریخ ۱۲۷۳ ق در آن مشهود بود. سردرِ جنوبی میدان ارگ [سردرِ نقاره خانه قدیم] در سمت جنوب میدان ارگ و در راستای سردرِ شمالی واقع بود و با راهرویی به دروازهٔ تخته پل، که در روبروی سبزه میدان قرار داشت، وصل می‌شد و ارگ سلطنتی را به شهر متصل می‌نمود.لازم است ذکر شود که توپ مروارید، در روبروی سردر نقاره خانه قرار داشت. پس از ساخت دروازه‌ای در مدخلِ ورودی میدان توپخانه به خیابان دولت[خیابان الماسیه یا باب همایون]، آن را نقاره خانهٔ جدید و سردرِ جنوبی میدان ارگ را نقاره خانهٔ قدیم نامیدند. در نقشه کرشیش به سال ۱۲۷۵ ق، دفترخانه‌ای[دفتر استیفا] در شمال غربی میدان ارگ، جنب خیابان نایب السلطنه، به چشم می‌خورد؛ بنابراین تا آن تاریخ، وجود دفترخانه محرز است. لیکن ذکاء، از دفترخانه‌ای در سمت شمال شرقی میدان خبر می‌دهد. پس در سمت شرقی سردرِ شمالی میدان ارگ نیز می‌بایست بنایی بوده باشد که کارهای دفتری در آن انجام می‌شده‌است به طوری که فووریه نیز از آن یاد می‌کند. لازم است ذکر شود در سال ۱۳۰۱ق دفترخانه میدان ارگ تغییر می‌کند و در دوطبقه ساخته می‌شود و به سردری باشکوه مزیّن می‌گردد. عمارتِ خروجی در شرق تالار (قصرِ) گلستان و در راستای آن احداث می‌گردد. «تاریخ ساخت این عمارت، سال ۱۲۶۸ ق، یعنی زمان توسیع دیوانخانهٔ معروف به گلستان[تالار(قصرِ)گلستان] از طرف مشرق می‌باشد.» در سال ۱۲۷۰ ق ناصرالدین شاه تصمیم به ایجاد موزه‌ای در ارگ می‌گیرد. * در همین سال[۱۲۷۰ ق]، اتاقی نیز برای کتب و مرقعات ایجاد می‌شود. از آن جهت که کتابخانه جزو صندوقخانه محسوب می‌گردید، آن هم می‌بایست در جنبِ تالار (قصرِ) گلستان واقع باشد. این دو اتاق یقیناً در سمت شرق[راست] تالار (قصرِ) گلستان و متصل به اتاقهای عمارت خروجی هستند. در سمت غرب[چپ] تالار (قصرِ) گلستان، رختدارخانه و صندوقخانه همایونی قرار داشت که محل نگهداری جواهرات و اشیاء گرانبها بود. در سال ۱۲۷۱ ق دریاچه‌ای در حیاطِ جنوبی باغ سلطنتی و در سمت تالار الماس احداث می‌گردد. این دریاچه در سمت جنوبیِ عمارت خروجی واقع بوده‌است و متناسب با وضعیتِ قسمتِ بیرون جستهٔ عمارت خروجی ساخته می‌شود. تا سال ۱۲۷۲ ق، ناصرالدین شاه که به مانند پدرش[محمدشاه]، عمارتِ خزانه را به عنوان خوابگاه انتخاب نموده بود، دستور به ساخت خوابگاهی جدید می‌دهد. عمارتِ خوابگاه، توسطِ علی خان حاجب الدوله در دو طبقه ساخته می‌شود که مخارج آن بالغ بر هفتاد هزار تومان تخمین زده شد. در ضمن بنای مذکور در سال ۱۲۹۹ق تخریب می‌شود.

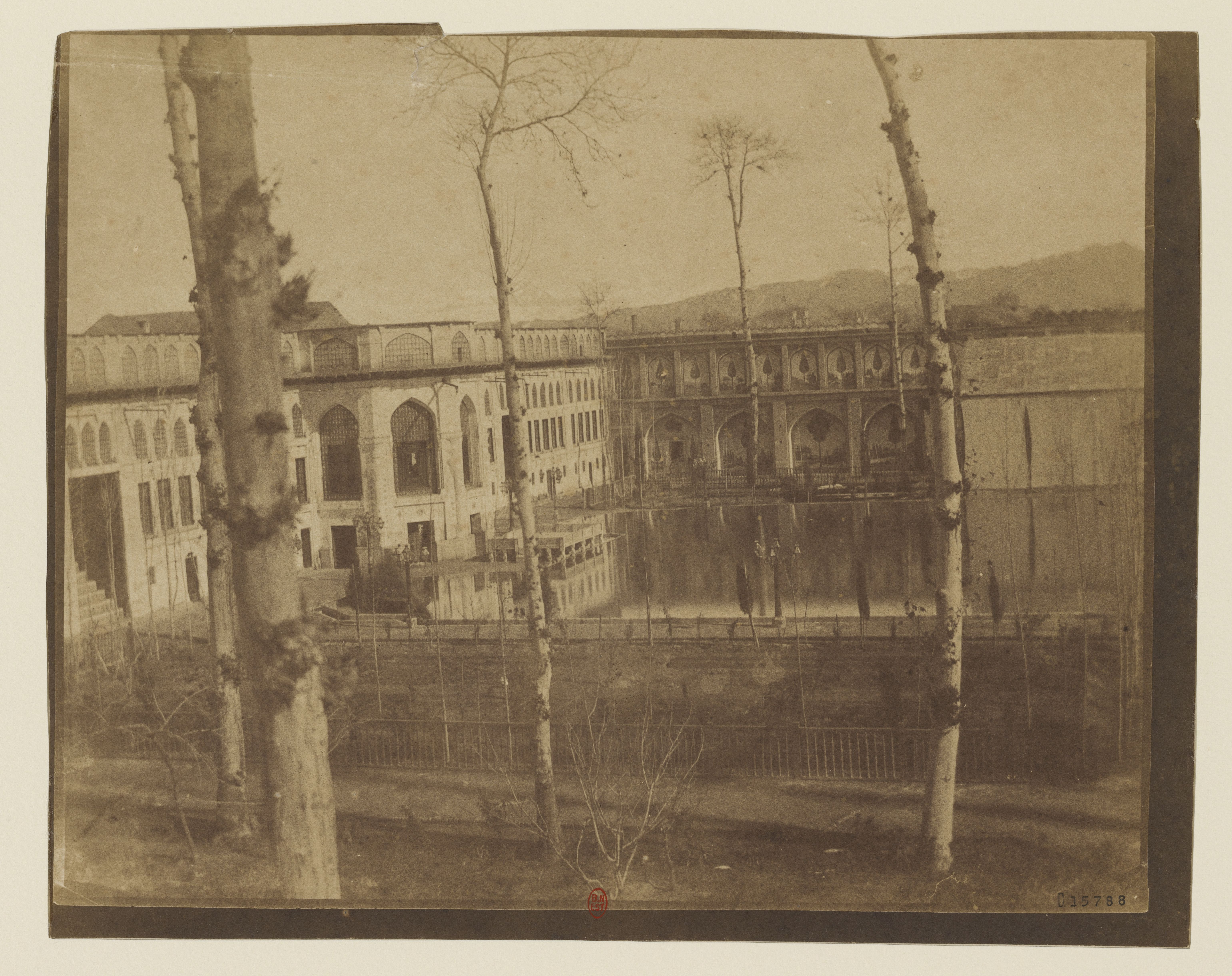
عمارت خروجی اثر لوئیجی پشه دوره ناصرالدین شاه قاجار

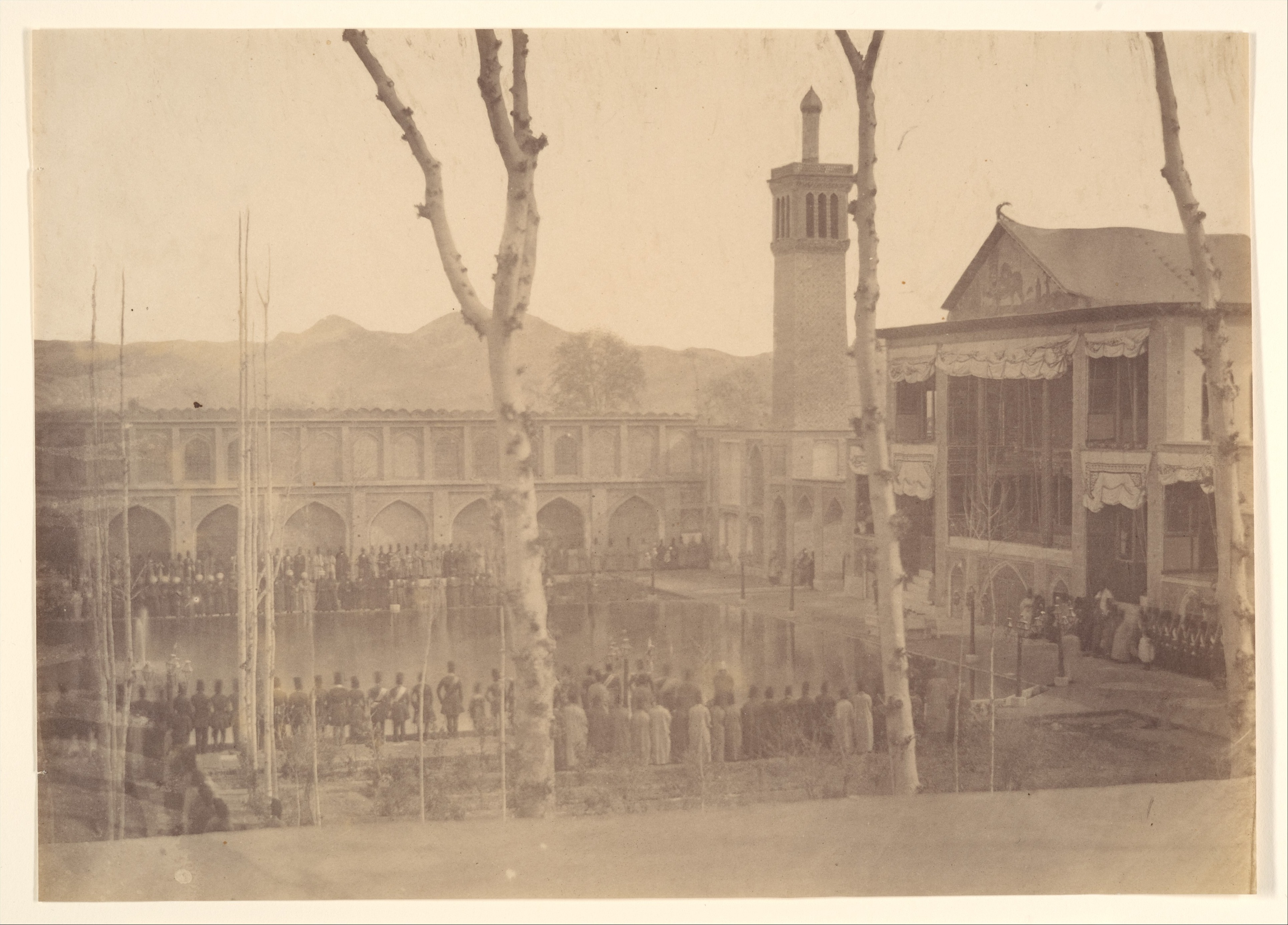
عمارت بادگیر اثر لوئیجی پشه دوره ناصرالدین شاه قاجار

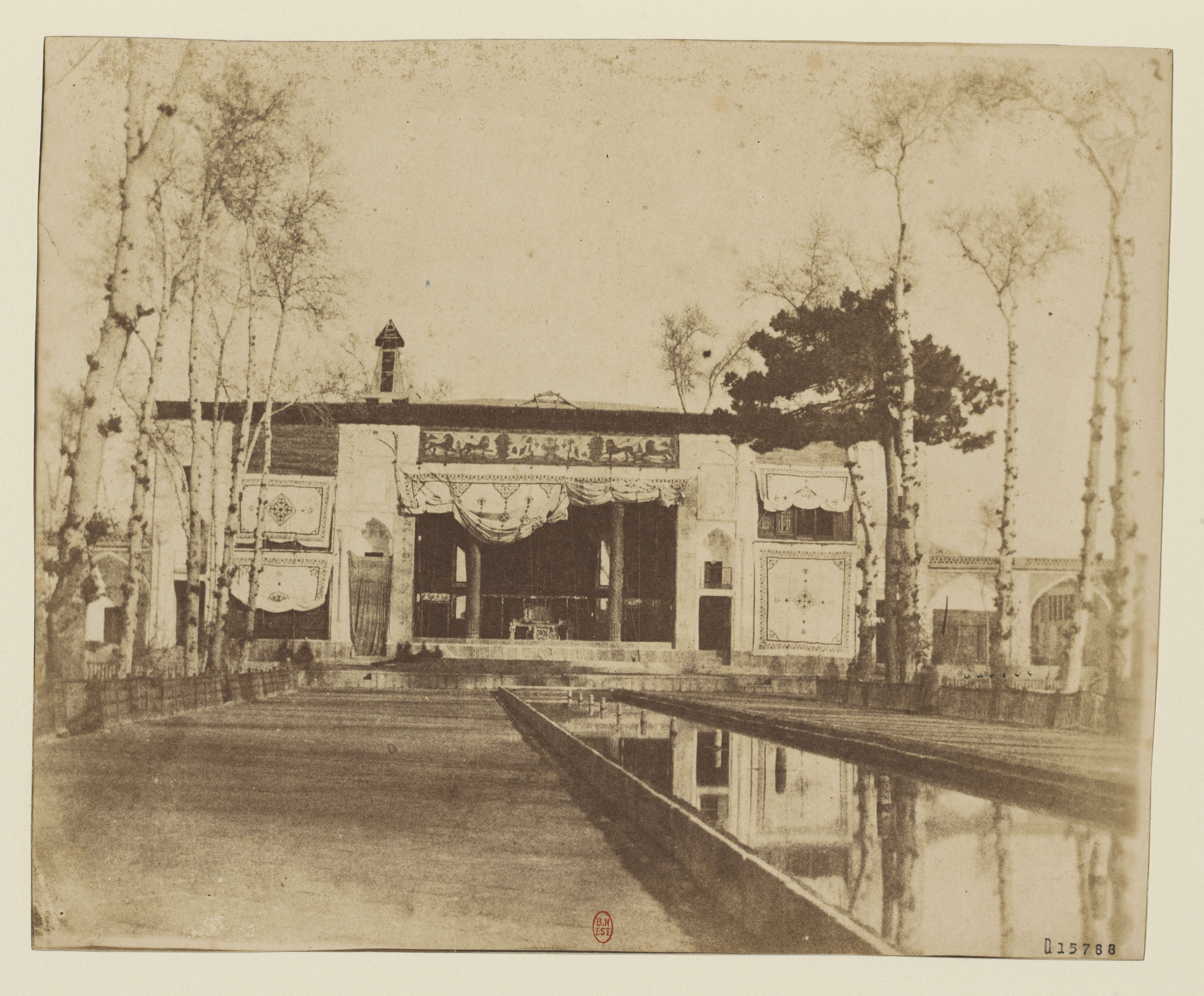
ایوان تخت مرمر اثر لوئیجی پشه دوره ناصرالدین شاه قاجار

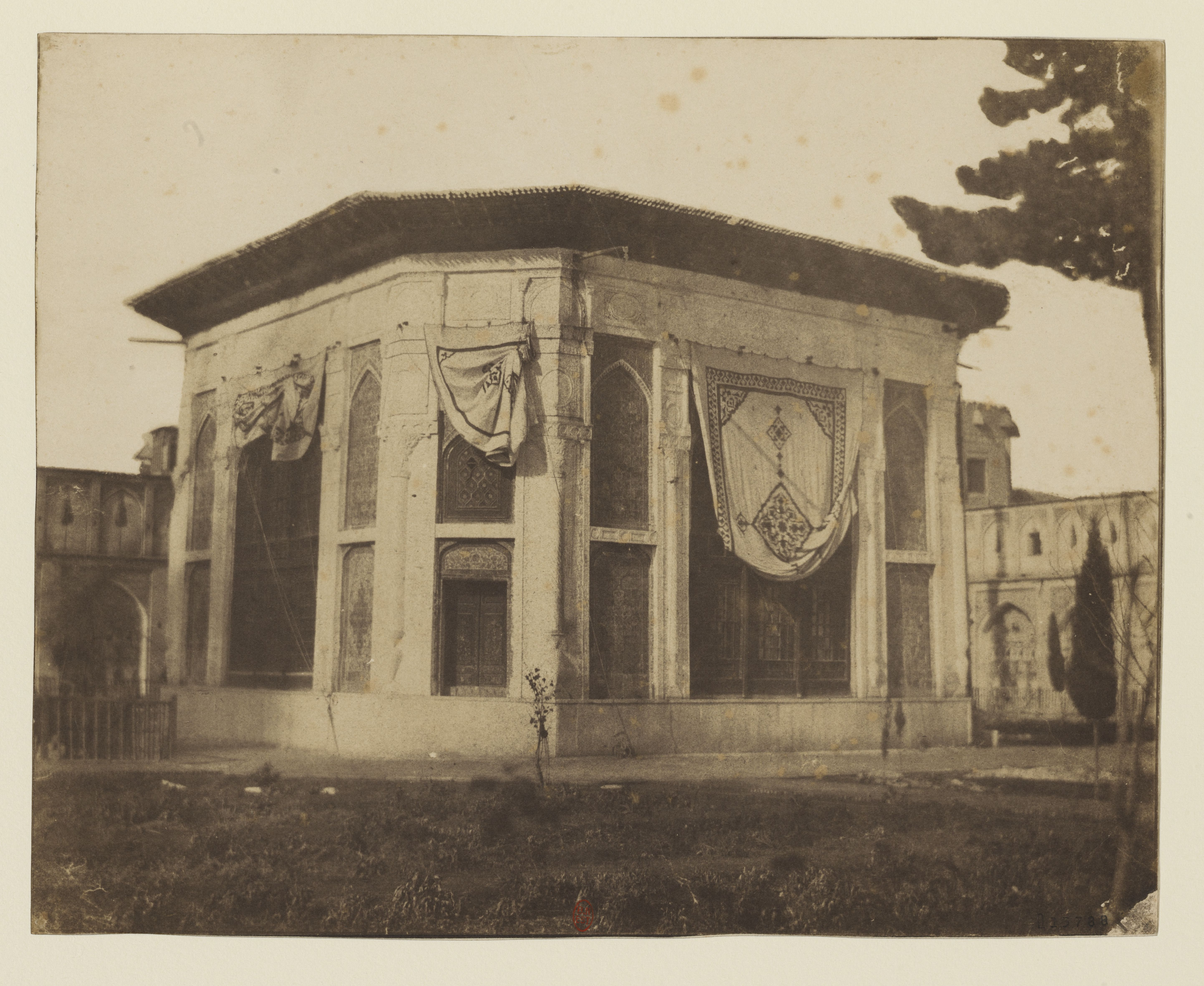
کلاه فرنگی اثر لوئیجی پشه دوره ناصرالدین شاه قاجار

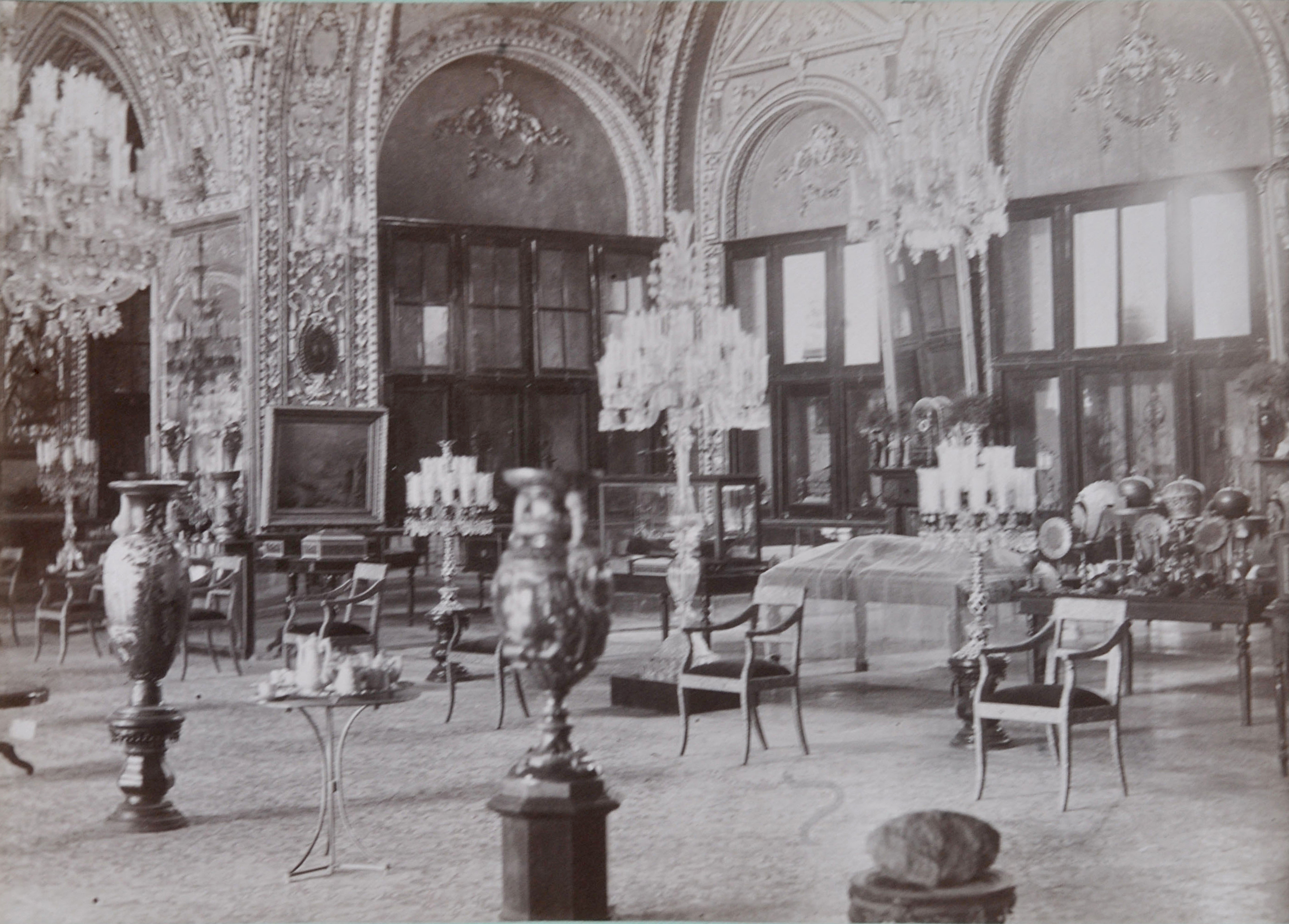
اتاق موزه همایونی «موزه مخصوص» در دوره ناصری؛ مرکز اسناد تصویری کاخ گلستان آلبوم ۱۴۶ تصویر ۵

در سال ۱۲۷۴ ق اتاقِ نقاش‌خانه در جنبِ ایوان تخت مرمر به عنوان محلی برای استقرار دستگاه تلگراف در نظر گرفته شده و از آنجا سیم تلگراف به لاله زار کشیده می‌شود. عمارتِ جدیدِ سلطانی، در جنوب صندوقخانهٔ مبارکه و بین دیوانخانهٔ تخت مرمر و باغ سلطانی واقع بوده‌است[با توجه به نقشه کرشیش]. عمارت بادگیر در ضلع جنوبی کاخ گلستان قرار دارد. بر اساس منابع تاریخی، در سال ۱۲۷۶ ق و بعد از چهار سال توسط محمدخان حاجبالدوله[مباشر بنایی کاخ گلستان] ساخته شده‌است. در سال ۱۲۸۰ق علاقه ناصرالدین شاه به عکاسی، باعث می‌شود که مکانی را به نام عکاسخانه در سمت شرق ارگ سلطنتی احداث نماید.این بنا در دوره پهلوی تخریب و در محل آن گلخانه‌ای ساخته می‌شود. در دورهٔ ناصری، سازه‌ای چوبی، در سمتِ جنوبی تالار (قصرِ) گلستان شکل می‌گیرد. پس از تکمیل ساخت سازهٔ جنوبی تالار (قصرِ) گلستان، به علت عدم نیاز به عمارتِ کلاه فرنگی چهلستون چوبی و تخریب آن، سازهٔ مذکور به عنوان نارنجستان [گلخانه] جدید، مورد استفاده قرار می‌گیرد. این سازه، بعد از تخریب بناهای میانی باغ گلستان و تبدیل آنها به حوض و باغچه، همچنان در جای خود باقی می‌ماند و به علت قرار گرفتن در میان باغ سلطنتی، نام نارنجستان وسط باغ به آن گفته می‌شود. در سال ۱۲۸۱ق بنایی در میدان ارگ به نام صندوقِ عدالت شکل می‌گیرد، که مردم عریضه‌های خود را در آن می‌انداختند، تا توسط ناصرالدین شاه موردِ بررسی قرار گیرد. شمس العماره با پنج طبقه و دو برج بلند، که از هر مکانی در دارالحکومه قابل مشاهده بود، در سمت شرقی ارگ سلطنتی و در سال ۱۲۸۳ق ساخته می‌شود. بنایی که ناصرالدین شاه قبل از سفر به فرنگ، دستور ساختش را به دوستعلی خان معیرالممالک می‌دهد و ظاهراً قصدش دیدن مناظر اطراف است. شمس العماره بعدها، با ایجاد تغییرات عمده در بنا، کاربردی چندگانه پیدا می‌کند، همچون برگزاری مراسم سلام‌های خاص، پذیرایی از میهمانان، ملاقات با سفرا، تلگرافخانهو تلفنخانه ی شخصی شاه[در یکی از دو اتاق گوشواره ی شمس العماره]. در سال ۱۲۸۴ق، با توسعه صنعت تلگراف در ایران، در سمت غربی میدان ارگ، تلگرافخانه‌ای تأسیس شد که تلگرافچیانِ دولتی در آن کار می‌کردند و وسایل آن را از تلگرافخانهٔ قدیم[اتاقِ نقاش‌خانه]، جنب ایوان تخت مرمر، به آنجا منتقل کرده بودند. لازم است ذکر شود که تلگرافخانه، بعدها به خیابان ناصریه[ناصرخسرو]، در جنب میدان توپخانه منتقل می‌گردد. عمارت عاج مابین سالهای ۱۲۸۳ لغایت ۱۲۸۴ ق [بعد از احداث شمس العماره] ساخته می‌شود. دوستعلی خان معیرالممالک از سال ۱۲۸۵ق شروع به احداث تکیه دولت می‌نماید که ساخت آن مدت ۵ سال به طول می‌انجامد و در سال ۱۲۹۰ق به بهره‌برداری می‌رسد. تخت مرمری که در جنب عمارت عاج قرار داشت، پس از تکمیل تکیه دولت، به آنجا منتقل می‌گردد و در یکی از حجره‌ها نصب می‌شود. جسد ناصرالدین شاه پس از کشته شدن در سال ۱۳۱۳ق، درون محفظه‌ای بر روی تخت مرمر مذکور، در تکیه دولت به امانت گذاشته می‌شود[یک سال دو روز]تا مقبره اش در شاه عبدالعظیم شهرِ ری آماده گردد. در دورهٔ مظفری تخت کوچکتر شده و پس از مرگ مظفرالدین شاه، جسد او نیز به مانند پدر بر روی همین تخت و در تکیه دولت به امانت قرار می‌گیرد و بعد به کربلا منتقل می‌گردد. در سال ۱۲۸۸ق، برای ورود به حرمخانه[اندرونی] از خیابان درب اندرون، سردرِ باشکوهی می‌سازند که به سردرِ الماسیه[باب همایون] معروف بود. این سردر، توسط علاءالدوله، ساخته شده بود، و روبروی خیابان دولت[الماسیه یا باب همایون] قرار داشت که از میدان توپخانهٔ جدید به قصر می‌رسید و با خیابان درب اندرون[صوراسرافیل]، تلاقی می‌کرد. سردرِ مذکور، دارای بالاخانه‌ای بود که ناصرالدین شاه در هنگام مراسم جشن و آتش بازی در آنجا می‌نشست. پس از ساخت سردرِ شمس العماره به آن سردرِ الماس جدید و به سردرِ الماسیه، سردرِ الماس قدیم گفته شد.. در سال ۱۲۹۲ ق با توجه به تصاویر موجود، تغییراتی در عمارتِ خروجی و تالار عاج ایجاد می‌شود. قسمت برجسته[بیرون زده] عمارتِ خروجی حذف می‌گردد؛ بنابراین دیگر نمی‌توان به آن عمارتِ خروجی گفت. همچنین با توجه به عکسی دیگر، اثری از ایوان عمارتِ عاج نیز دیده نمی‌شود. به گفتهٔ ذکاء ایوان به تالار عمارت اضافه شده‌استو با این کار عمارتِ عاج در نمای بیرونی هم سطح با عمارتِ بلور می‌شود. نارنجستان، در سال ۱۲۹۳ ق» و در ضلع شمالی باغ گلستان و شرق عمارت بلور، به صورت شرقی- غربی احداث می‌گردد. «حوض بلور هدیه الکساندر اول[نصب شده در عمارت بلور] نیز بعد از تبدیل عمارت بلور به برلیان، به آنجا منتقل می‌شود.» لازم است ذکر شود که پس از کشته شدن ناصرالدین شاه به دست میرزا رضا کرمانی در سال ۱۳۱۳ق در شاه عبدالعظیم، بدن او را در همین نارنجستان و کنار حوض بلور غسل داده و با کفنی که عضدالملک برای خود آماده کرده بود، کفن می‌نمایند.مظفرالدین شاه را نیز پس از مرگ، در حوض نارنجستان غسل می‌دهند. اعتمادالسلطنه در سال ۱۲۹۴ق به آبدارخانه‌ای در قسمت جنوبی باغ سلطانی اشاره می‌کند. با استفاده از دو عکس قدیمی، محلِ آبدارخانه در سمت جنوب غربی باغ سلطانی، بین تکیه دولت و سردر شمالی میدان ارگ، و سال ساخت آن را بین سال‌های ۱۲۹۲–۱۲۹۴ق مشخص می‌شود. ناصرالدین شاه بعد از سفر اولش به فرنگستان[سال۱۲۹۰ق] تصمیم می‌گیرد موزه‌ای جدید در ارگ سلطنتی بنا کند. برای غنی تر شدن اشیاء موزه، فراخوانی، برای اهدای اشیاء از طرف مردم به موزه همایونی در روزنامه درج می‌گردد.با توجه عکسی متعلّق به سال ۱۲۹۲ق و گفته‌های اعتمادالسلطنه در روزنامه ایران در سال ۱۲۹۳ق و سال ۱۲۹۴ق، بنای موزه، هنوز به اتمام نرسیده‌است. موزهٔ جدید در شمال باغ سلطنتی و مابین تالار عاج و خلوتخانه کریمخانی احداث می‌شود. در سال ۱۲۹۶ ق اشیاء موزه قدیم به محل جدید منتقل می‌شوند. بنابراین زمان ساخت موزه، بین سالهای ۱۲۹۴–۱۲۹۶ ق می‌باشد. بنای مذکور در دو طبقه ساخته شده و توسط پلکانی دوطرفه قابل دسترسی بوده‌است. جنوب این پلکان در طبقه بالا، تالارِ آینه[تالار گلستان]، در غرب، تالارِ موزه، در شمال، کتابخانهٔ سلطنتی و در شرق، تالارِ عاج واقع بودند. «طرح و معماری تالار سلام و تالار آینه و سرسرا و حوضخانه‌های مربوط به آن به وسیلهٔ حاجی ابوالحسن، معمارباشی عهد ناصرالدین شاه ملقّب به صنیع الملک انجام گرفته و مباشرت بنّایی آن با میرزا یحیی خان معتمدالملک (وزیر بنّایی) بوده‌است».

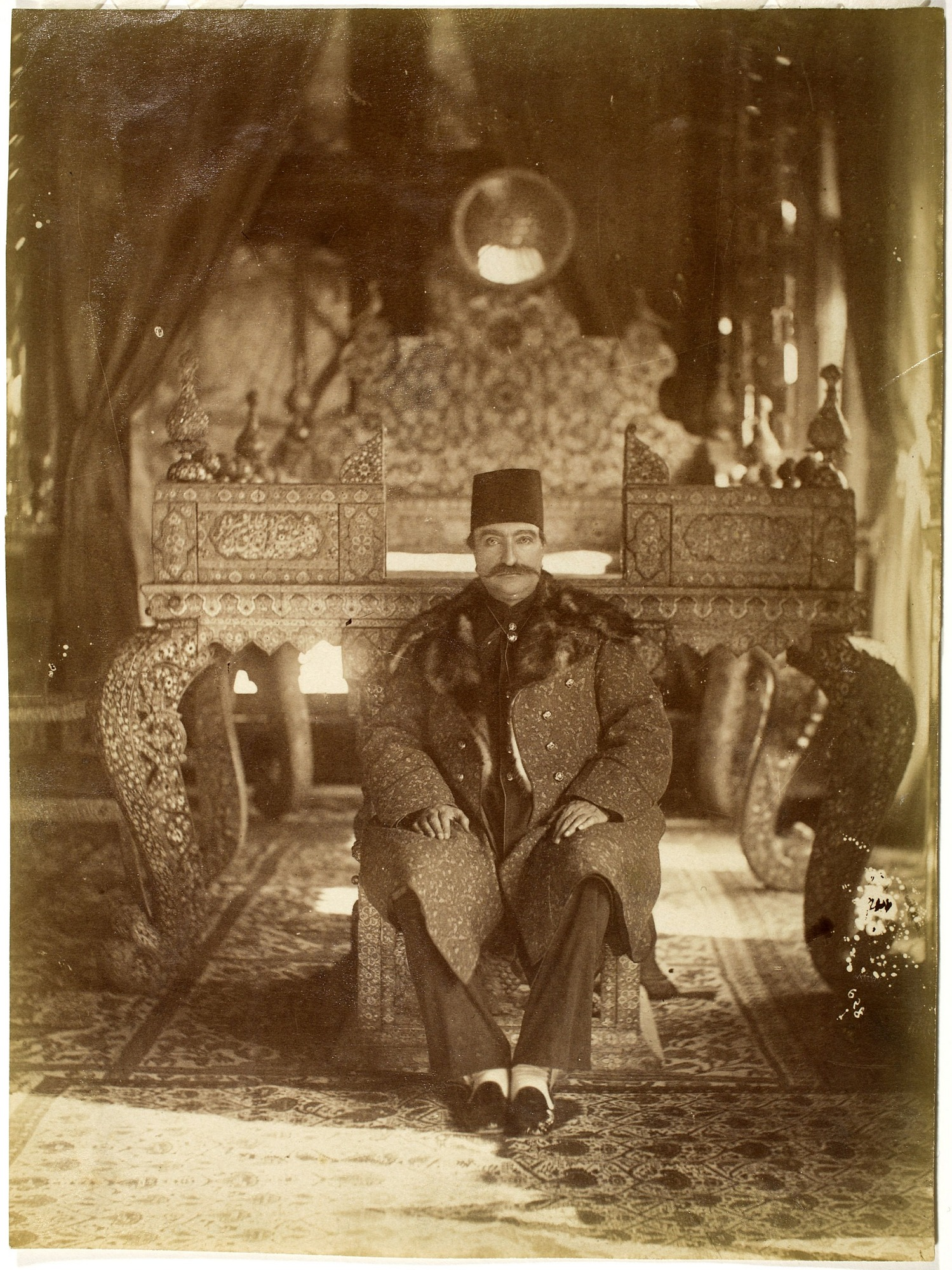
ناصرالدین شاه به همراه تخت خورشید در تالار آینه. اثر آنتوان سوریوگین؛ گالری فریر و ساکلر موسسه اسمیت سونیان واشنگتن

تزئینات و چیدمان موزه و تالار آینه بر اساس آرایه خطی، متعلّّق به میرزا ابوالفضل ساوجی، که در تالار آینه نصب است، در سال ۱۲۹۹ ق به اتمام می‌رسد. برج فتحعلیشاهی (برج جهان‌نما، دارالنظاره) با استناد به دو تصویر قدیمی پس از ساختِ تکیه دولت و توسعهٔ باغ سلطنتی، تخریب و بعدها به جای آن حوضی مدوّر، احداث می‌شود که با حوض جلوی عمارت موزه در ارتباط بوده‌است. سازهٔ میانی باغ سلطنتی که از سال ۱۲۷۰ق به بعد، با ایجاد رختدارخانه، صندوقخانه، موزهٔ اسلحه، بلورخانه، صورت‌خانه و نگهداری اشیاء ارزشمند در آنها، به محلی برای خزائن گرانبهای دوره ناصری تبدیل گشته بود پس از تأسیس عمارت موزه جدید، در سال ۱۲۹۶ ق و انتقال اشیاء به آن، تخریب و با این کار بر وسعت باغ افزوده شد. بعد از ساخت موزهٔ همایونی (۱۲۹۴–۱۲۹۶ ق)، خلوتخانهٔ کریمخانی، تغییرات عمده‌ای می‌نماید. اگر خلوتخانهٔ کریمخانی را به دو بخش شمالی و جنوبی تقسیم کنیم، بخش شمالی جزو موزه همایونی می‌شود و بخش جنوبی نیز خود به دو بخش شرقی و غربی تقسیم شده، که در بخش غربی، بنایی دو طبقه، برای دربار اعظم و مشورتخانهٔ دولتی و صدراعظم و وزارت خارجه اختصاص می‌یابد و در بخش شرقی نیز حیاطی ساخته می‌شود. آنچه که از خلوتخانهٔ کریمخانی باقی می‌ماند، حوض جوش آن است که به عنوان مظهر قنات حفظ می‌گردد. در ضمن راه ورود از دیوانخانه تخت مرمر به باغ سلطانی نیز بعد از تغییرات خلوتخانهٔ کریمخانی، از میان حیاط صندوقخانهٔ مبارکه گشوده می‌شود. ناصرالدین شاه برای اولین بار در سال ۱۳۰۳ ق از ساختِ تالار برلیان خبر می‌دهد. ذکاء اعتقاد دارد که این تالار جایگزین عمارت بلور (در شرق عمارت عاج) شده‌است و پیِ آن بر روی پیهای عمارت بلور قرار دارد و به همین علت است که کف آن را نتوانستد به اندازهٔ کف سایر تالارها بالا ببرند. پس از این تغییرات، عمارتِ بلور، به اتاقهایی تقسیم می‌شود که از شرق به غرب عبارت بودند از: اتاق پیشخدمتان، تالار[اتاق]برلیان، تالار[اتاق]بلور یا سلام، اتاق ناهارخوری[لازم است ذکر شود که این اتاق در ابتدا اتاقِ قرمز خوانده می شد و بعدها در دورهٔ پهلوی به شربت‌خانه معروف گردید]. در سال ۱۳۰۵ق برای شمس العماره، سردر باشکوهی ساخته شد. این در به خیابان ناصریه[ناصرخسرو] باز می‌شد. در بالاخانهٔ این سردر، یک تالار آینه قرار داشت که محل جلوس شاه بود. سردری که در روبروی خیابان باب همایون (الماسیه) قرار داشت، سردرِ الماسیه نامیده می‌شد ولی بعد از ساختِ سردرِ شمس‌العماره، به آن نیز سردرِ الماس می‌گفتند و برای متمایز شدن آنها از یکدیگر، اولی در خیابان الماسیه (باب همایون) را سردرِ الماسِ قدیم و دومی در خیابان ناصریه (ناصرخسرو) را سردرِ الماسِ جدید نامیدند. تاریخ دقیق احداث قصرِ ابیض مشخص نیست. لیکن با توجه به مواردی می‌توان بازهٔ زمانی ساخت آن را بین سالهای ۱۳۰۹–۱۳۰۸ق تخمین زد. قصرِ ابیض، توسطِ اسماعیل امین‌الملک، برادر علی‌اصغر امین‌السلطان، و برای جلوس زمستانی ناصرالدین شاه، ساخته می‌شود. قصر ابیض محلی برای هدایای رؤسای کشورهای دیگر بود. در دورهٔ مظفری، امور دولتی، همچون اعلام وزارت اعظم عین الدوله، جلسه وزرا با ولیعهد برای بررسی مشکلات، جلسه اتابک با وزرا، جلسه وزرا با یکدیگر و قرعه کشی جهت انتخاب نمایندگان شاهزاده‌ها، برای شرکت در اولین مجلس شورای ملی در این عمارت برگزار می‌گردد. ضمناً در سال ۱۳۲۶ق تلگرافخانهٔ شمس العماره به زیر عمارت ابیض منتقل شده، و در سال ۱۳۲۷ق نیز، محل جلوس نایب السلطنه[عضدالملک] می‌شود. در سال ۱۳۱۰ ق پلکان جلوی شمس العماره دیگر دیده نمی‌شود و راه دسترسی به ایوان از اتاق‌های گوشواره بنا صورت می‌پذیرد. ضمناً دو عدد مجسمه شیر که در پایین این پلکان قرار داشت بعد از حذف پلکان به جلوی درِ ورودی کاخ ابیض منتقل می‌گردد. احداث عمارت گالری، از ربیع الاول سال ۱۳۱۲ ق آغاز می‌گرددو پس از ساخت و چیدمان اشیاء، در شوال همان سال یعنی ۱۳۱۲ق افتتاح می‌شود.

#### مظفرالدین‌شاه

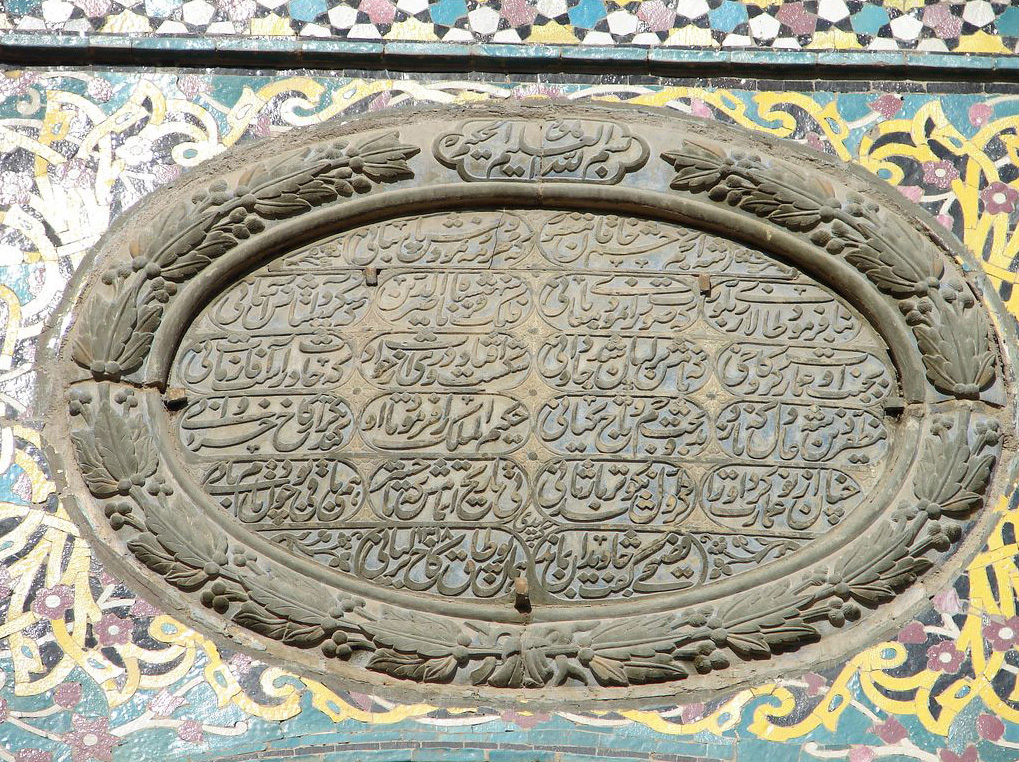
کتیبه سنگی عمارت برلیان دوره مظفرالدین شاه قاجار ۱۳۱۸ ق

مظفرالدین‌شاه قاجار پس از کشته شدن ناصرالدین شاه، به سلطنت می‌رسد. مهم‌ترین رخداد در دوران سلطنتش، امضای فرمان مشروطه و تشکیل اولین مجلس شورای ملی است. در این دوره، ساخت و سازها به‌طور چشمگیری کاهش یافته و بیشتر به تعمیرات پرداخته می‌شود. مظفرالدین شاه در ابتدای سلطنت[۱۳۱۴ق]، دستور می‌دهد بناهایی در محدودهٔ ایوان تخت مرمر برای صدراعظم و سایرین احداث شود. همچنین دو سمت شرق و غرب ایوان نیز ساخته شده و فضای شمالی و جنوبی حیاط ایوان تخت مرمر از هم جدا گردند. در سال ۱۳۱۶ ق اتاق برلیان از مجموعه اتاقهای عمارت بلور دچار تخریب گشته و تعمیر آن شروع می‌شود. این تعمیرات توسط میرزا محمود خان بروجردی (حکیم الملک)، وزیر دربار که وزیر بنایی هم بود انجام می‌پذیرد و در سال ۱۳۱۸ق با مبلغی معادل هشتصد هزار تومان به پایان می‌رسد. در کتیبه‌ای سنگی، که در پیشانی این عمارت نصب گردیده، با اشعاری شرح ماجرا بیان شده‌است. ظاهراً، بعد از این سال[۱۳۱۸ق]، نام عمارت برلیان، برای عمارت بلور مصطلح می‌گردد. در سال ۱۳۲۰ق، در اندرونی[حرمخانه، فرح آباد] ارگ سلطنتی، قصری ساخته می‌شود که در نقشه تروفیموف به سال ۱۹۳۱م[۱۳۱۰ش] با نام قصرِ ملکه مشخّص شده‌است. به علت خرابی سقف تکیه دولت به سال ۱۳۱۵ ق، عزاداری و تعزیه در آنجا برگزار نمی‌شد. چون بیم آن می‌رفت که سقف بر سر مردم فرود آید. تعمیراتی در سال دهم یا سال یازدهمِ سلطنت مظفرالدین شاه و مقارن با عشر اول محرم الحرام سال ۱۳۲۳ ق، به انجام می‌رسد. فرمان افتتاح اولین مجلس شورای ملی درروز یکشنبه ۱۸ شعبان سال ۱۳۲۴ ق، سه ساعت به غروب مانده در تالار برلیان توسط مظفرالدین شاه قاجار ابلاغ می‌گردد.ضمناً در پشت عمارت برلیان و در شمال آن، حیاط خلوتی نیز قرار دارد که معبری برای ورود از اندرونی[حرمسرا] به عمارت برلیان بوده‌است و بعد از به قدرت رسیدن رضا شاه پهلوی، از همین حیاط خلوت برای ورود به کاخ گلستان استفاده می‌شود.

#### محمدعلی‌شاه
محمدعلی‌شاه قاجار در سالِ۱۳۲۴ق به سلطنت رسید. و به مخالفت با مشروطه پرداخت. محمدعلی شاه آنچنان در کشمکش با مسائل مشروطیت بود که فرصتی برای توجّه به کاخ گلستان نداشت؛ بنابراین اثری از او در ابنیه ارگ سلطنتی نمی‌توان یافت. مشروطه خواهان پس از وی، پسر خردسالش، احمدمیرزا را به سلطنت انتخاب کردند.

#### احمدشاه

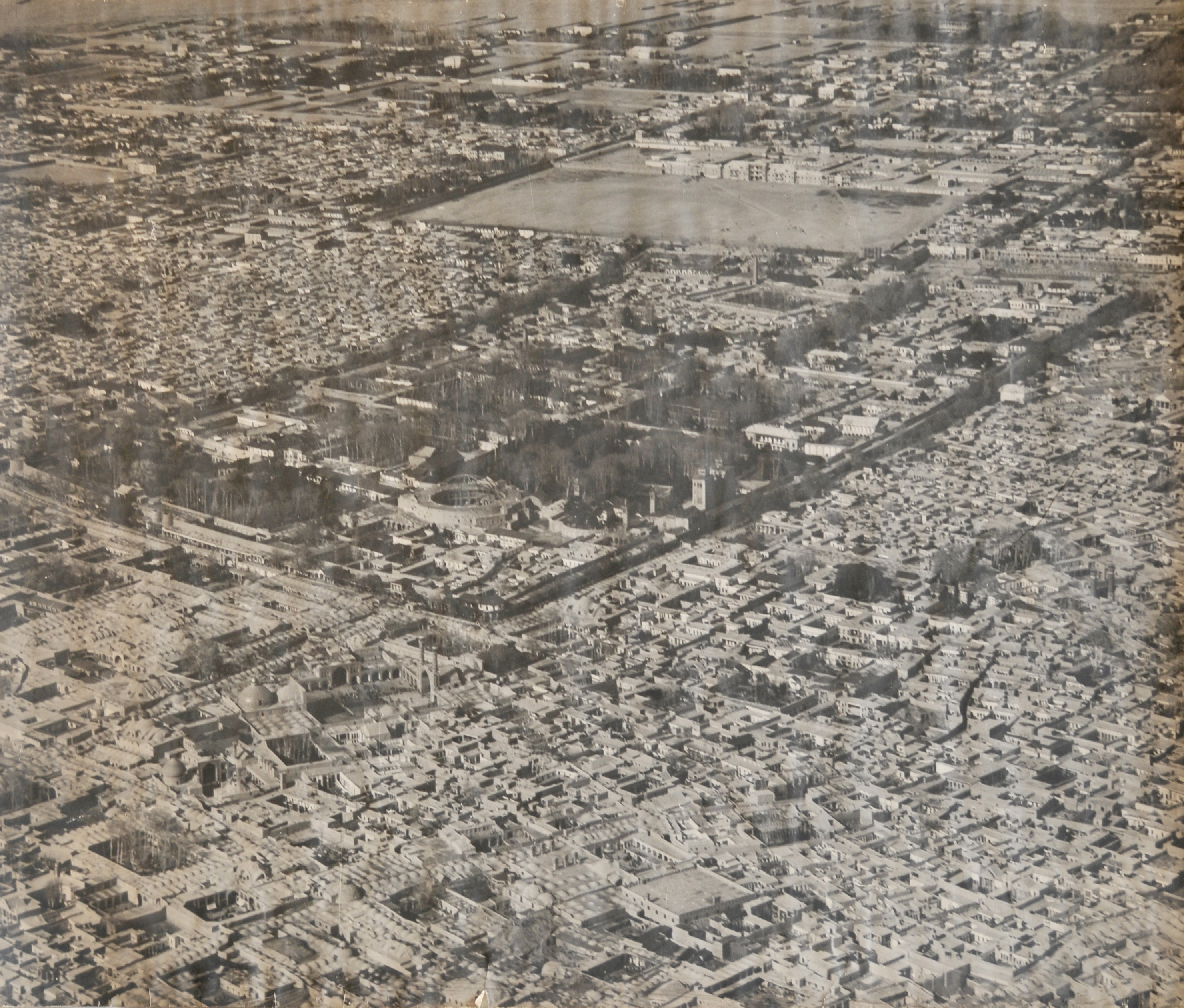
تصویر هوایی ارگ سلطنتی تهران. توسط نیروی هوایی سلطنتی بریتانیا ؛ اواخر دوره احمد شاه قاجار

احمدشاه قاجار در ۱۲ سالگی، به سلطنت رسید و تا رسیدن به سن قانونی نقشی در اداره کشور نداشت. احمدشاه ۱۷ سال پادشاه ایران بود. سن کم و همچنین وقایع سیاسی که کشور را به سمت تغییر حکومت سوق می‌داد، به احمدشاه برای ساخت و ساز در ارگ سلطنتی مجالی نداد. «پس‌از کشته شدن ناصرالدین‌شاه، تکیه دولت اعتبار اولیه را از دست داده بود. در زمان سلطنت مظفرالدین‌شاه و محمدعلی‌شاه، گاهی تعزیه‌ای در آنجا برپا می‌شد اما جلال و عظمت سابق را نداشت. همچنین بعد از مشروطیت و در انقلابات سیاسی نیز بدون بودجه مانده و به کلی متروک شده و در شرف ویرانی بود. در اواخر دوره قاجار و در زمان احمدشاه، این مکان مرمت گردیده و نمایشگاه کالاهای وطنی به مدت یک ماه و نیم در آن برپا شد.»

### دوره پهلوی

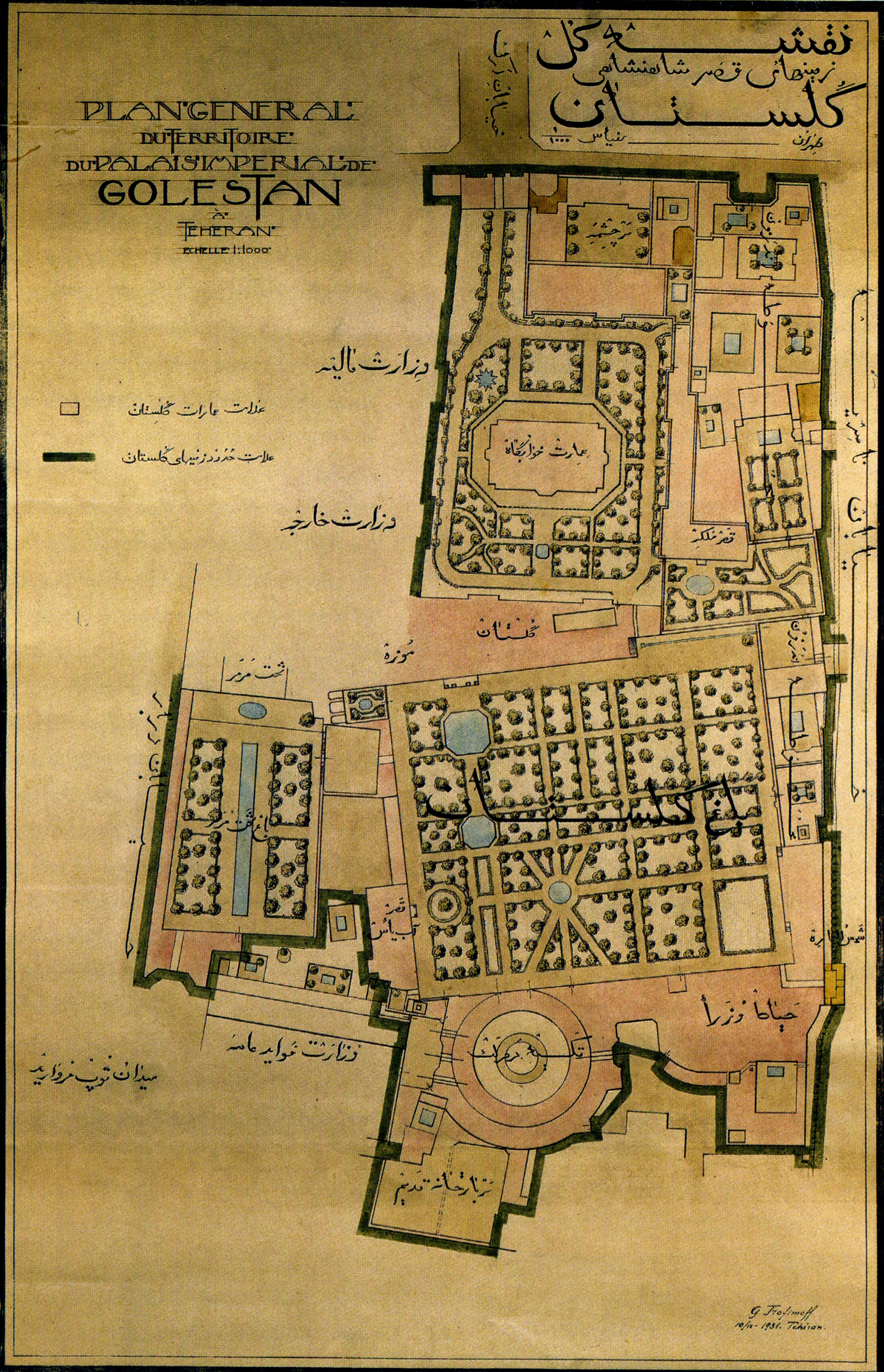
نقشه قصر گلستان اثر تروفیموف ۱۹۳۱ م

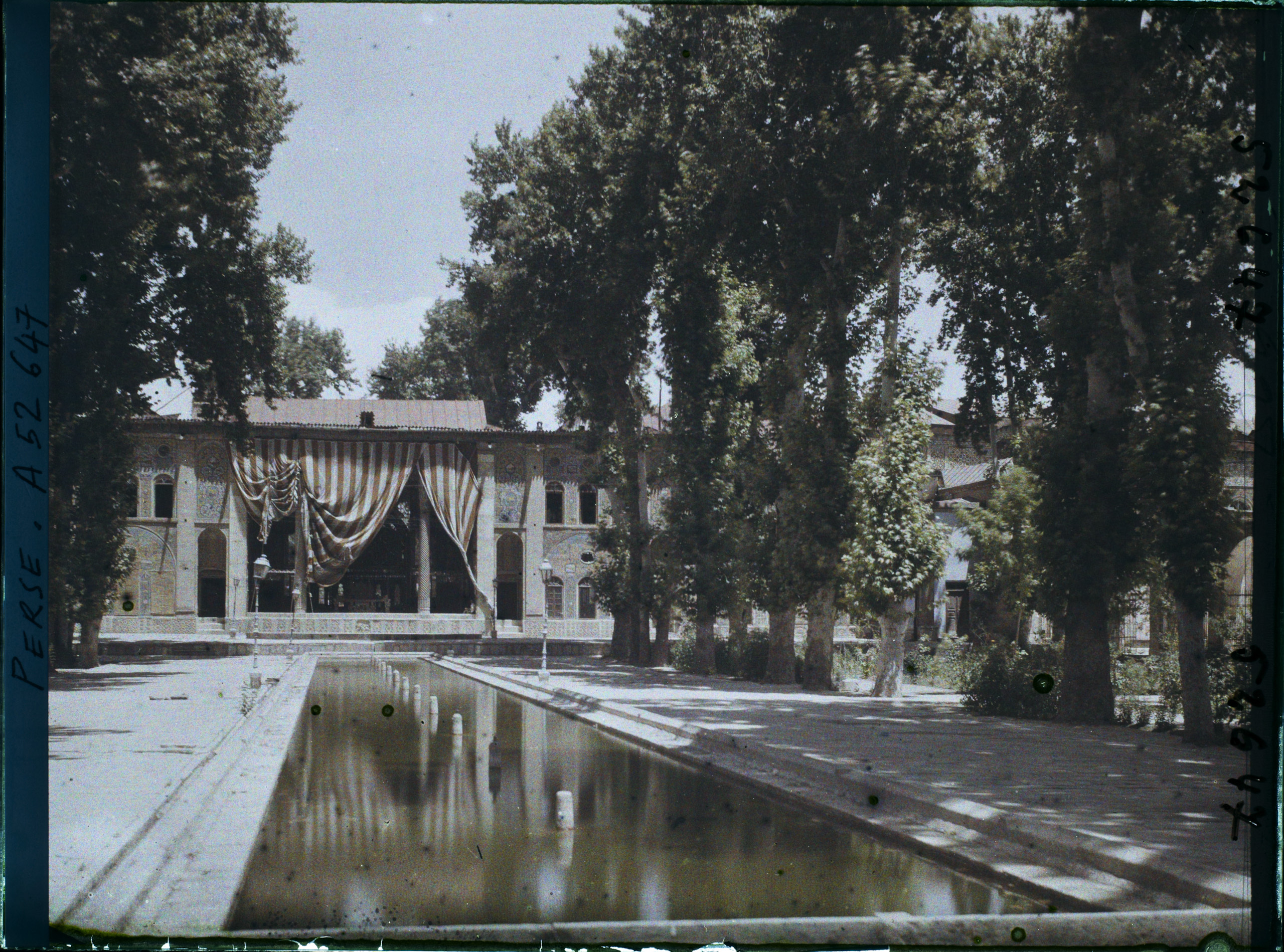
دیوانخانه ایوان تخت مرمر از مجموعه آلبرت کان اثر فردریک گادمر دوران پادشاهی رضا شاه پهلوی ۱۳۰۶ ش

رضا شاه پهلوی تشکیل مجلس مؤسسان به سال ۱۳۰۴ ش، جهت تغییر سلطنت از قاجار به پهلوی در تکیه دولت صورت می‌پذیرد. «۱۵ آذر مجلس مؤسسان فراهم آمد. در تکیه دولت جمع شدند و وظیفه خود را انجام دادند و آن القای مواد چهارگانه متمم قانون اساسی بود و استقرار چهار ماده جدید بنام پهلوی. میرزا صادق خان صادق بریاست انتخاب شد.» بعد از تغییر حکومت، در دورهٔ پهلوی اول، بناهای اندرونی و ازجمله خوابگاهِ ناصرالدین شاه به وزارت دارایی سپرده می‌شود. عمارت نارنجستان در جنب عمارت برلیان تخریب و به باغ الحاق می‌شود این تخریب در زمان رضاشاه پهلوی صورت می‌پذیرد ولی نهر و حوضهای آن، از جمله حوض بلور، با توجه به عکس هوایی سال ۱۳۳۹ش از محدوده ارگ سلطنتی، باقی می‌ماند. دروازه‌های ارگ سلطنتی برای ورود و خروج وسایل نقلیه تخریب می‌گردند. درب سعادت در حیاط تخت مرمر به سال ۱۳۰۹ش تخریب شده و کاشیهای آن در سال ۱۳۱۴ش و هنگام ساخت ورزشگاهِ امجدیه[شهید شیرودی] در بالای مدخل ورودی ورزشگاه نصب می‌شوند. سردرِ شمالی میدان ارگ، با توجه به نقشه تروفیموف[۱۳۱۰ش] هنوز پابرجا است، ولی در عکس هوایی متعلّق به سال ۱۳۲۱ ش[۱۹۴۲م] دیده نمی‌شود؛ بنابراین در بازه زمانی ۱۳۲۱–۱۳۱۰ ش تخریب گردیده‌است. حوض‌های عمیق کاخ گلستان کم عمق گشته و در بعضی از قسمتها به باغچه‌های منقطعی تبدیل می‌شوند و جلوی رطوبت فراوانی که باعث تخریب ابنیه کاخ می‌شد، گرفته می‌شود. هم سطح شدن عمارت عاج با موزه بین سالهای ۱۳۰۶ تا ۱۳۲۱ش رخ داده‌است. پس از این رخداد، فضاهایی در شمال تالارِ عاج و تالار سلام[موزه، تاجگذاری]، به عنوان تالار ظروف و سالن نمایش، اختصاص می‌یابد.

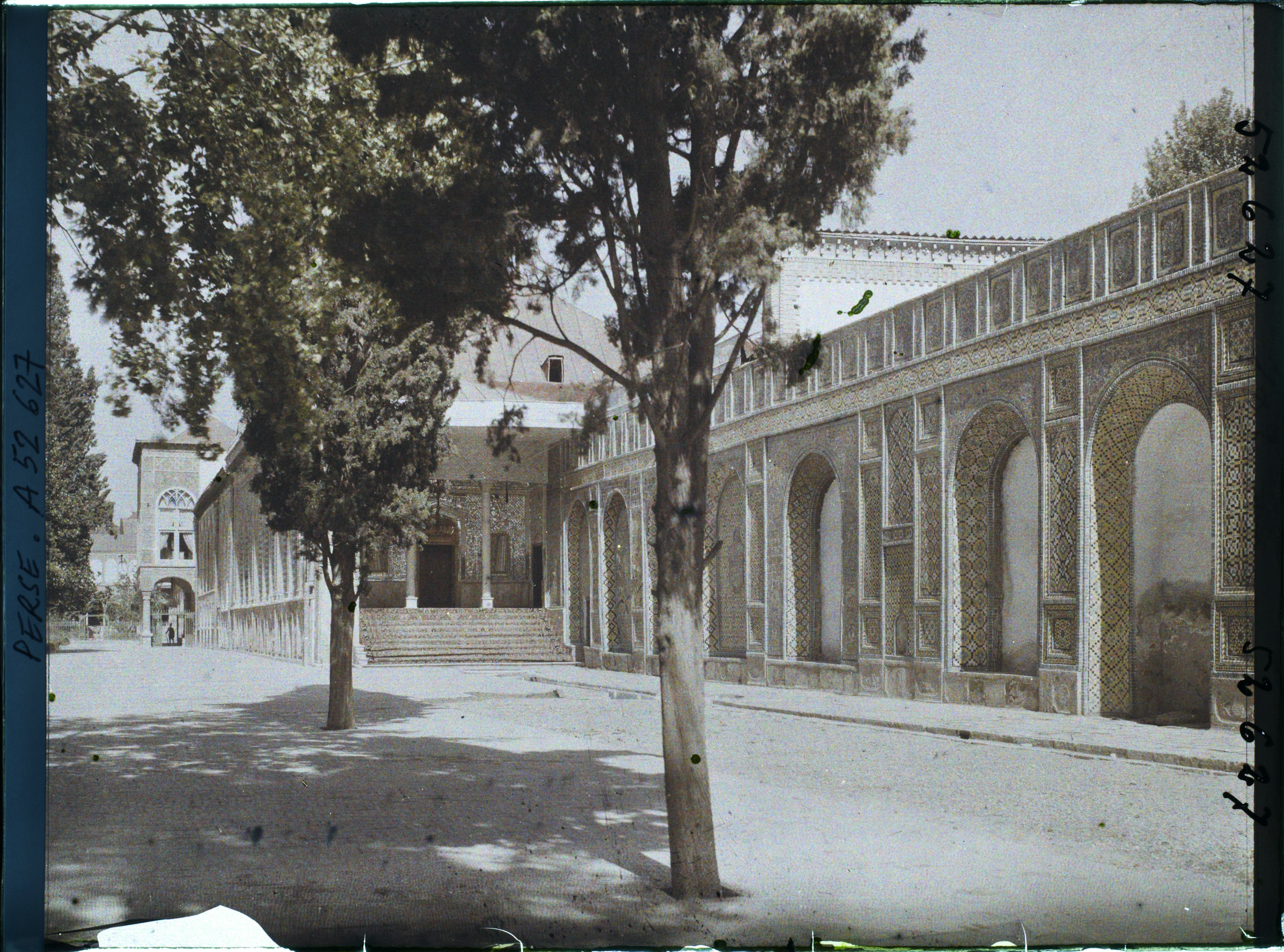
عمارت برلیان از مجموعه آلبرت کان اثر فردریک گادمر دوران پادشاهی رضا شاه پهلوی ۱۳۰۶ ش

محمد رضا شاه پهلوی در زمان پهلوی دوم با تخریب تکیه دولت، ساختمان بانک ملی در سال ۱۳۲۵ش در نزدیکی محل آن ساخته می‌شود. «قصرِ ابیض در دورهٔ پهلوی نیز در اختیار نخست‌وزیری قرار می‌گیرد، تا اینکه در سال ۱۳۲۵ش به سازمان هنرهای زیبای کشور[وزارت فرهنگ و هنر بعدی] واگذار می‌گردد. پس از تعمیراتی مختصر، محل نمایشگاه‌های موقت مردم‌شناسی[مانند نمایشگاه گیلان] و اداره کل موزه‌ها و فرهنگ عامه می‌شود. پس از تشکیل وزارت فرهنگ و هنر در سال ۱۳۴۳ ش و انتقال اداره کل موزه‌ها و فرهنگ عامه به محل جدید، در اتاقهای طبقات قصرِ ابیض منطبق با شیوه معماری اصلی آن، تغییرات و تعمیرات مهمی صورت می‌پذیرد. نهایتاً سال ۱۳۴۷ ش، آثار موزهٔ مردم‌شناسی سابق[منزلِ مختارالسلطنه در خیابان ارامنه] به این مکان منتقل و در سال ۱۳۵۰ ش، قصرِ ابیض به عنوانِ موزهٔ مردم‌شناسی شروع به فعالیت می‌نماید.» وزارت راه در سال ۱۳۲۶ ش برای استفاده از عمارت بادگیر آن را مرمت کرده و بر اساس کتیبه‌ای در تالار شاه نشین عمارت بادگیر، این موضوع را اعلام می‌دارد. در آن زمان اتاق‌های عمارت، جنبه اداری پیدا می‌کنند و نقاشی‌ها به زیر گچ می‌روند و متعاقب آن ایوانی در قسمت شمالی و جلوی پنجره‌های ارسی اضافه می‌شود که بدین ترتیب، راه ورود به حوضخانه نیز تغییر می‌یابد. کاخ گلستان با نمرهٔ ۴۱۷ در ۱۱ بهمن ماه سال ۱۳۳۴ ش، به ثبت ملی می‌رسد. در سال ۱۳۳۹ش به سبب سفر الیزابت دوم[ملکه بریتانیا] به ایران، محل اسکانی برای وی در سمت شرق عمارت برلیان[در محدودهٔ عمارت نارنجستان] احداث می‌گردد که به اقامتگاه[خوابگاه] الیزابت معروف بوده و پس از آن دیگر از سرنوشت حوض بلور خبری به میان نمی‌آید. این مکان هم اینک به محلی برای مخازن نسخ خطی، اسناد خطی و اسناد تصویری، تغییر کاربری داده‌است. در این دوره اکثر ابنیه کاخ گلستان مرمت شده و پلکان جلوی شمس العماره که در اواخر دوره ناصری برچیده شده بود، در همان محل، ولی کوچکتر ساخته می‌شود. جهت مراسم تاجگذاری پهلوی دوم شاهد تغییرات اساسی در بخش‌هایی از کاخ گلستان هستیم، در این راستا تالار سلام[موزه] نیز تغییرات زیادی می‌کند. اشیاء جمع‌آوری می‌شوند و کتابخانهٔ سلطنتی هم به جنب شمس العماره منتقل می‌گردد. دو مجسمهٔ شیر پلکان شمس العماره نیز که ابتدا به مدخلِ ورودی کاخ ابیض منتقل شده بودند، به ورودیِ عمارت موزه[سلام، تاجگذاری] انتقال می‌یابند. در همین دوره، به سبب مراسمِ تاجگذاری در تالارِ سلام، دیوارِ حائل، بین دیوانخانهٔ تخت مرمر و باغ گلستان برچیده می‌شود و فضای کنونی کاخ گلستان پدید می‌آید. عمارت بادگیر در بین سالهای ۱۳۴۹–۱۳۵۰ ش با توجه به طرح‌های اولیه، توسط استاد محمد کریم پیرنیا و همکارانشان، مرمت و بازپیرایی می‌گردد. نقاشی‌های اتاق‌ها از زیر گچ خارج شده، ستون‌های سنگی جایگزینِ ستون‌های چوبی و گچیِ تخریب شدهٔ ایوان می‌گردند، کاشی‌های ازبین رفتهٔ کف و دیوارها، ساخته و مرمت می‌شوند. حوضخانهٔ عمارت نیز به طرز بسیار زیبایی توسط استاد علی اصغر شعرباف آجرکاری شده و در نهایت برج بادگیرِ جنوب غربی عمارت نیز دوباره ساخته می‌شود.

### دورهٔ جمهوری اسلامی
در چند دههٔ اخیر، مرمت‌هایی در کاخ گلستان صورت پذیرفته‌است. تعویض شیروانی‌ها و تیرهای چوبی آنها با تیرهای آهنی از آن جمله است. سنگ مزار ناصرالدین شاه، جهت محفوظ ماندن، از شاه عبدالعظیم، به خلوت کریمخانی منتقل شده و همچنین تختی سنگی متعلّق به فتحعلیشاه که با توجّه به عکسهای قدیمی در جلوی عمارت‌های خروجی و عاج و سپس در تکیه دولت قرار داشت، نیز در گوشه‌ای دیگر از خلوت کریمخانی سکنی می‌گزیند. پلکان جلوی ایوان شمس العماره که در دورهٔ پهلوی دوم، دوباره ساخته شده بود، برچیده می‌شود. احیای حوض‌های قدیمی مجموعه، با همان عمق، از دیگر اقدامات این دوره است. گنجینه‌ای[مخزن] برای اشیاء(۱۳۷۰ ش) و پارکینگی برای ماشین‌های مجموعه(۱۳۷۴ ش)، احداث می‌گردد. کاخ گلستان نهایتاً در دوم تیر ماه سال ۱۳۹۲ش (۲۰۱۳ م) در فهرست میراث بشری یونسکو به ثبت می‌رسد.

## پیشینه جامع از منظر ابنیه و بافت

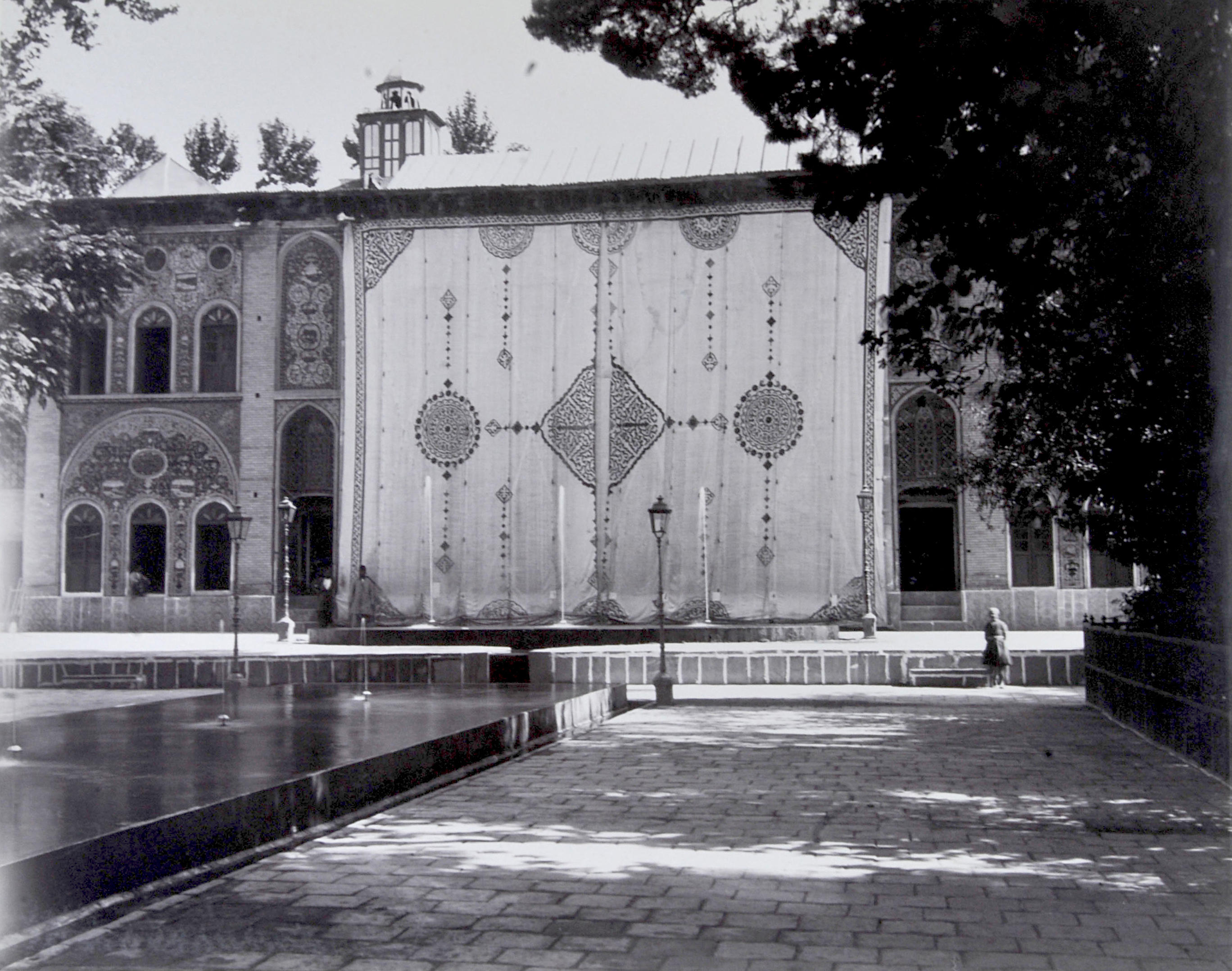
خلوتخانه کریمخانی (حوض جوش) اثر: محمد غفاری کاشانی (کمال الملک) ۱۳۰۷ ق. محل نگهداری: کاخ گلستان

کریمخان زند در کنار دیوانخانه و در سمت شرق آن (در شمال غربی باغ گلستان حدفاصل ایوان تخت مرمر و تالار سلام)، محلی برای اهل حرم و استراحت خویش احداث می‌نماید؛ که امروز به خلوت کریمخانی معروف شده‌است. حرمخانه[خلوت کریمخانی] با معبرهایی به دیوانخانه و باغِ جنبِ آن متّصل می‌گردید. آقامحمدخان بعد از فتح شیراز به سال ۱۲۰۶ق، استخوان‌های کریمخان را پس از نبش قبرش در شیراز، به تهران انتقال داده و در زیرِ پله‌های حوض جوش یا کریاس[راهرو، دالان] خلوت کریمخانی دفن می‌نماید. بعد از ساخت موزه همایونی(۱۲۹۶–۱۲۹۴ق)، خلوتخانهٔ کریمخانی، تغییرات عمده‌ای می‌نماید. اگر خلوتخانهٔ کریم خانی را به دو بخش شمالی و جنوبی تقسیم کنیم، بخش شمالی جزو موزه همایونی می‌شود و بخش جنوبی نیز خود به دو بخش شرقی و غربی تقسیم شده، که در بخش غربی، بنایی دو طبقه، برای دربار اعظم و مشورت خانهٔ دولتی و صدراعظم و وزارت خارجه اختصاص می‌یابد و در بخش شرقی نیز حیاطی ساخته می‌شود. آنچه که از خلوتخانهٔ کریمخانی باقی می‌ماند، حوض جوش آن است که به عنوان مظهر قنات حفظ می‌گردد. در ضمن راه ورود از دیوانخانه تخت مرمر به باغ سلطانی نیز بعد از تغییرات خلوتخانهٔ کریمخانی، از میان حیاط صندوقخانهٔ مبارکه گشوده می‌شود.
پس از انقلاب سنگ مزار ناصرالدین شاه از شاه عبدالعظیم به خلوت کریمخانی اضافه می‌شود. همچنین تختی از مرمر متعلق به دوره فتحعلیشاه نیز در این خلوت جای می‌گیرد. این تخت ابتدا جلوی شاه نشین عمارت خروجی قرار داشت و سپس به جنبِ عمارت عاج منتقل شده و در نهایت در تکیه دولت استقرار می‌یابد. پس از انتقال به تکیه دولت، جسد ناصرالدین شاه و مظفرالدین شاه را تا آماده شدن مزارشان برای مدتی بر روی آن در تکیه دولت، به امانت می‌گذارند. تخت مذکور بعد از تخریب تکیه دولت در دورهٔ پهلوی، در مخازن نگهداری شده تا اینکه در دورهٔ جمهوری اسلامی به خلوت کریمخانی منتقل می‌گردد. البته در دورهٔ مظفری یک دهنه از طول آن کاسته می‌شود.

##### عمارت موزه [سرسرا ،تالارِ سلام(تالارِ تاجگذاری)، تالارِ آینه(اتاق یا تالار گلستان)، کتابخانه ی سلطنتی]-((موزه مخصوص))
ناصرالدین شاه بعد از سفر اولش به فرنگستان[سال۱۲۹۰ق] تصمیم می‌گیرد موزه‌ای جدید در ارگ سلطنتی بنا کند. برای غنی تر شدن اشیاء موزه، فراخوانی، برای اهدای اشیاء از طرف مردم به موزه همایونی در روزنامه درج می‌گردد. با توجه عکسی قدیمی متعلّق به سال ۱۲۹۲ق و گفته‌های اعتمادالسلطنه در روزنامه ایران به سال ۱۲۹۳ قو ۱۲۹۴ق، بنای موزه، هنوز به اتمام نرسیده‌است. موزهٔ جدید در شمال باغ سلطنتی و مابین عمارت عاج و خلوتخانه کریمخانی احداث می‌شود. در سال ۱۲۹۶ق اشیاء موزه قدیم به محل جدید منتقل می‌شوند. بنابراین زمان ساخت موزه، بین سالهای ۱۲۹۴–۱۲۹۶ق می‌باشد. بنای مذکور در دو طبقه ساخته شده و توسط پلکانی دوطرفه قابل دسترسی بوده‌است. جنوب این پلکان در طبقه بالا، تالارِ آینه[تالار گلستان]، در غرب، تالارِ موزه، در شمال، کتابخانهٔ سلطنتی و در شرق، تالارِ عاج واقع بودند.
«طرح و معماری تالار سلام و تالار آینه و سرسرا و حوضخانه‌های مربوط به آن به وسیلهٔ حاجی ابوالحسن، معمارباشی عهد ناصرالدین شاه و ملقّب به صنیع الملک انجام گرفته و مباشرت بنّایی آن با میرزا یحیی خان معتمدالملک (وزیر بنّایی) بوده‌است». تزئینات و چیدمان موزه و تالار آینه بر اساس آرایه خطی، متعلّّق به میرزا ابوالفضل ساوجی، که در تالار آینه نصب است، در سال ۱۲۹۹ق به اتمام می‌رسد. در همان سال ۱۲۹۹ق، اولین سلام نوروزی در آن برپا می‌شود و پس از این سال است که نامِ تالارِ سلام نیز به آن گفته می‌شود. ضمناً بین بنای تازه تأسیس[موزه] با تالار عاج اختلاف سطح وجود داشته‌است.
برای تاجگذاری پهلوی دوم، تالار سلام[موزه] تغییرات زیادی می‌کند. اشیاء جمع‌آوری می‌شوند و کتابخانهٔ سلطنتی هم به جنب شمس العماره منتقل می‌گردد. دو مجسمهٔ شیر پلکان شمس العماره نیز که ابتدا به مدخلِ ورودی کاخ ابیض منتقل شده بودند، به ورودیِ عمارت موزه[سلام، تاجگذاری] انتقال می‌یابند. در همین دوره، به سبب مراسمِ تاجگذاری در تالارِ سلام، دیوارِ حائل، بین دیوانخانهٔ تخت مرمر و باغ گلستان برچیده می‌شود و فضای کنونی کاخ گلستان پدید می‌آید.

##### عمارت عاج

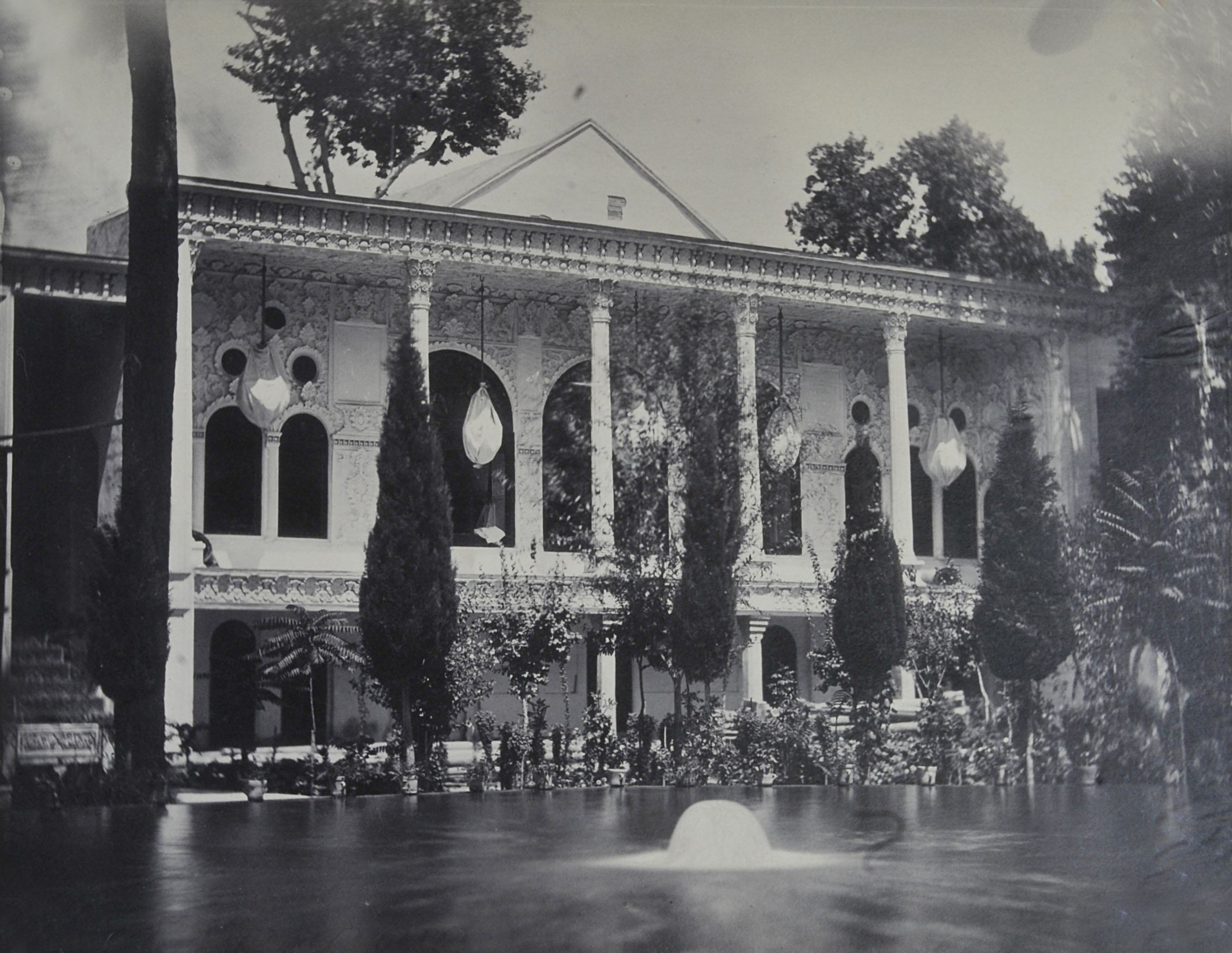
عمارت عاج. مرکز اسناد تصویری کاخ گلستان آلبوم ۱۶۱ تصویر ۴

در هیچ‌یک از منابع دورهٔ قاجار سخنی از تاریخ احداث عمارتِ عاج دیده نمی‌شود. ولی با توجه به عکسی از بالای شمس العماره [۱۲۸۳ق] که عمارت بلور در آن مشهود است ولی اثری از عمارتِ عاج به چشم نمی‌خورد و همچنین در سندی متعلّق به اول[دوم] محرم الحرام سال ۱۲۸۵ق، که ناصرالدین شاه از خوردن ناهار در اتاق عاج خبر می‌دهد ولی از جدیدالاحداث بودن آن سخن نمی‌گوید[یعنی قبل از این تاریخ احداث شده‌است]، بازه زمانی ساخت عمارت عاج را بین سالهای ۱۲۸۳ لغایت ۱۲۸۴ق [بعد از احداث شمس العماره] مشخّص است.
در این عمارت اشیاء نفیسه و پرده‌ها و تحفه‌هایی که پادشاهان دوستِ هم عهد[ناصرالدین شاه] به هدیه فرستاده بودند قرار داشت. ازجمله، تصاویر ابنیه قدیم شهر رم که با سنگهای الوان[موزاییک] درست شده بودند. هدایای پادشاه ایتالیا که در سفر فرنگستان به ناصرالدین شاه اهدا گردیده بود. چندین گلدان بزرگ از جنس مالاخیت و چندین گلدان چینی از امپراتور روس و چند نقاشی بزرگ از تصاویر پادشاهان انگلستان و امپراتریس هندوستان، به همراه چند گلدان چینی کارخانه سِرو که از طرف دولت فرانسه اهدا شده بود. در تالار بزرگ این عمارت که ۳۴ قدم طول و ۲۵ قدم عرض دارد میز و صندلی‌های طلا و یک تخت مرصّع بسیار بزرگ با جواهرات فراوان بر روی آن[تخت خورشید یا طاووس] که اغلب در سلام اعیاد، پادشاه روی آن جلوس می‌نمود. بر اساس سندی متعلّق به سال ۱۳۳۰ق [دوره ی احمد شاه قاجار] که فهرست اشیاء موجود در اتاق‌های شمالی عمارت مبارکه گلستان را بیان می‌دارد، حوضخانهٔ این عمارت را با نام اتاقِ سفره خانه یا اتاقِ گودی معرفی می‌نماید. ضمناً تختی از جنس مرمر متعلّق به فتحعلیشاه نیز که قبلاً در جلوی عمارت خروجی قرار داشت، به جنب عمارت عاج منتقل می‌گردد.
این بنا با عمارت بلور[برلیان] در نمای بیرونی دارای اختلاف سطح بود. در سال ۱۲۹۲ق با توجه به تصاویر موجود، تغییراتی در تالار عاج ایجاد می‌شود. در عکس مذکور اثری از ایوان عمارتِ عاج دیده نمی‌شود. به گفتهٔ ذکاء ایوان به تالار عمارت اضافه شده‌است و با این کار عمارتِ عاج در نمای بیرونی هم سطح با عمارتِ بلور[برلیان] می‌گردد.
در عکس های به جا مانده از فردریک گَادمرِ که در سال ۱۹۲۷م[۱۳۰۶ش] برای مجموعه ی شخصی به نام آلبرت کان عکس برداری کرده‌است، اختلاف سطح بین عمارت عاج و موزه هنوز پابرجاست. با توجه به جهت شیروانی‌های عمارت برلیان و اتاق قرمز[ناهارخوری، شربت‌خانه] که بین عمارت عاج و برلیان قرار داشته، همسو بوده و با عمارت عاج فرق دارند ولی در عکس هوایی سال ۱۹۴۲م[۱۳۲۱ش] جهت شیروانی‌های اتاق قرمز[ناهارخوری، شربت‌خانه] با عمارت عاج یکسان شده‌اند، و همین امر مؤید آن است که تغییراتی در این دو عمارت صورت پذیرفته و سطح آنها با یکدیگر هم تراز و با عمارت موزه از نظر ارتفاع هم سطح شده‌اند؛ بنابراین هم سطح شدن عمارت عاج با موزه بین سالهای ۱۳۰۶ تا ۱۳۲۱ش رخ داده‌است. پس از این رخداد، فضاهایی در شمال تالارِ عاج و تالار سلام[موزه، تاجگذاری]، به عنوان تالار ظروف و سالن نمایش، اختصاص می‌یابد.

##### عمارت برلیان[بلور]

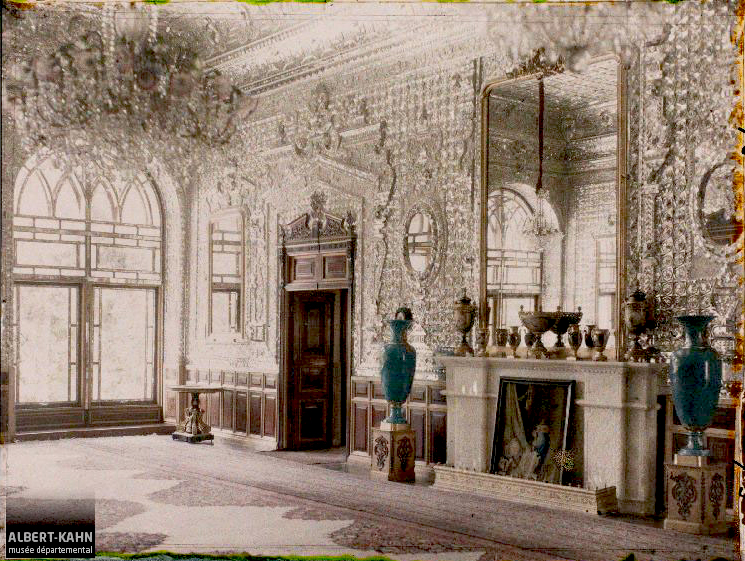
تالار برلیان از مجموعه آلبرت کان اثر فردریک گادمر دوران پادشاهی رضا شاه پهلوی ۱۳۰۶ ش

«در سال ۱۲۳۵ ق، الکساندر اول[تزار روسیه]، حوضی بلوری را به فتحعلیشاه تقدیم می‌کند، که در یکی از بناهای سلطنتی نصب می‌شود». در سال ۱۲۹۹ق بخشی از سقف عمارت نارنجستان فرو می‌ریزد و همین امر باعث می‌شود که ناصرالدین شاه به فکر تغییراتی در بناهای اندرونی بیافتد. بعد از این زمان، تغییراتی نیز در عمارت بلور ایجاد شده و این عمارت را که قبل از سال ۱۲۹۶ ق، از نظر نمای بیرونی با عمارتِ عاج هم سطح گشته بود، از نظر ارتفاع نیز با آن عمارت هم سطح می‌گردد. ناصرالدین شاه برای اولین بار در سال ۱۳۰۳ق از ساختِ تالار برلیان خبر می‌دهد. ذکاء اعتقاد دارد که این تالار جایگزین عمارت بلور[در شرق عمارت عاج] شده‌است و پیِ آن بر روی پی‌های عمارت بلور قرار دارد و به همین علت است که کف آن را نتوانستد به اندازهٔ کف سایر تالارها بالا ببرند. لازم است ذکر شود پس از این تغییرات، عمارتِ بلور، به اتاق‌هایی تقسیم می‌شود که از شرق به غرب عبارت بودند از: اتاق پیشخدمتان، تالار[اتاق]برلیان، تالار[اتاق]بلور یا سلام، اتاق ناهارخوری[لازم است ذکر شود که این اتاق در ابتدا اتاقِ قرمز خوانده می شد و بعدها در دورهی پهلوی به شربت‌خانه معروف گردید].
ذکاء جایگزینی تالار برلیان با تالار بلور را بعد از سال ۱۳۰۰ ق می‌داند زیرا در منابع تاریخی آن سال، نام تالارِ بلور هنوز دیده می‌شود. لیکن، نام تالارِ بلور، در سال ۱۳۰۵ق و همچنین در سال های۱۳۱۴ و ۱۳۱۵ و ۱۳۱۶ق نیز در اسناد و کتب تاریخی دیده می‌شود، و همان‌طور که در سند ارائه شده دیدیم، منظور، تالاری در جنبِ تالارِ برلیان و در سمت غرب آن بود که گاهی مراسمِ سلام در پیشگاه آن برگزار می‌گردید. یکی از خصوصیات اجرای مراسم سلام، وجود حوضی[آب] در جلوی محل برگزاری مراسم است. در جلوی تالار بلور، حوضی برای این کار تعبیه شده بود که ابتدا به صورت چندضلعی کوچکی بود ولی بعد به شکل بیضی بزرگتری تبدیل شد.
در سال ۱۳۱۶ق، عمارت برلیان دچار تخریب گشته و تعمیر آن شروع می‌شود. این تعمیرات توسط حکیم الملک، وزیر دربار که وزیر بنایی هم بود انجام می‌پذیرد و در سال ۱۳۱۸ق با مبلغی معادل هشتصد هزار تومان به پایان می‌رسد. در کتیبه‌ای سنگی، که در پیشانی این بنا نصب گردیده، با اشعاری شرح ماجرا بیان شده‌است.
فرمان افتتاح اولین مجلس شورای ملی در ۱۸ شعبان سال ۱۳۲۴ق، در اتاق برلیان توسط مظفرالدین شاه قاجار ابلاغ می‌گردد. ضمناً در پشت عمارت برلیان و در شمال آن، حیاط خلوتی نیز قرار داشت که معبری برای ورود از اندرونی[حرمسرا] به عمارت برلیان بوده‌است و بعد از به قدرت رسیدن رضا شاه پهلوی، از همین حیاط خلوت برای ورود به کاخ گلستان استفاده می‌شد.

##### اقامتگاه (خوابگاه) الیزابت [نارنجستان]
«نارنجستان، در سال ۱۲۹۳ ق» و در ضلع شمالی باغ گلستان و شرق عمارت بلور، به صورت شرقی ـ غربی احداث می‌گردد که «آبِ نهر جاری در میان آن، از قنات تازه تأسیس ناصری در سال ۱۲۷۷ق، تأمین می‌گردید.» «حوض بلور هدیه الکساندر اول[نصب شده در عمارت بلور] نیز بعد از تبدیل عمارت بلور به برلیان، به آنجا منتقل می‌شود». لازم است ذکر شود که پس از کشته شدن ناصرالدین شاه به دست میرزا رضا کرمانی در سال ۱۳۱۳ق در شاه عبدالعظیم، بدن او را در همین نارنجستان و کنار حوض بلور غسل داده و با کفنی که عضدالملک برای خود آماده کرده بود، کفن می‌نمایند. مظفرالدین شاه را نیز پس از مرگ، در حوض نارنجستان غسل می‌دهند.
در اسفند ماه ۱۳۳۹ ش برابر با مارس ۱۹۶۱ م به سبب سفر الیزابت دوم[ملکه بریتانیا] به ایران، محل اسکانی برای وی در سمت شرق عمارت برلیان[در محدوده ی عمارت نارنجستان] احداث می‌گردد که به خوابگاه[اقامتگاه] الیزابت معروف بوده و پس از آن دیگر از سرنوشت حوض بلور خبری به میان نمی‌آید. این مکان هم اینک به محلی برای مخازن نسخ خطی، اسناد خطی و اسناد تصویری، تغییر کاربری داده‌است.

##### شمس العماره

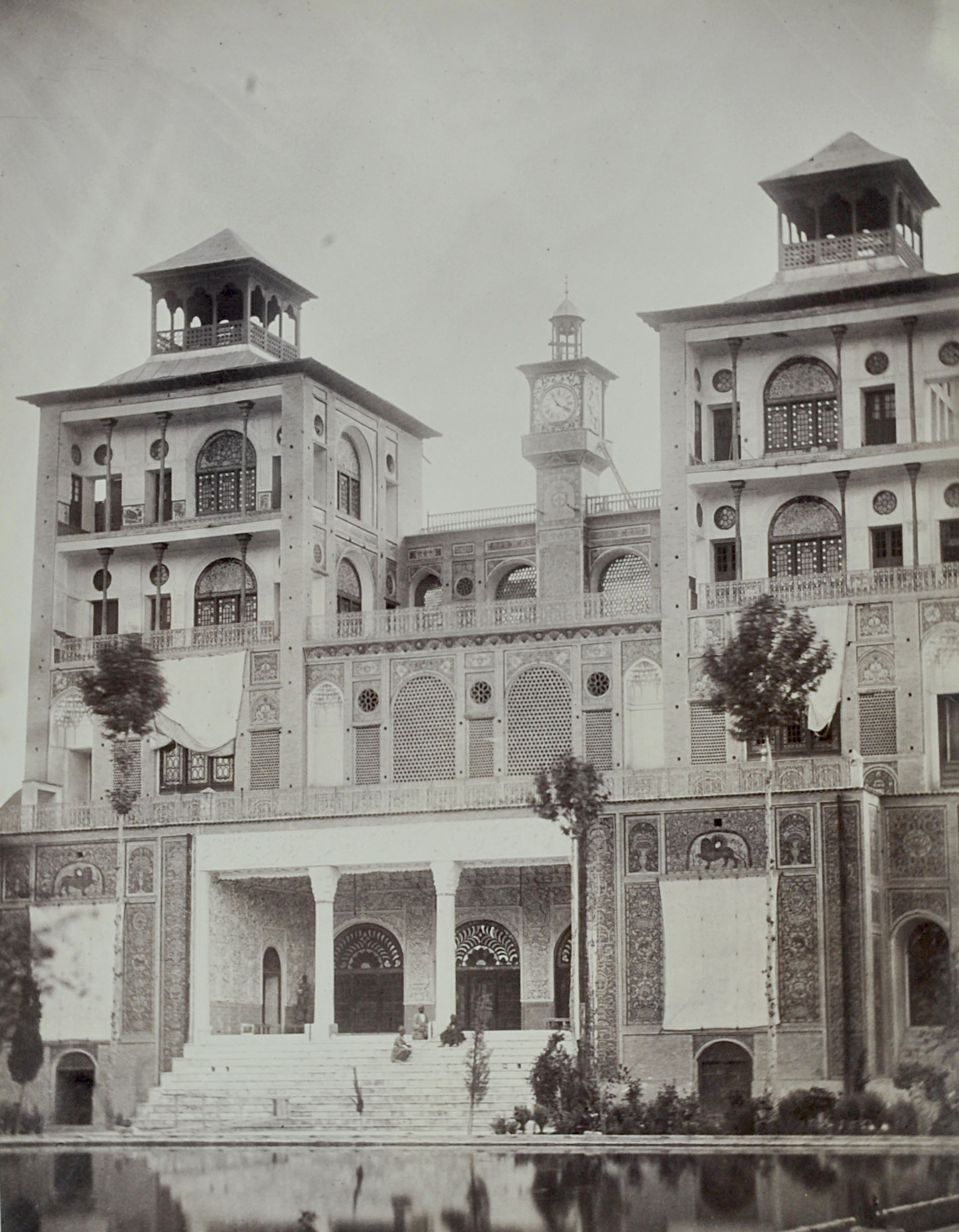
شمس العماره. مرکز اسناد تصویری کاخ گلستان آلبوم ۱۹۳ تصویر ۴

شمس العماره بنایی مرتفع در پایتخت به سال ۱۲۸۳ق ساخته می‌شود. بنایی که ناصرالدین شاه قبل از سفر به فرنگ، دستور ساختش را به دوستعلی خان معیرالممالک (نظام الدوله) می‌دهد و ظاهراً قصدش دیدن مناظر اطراف است. این بنا، با پنج طبقه و دو برج بلند، که از هر مکانی در دارالحکومه قابل مشاهده بود، در سمت شرقی ارگ سلطنتی و در مجاورت عمارت بادگیر ساخته می‌شود. شمس العماره بعدها، با ایجاد تغییرات عمده در بنا، کاربردی چندگانه همچون برگزاری مراسم سلام‌های خاص، پذیرایی از میهمانان، ملاقات با سفرا، تلگرافخانه و تلفنخانهٔ شخصی شاه[در یکی از دو اتاق گوشواره ی شمس العماره] و … پیدا می‌کند. در تمام کتب تاریخی سال احداث این بنا را ۱۲۸۴ق ذکر کرده بودند که با شناسایی آرایه خطی در مخازن کاخ گلستان، و پس از اثبات تعلّق آن به شمس العماره، تاریخ ساخت آن به سال ۱۲۸۳ق تصحیح شده‌است.
علیقلی میرزا اعتمادالسلطنه در معرفی میرزا عبدالوهّاب ملقّب به میرزا محرم، او را فردی متبحّر در سرودن شعر برای بیان تاریخ در ساختار ابجد، عنوان می‌نماید. یکی از این ماده تاریخ‌ها متعلّق به شمس العماره است که بر اساس حروف ابجد، ۱۲۸۱ق یعنی تاریخ آغاز ساخت بنا می‌باشد. محتمل است در ذهن خواننده چنین خطور نماید که این نوع ذکر تاریخ به ابجد، معمولاً شامل زمان انجام کاری است؛ لیکن میرزا خلیفه در مراسم کلنگ زنی توسعهٔ شهر تهران نیز در سال ۱۲۸۴ق، با سرودن بیتی آغاز شروع به کار این پروژه را اعلام می‌دارد. محمودخان صبا ملک الشعرا هم تابلویی از عمارت بادگیر به تاریخ ۱۲۸۱ ق کشیده‌است، که ذکاء، زاویهٔ دید نقّاش را از بالای شمس العماره می‌داند. با این تفاسیر، آغاز احداث بنا در سال۱۲۸۱ق و حدود دو سال بعد، در سال۱۲۸۳ق به پایان رسیده‌است. فرهاد میرزا نیز به این موضوع اشاره کرده‌است. لازم است ذکر شود که عدد ۱۲۸۳ به حساب جُمَل[ابجد]کاخ شاهنشاه می‌شود، البته ذکاء آن را کاخ شاهانشاه می‌خواند که به حساب جُمَل[ابجد] برابر با ۱۲۸۴ق می‌شود. در عکسی متعلّق به سال ۱۳۱۰ ق، پلکان جلویی ایوان، دیگر دیده نمی‌شود و مویّد آن است که این بنا نیز مانند دیگر بناهای ایوان دار، برای دسترسی به ایوان از اتاق‌های گوشواره استفاده می‌شود.

##### عمارت بادگیر

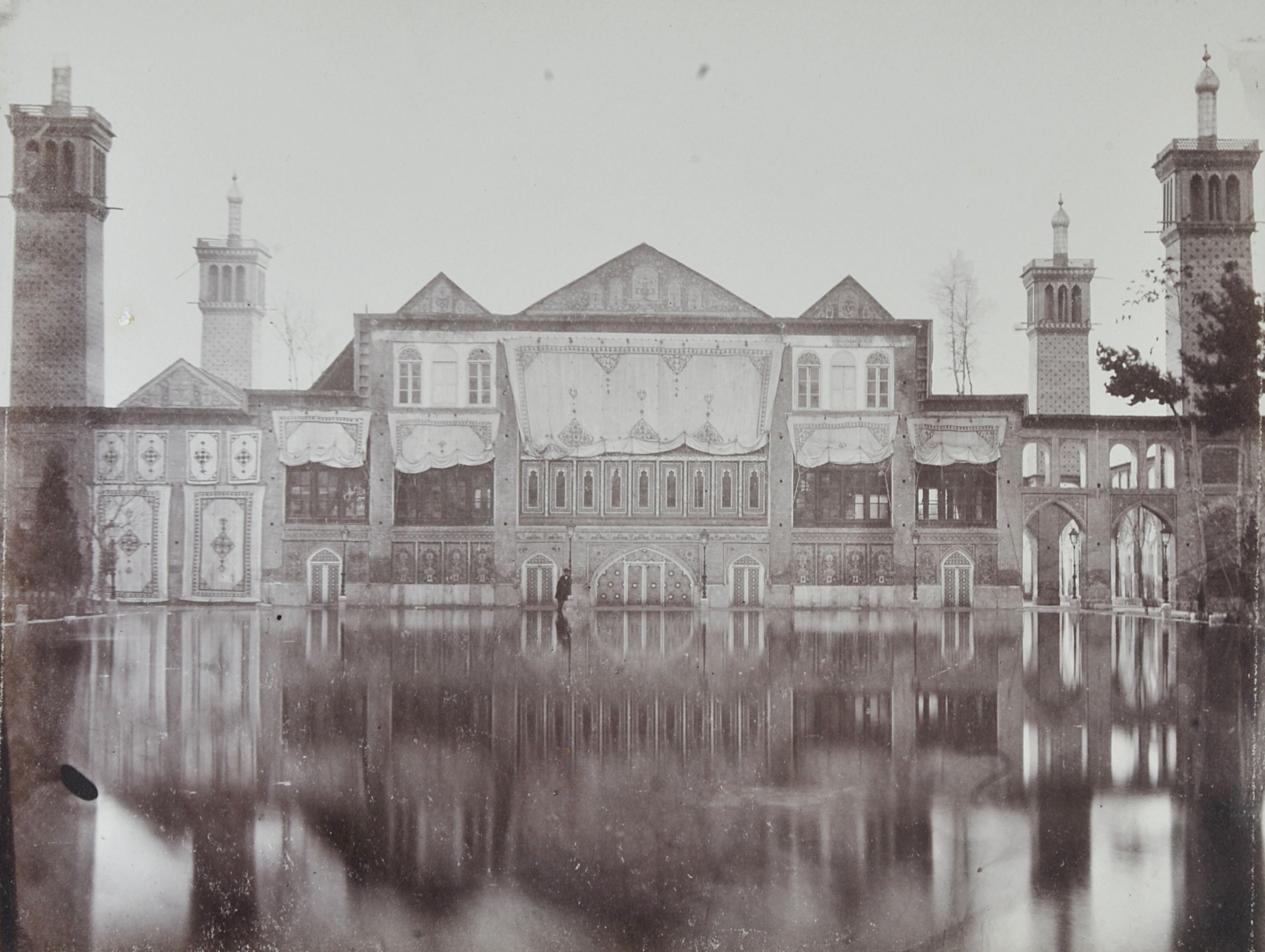
عمارت بادگیر. مرکز اسناد تصویری کاخ گلستان آلبوم ۳۳۶ تصویر ۸

ذکاء، تاریخ احداث عمارت بادگیر را به دوره فتحعلی‌شاه نسبت می‌دهد. گلشن، تاریخ ساخت بنا را به سال ۱۲۷۰ ق، و به هنگام توسعه بخش شرقی باغ گلستان مرتبط می‌داند.اعتمادالسلطنه، نه تنها، این بنا را متعلّق به فتحعلی‌شاه[خاقانِ مغفور] نمی‌داند، بلکه در چندین مورد، ساخت آن را به پدرش، علی خان حاجب الدوله نسبت می‌دهد. در صورتی که این بنا در سال ۱۲۷۶ ق، پس از چهار سال، توسط حاجی محمدخان حاجب الدوله طی مراسمی به ناصرالدین شاه تقدیم می‌شود.
با بررسی اسناد و مدارک دورهٔ قاجار، این بنا متعلّق به دورهٔ فتحعلی‌شاه است، ولی جزو بناهای ارگ سلطنتی نبوده تا بتوان تاریخ دقیقی از ساخت آن ارائه داد.
عمارت بادگیر در طی سالیان متمادی، حتی در دورهٔ ناصری تغییرات بسیاری را به خود دیده‌است. با ساخت قوشخانه[پرنده خانه] در سمت شرق عمارت بادگیر، دسترسی شرقی بنا به حیاط جنوبی مسدود می‌گردد. در سمتِ غرب عمارت بادگیر، زین‌خانه سلطنتی[چادرخانه فعلی] قرار داشته و در انتهای حیاطِ آن نیز کارخانه‌های الماس تراشی سلطنتی، دایر می‌گردند. بعد از ترور ناصرالدین شاه توسط میرزا رضا کرمانی، عمارتِ بادگیر مدتی محل جلوس صدراعظم بوده‌است. عیسی صدیق نیز در سال ۱۲۹۸ش[۱۳۳۷ق، ۱۹۱۹م] در عمارت بادگیر به دیدار رئیس الوزرا می‌رود و تروفیموف نیز در نقشهٔ کلِّ زمین‌های قصر سلطنتی گلستان طهران به سال ۱۹۳۱ م(۱۳۱۰ش)، حیاطِ پشتِ عمارت بادگیر را حیاط وزرا معرفی می‌نماید. ضمناً تاجگذاری مظفرالدین شاه (یکشنبه ۲۳ ی الحجه ۱۳۱۳ ق) در همین عمارت انجام شده‌است.
وزارت راه در سال ۱۳۲۶ ش برای استفاده از عمارت بادگیر آن را مرمت کرده و بر اساس کتیبه‌ای در تالار شاه نشین عمارت بادگیر، این موضوع را اعلام می‌دارد. در آن زمان اتاق‌های عمارت، جنبه اداری پیدا می‌کنند و نقاشی‌ها به زیر گچ می‌روند و متعاقب آن ایوانی در قسمت شمالی و جلوی پنجره‌های ارسی اضافه می‌شود که بدین ترتیب، راه ورود به حوضخانه نیز تغییر می‌یابد. در بین سال‌های ۱۳۴۹ و۱۳۵۰ ش این بنا با توجه به طرح‌های اولیهٔ عمارت بادگیر، توسط استاد پیرنیا و همکارانشان، مرمت و بازپیرایی می‌گردد. نقاشی‌های اتاق‌ها از زیر گچ خارج شده، ستون‌های سنگی جایگزینِ ستون‌های چوبی و گچیِ تخریب شدهٔ ایوان می‌گردند، کاشی‌های ازبین رفتهٔ کف و دیوارها، ساخته و مرمت می‌شوند. حوضخانهٔ عمارت نیز به طرز بسیار زیبایی آجرکاری شده و در نهایت برج بادگیرِ جنوب غربی عمارت نیز دوباره ساخته می‌شود.

##### چادرخانه (زین‌خانه)

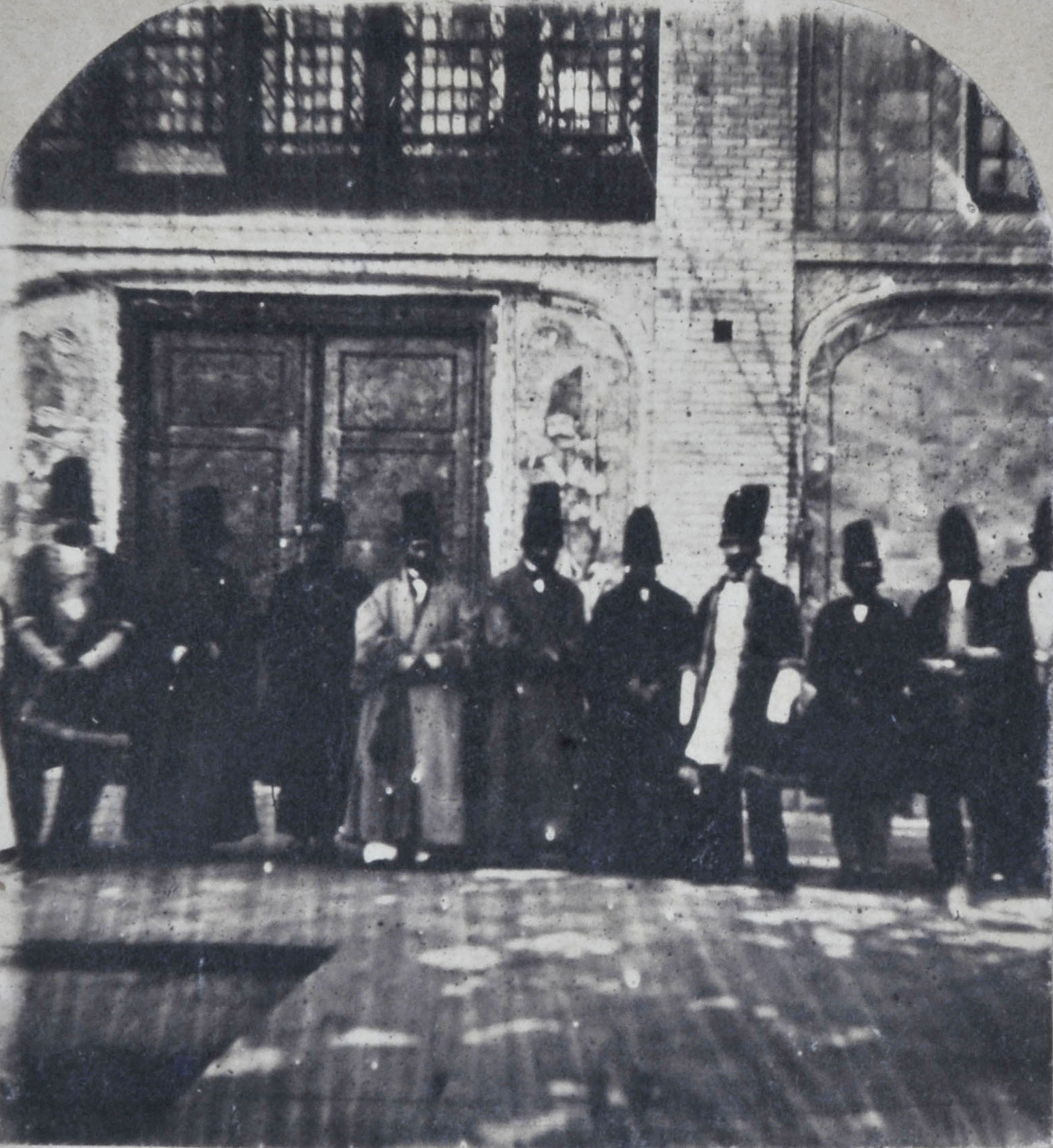
چادرخانه (زین‌خانه). مرکز اسناد تصویری کاخ گلستان آلبوم ۱۲۹۰ تصویر ۲

احتمالاً این بنا هم‌زمان با عمارت الماس ساخته شده و می‌تواند از جمله مستحدثات عهد فتحعلی شاه قاجار محسوب شود. پیشینه انتساب نام چادرخانه به این مکان به درستی مشخص نیست ولی با تکیه بر مدارک می‌توان اظهار داشت در مقطعی از دوران قاجار محل نگهداری زین‌های سلطنتی بوده‌است. زین‌خانه (چادرخانه) در ضلع جنوبی باغ گلستان و مابین دو عمارت الماس و بادگیر قرار دارد. ورود به بنا از ضلع شمالی آن صورت می‌گیرد. درگاه ورودی به فضایی مقدماتی گشوده می‌شود که با دو ستون از فضای اصلی تالار مجزا شده‌است. در طبقه بالایی این فضا، فضای ستون دار دیگری قرار داردکه به مثابه شاه نشینی در بالای تالار نشسته و از سوی دیگر با پنجره ارسی به باغ گشوده می‌شود. این فضا در طرفین خود نیز دو اتاق کوچک دارد که هر یک با پنجره‌های چوبی به باغ می‌نگرد. دیوارهای فضای طبقه بالا - برخلاف دیوارهای ساده تالار - با قطعات آینه و تزئینات نقاشی و آینه کاری قاب‌بندی و تزئین شده‌است. سقف این فضا پوشیده از نقاشی بوده که امروزه قسمتی از آن باقی است. بعد از این فضا تالار اصلی بنا واقع است نورگیرهای میانه طاق‌ها روشنایی این تالار مستطیل شکل وسیع را تأمین می‌کند. اطراف فضای اصلی غرفه هاو طاقنماهایی با قوس جناغی - با تناسبات کشیده- قرا گرفته که به سطوح دیوارها تنوع بخشیده‌است.
زین‌خانه سلطنتی[چادرخانه] در طول حیات خود به دفعات مرمت شده که آخرین بار آن در سال ۱۳۷۷ ش در راستای تبدیل آن به فضای نمایشگاهی بوده‌است. در اسفند ماه ۱۴۰۰ش نیز طبق برنامه‌ای مشخص و پس از تجهیز به ویترین‌های استاندارد به مکان ثابت نمایشگاه‌های موقت کاخ گلستان تبدیل شد.

##### تالار الماس

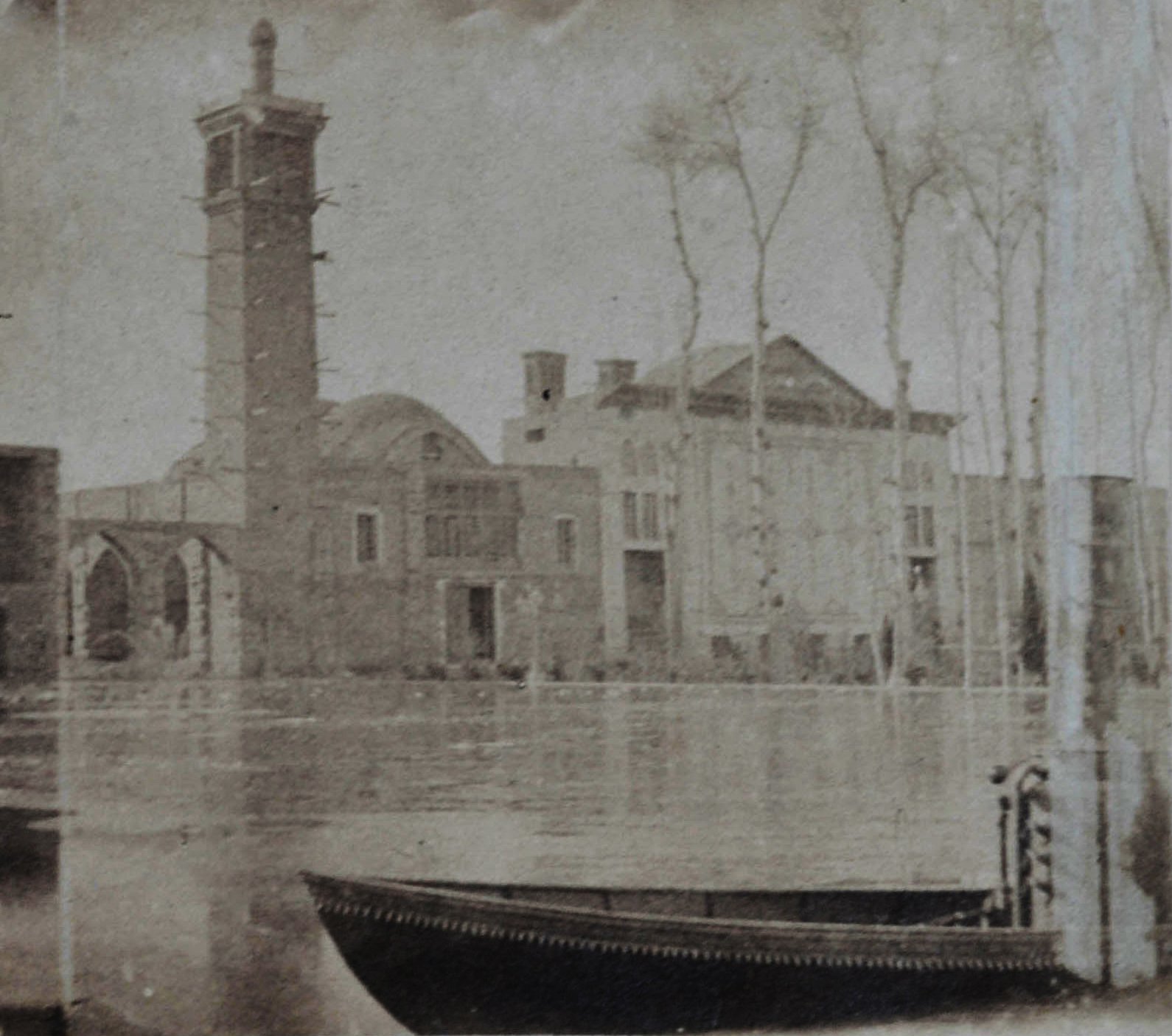
عمارت الماس. مرکز اسناد تصویری کاخ گلستان آلبوم ۱۳۰۰ تصویر ۱۲

لرد کرزن تنها کسی است که از ساخت قصری توسط شاه سلیمان صفوی در تهران خبر می‌دهد.احتمال می‌رود این بنا در قسمت غربی عمارت بادگیر واقع در ضلع جنوبی باغ گلستان قرار داشته باشد. بنای مذکور در زمان شاه سلطان حسین صفوی برای دوره‌ای کوتاه محل استقرار او بوده بطوریکه احمد دری افندی نماینده دولت عثمانی را نیز به حضور پذیرفته‌است. گویا احتمالاً این بنا در اوایل دورهٔ زندیه به عنوان دیوانخانه، محل جلوس کریمخان زند قرار می‌گیرد. فتحعلیشاه قاجار تغییراتی در این بنا ایجاد کرده و نام تالار الماس را به آن می‌نهند. سال بازپیرایی تالارِ الماس و احداث عمارت بلور، همزمان با یکدیگر[۱۲۲۴ ق] اتفاق افتاده‌است.

##### قصر ابیض[موزه مردم‌شناسی]

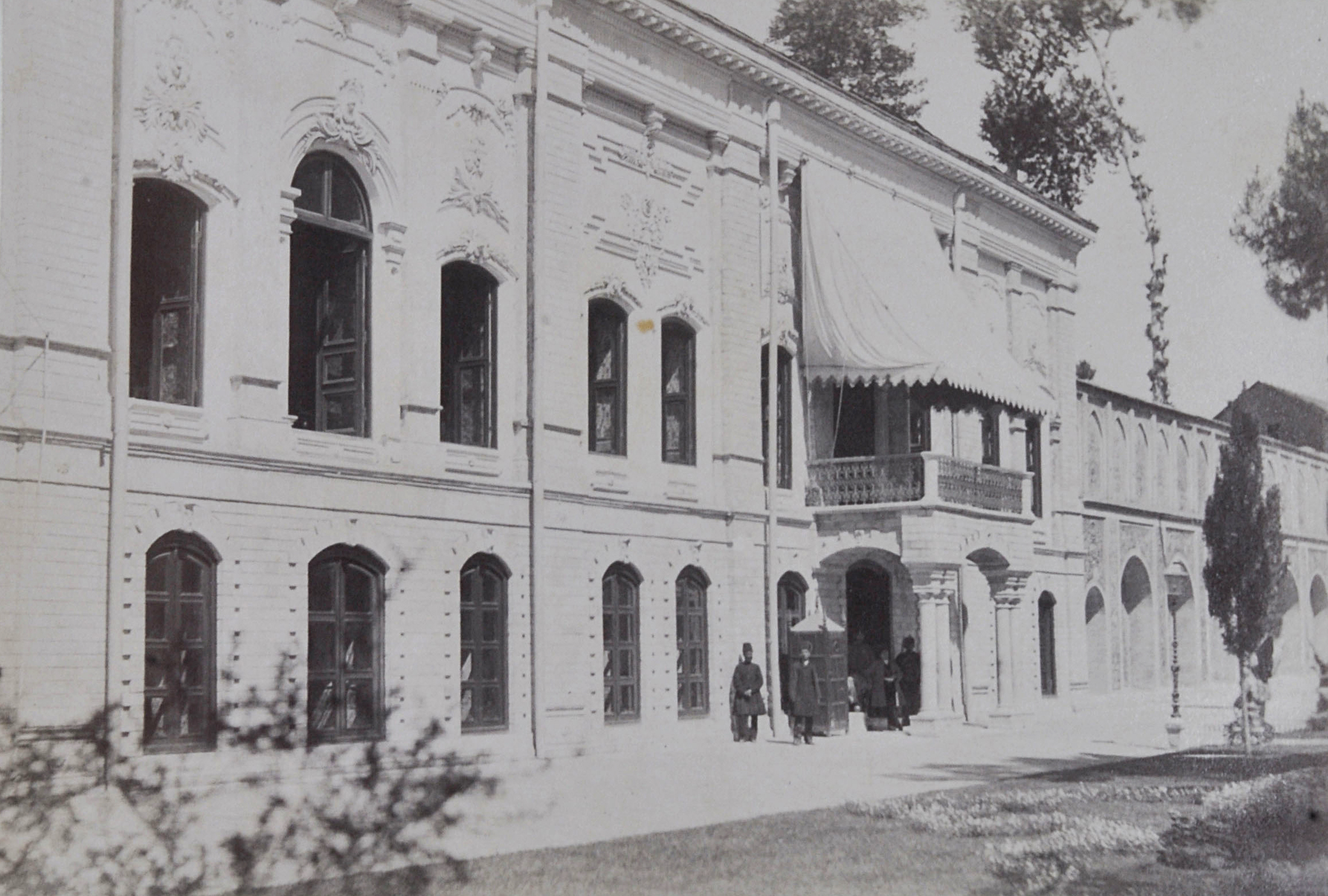
قصر ابیض (موزه مردم‌شناسی). مرکز اسناد تصویری کاخ گلستان آلبوم ۸۹۴ تصویر ۶۸

این بنا در غرب باغ گلستان واقع بوده‌است. بازه زمانی ساخت این بنا با توجه به اسناد موجود ۱۳۰۹–۱۳۰۸ ق می‌باشد. قصرِ ابیض، به مباشرت بنایی اسماعیل امین‌الملک، برادر علی‌اصغر امین‌السلطان، و برای جلوس زمستانی ناصرالدین شاه، ساخته می‌شود.
گمان می‌شد که بنای مذکور به سبب هدایای سلطان عثمانی[عبدالحمید] و به جهت عدم جای کافی برای این هدایا در کاخ‌های دیگر ارگ سلطنتی، ساخته می‌شود، لیکن هدایای ارسالی از کشور عثمانی در سال ۱۳۱۳ق، یعنی چند سال پس از ساخت کاخ ابیض به ایران می‌رسند. در هر صورت قصر ابیض محلی برای هدایای رؤسای کشورهای دیگر بود و تالار بزرگ این عمارت به نام تالار عبدالحمید معروف است. [لازم است ذکر شود که در هیچ یک از منابع دوره ی قاجار، در قصر ابیض نام تالار عبدالحمید دیده نمی‌شود].
تاج السلطنه، دختر ناصرالدین شاه نیز، از برپایی مراسمی همچون، تئاترها، ارکسترها و بازی‌های مخصوص زنانِ حرم، در تالار این بنا خبر می‌دهد. پس از اختراع چراغ الکتریک و راه اندازی آن در عمارات سلطنتی، بازی چراغ خاموش کنی، در تالار این عمارت برگزار می‌شد.
گویا به دلیل کسالتی که یکباره، پس از احداث این بنا، برای ناصرالدین شاه پدید می‌آید، او جز در بعضی مواقع رسمی، در قصرِ ابیض مسکن نمی‌نماید. در دورهٔ مظفری، امور دولتی، همچون اعلام وزارت اعظم عین الدوله، جلسه وزرا با ولیعهد برای بررسی مشکلات، جلسه اتابک با وزرا، جلسه وزرا با یکدیگر و قرعه کشی جهت انتخاب نمایندگان شاهزاده‌ها، برای شرکت در اولین مجلس شورای ملی در این عمارت برگزار می‌گردد. ضمناً در سال ۱۳۲۶ ق تلگرافخانهٔ شمس العماره به زیر عمارت ابیض منتقل شده، و در سال ۱۳۲۷ق نیز، محل جلوس نایب السلطنه[عضدالملک] می‌شود.
قصرِ ابیض در دورهٔ پهلوی نیز در اختیار نخست‌وزیری قرار می‌گیرد، تا اینکه در سال ۱۳۲۵ ش به سازمان هنرهای زیبای کشور[وزارت فرهنگ و هنر بعدی] واگذار می‌گردد. پس از تعمیراتی مختصر، محل نمایشگاه‌های موقت مردم‌شناسی[مانند نمایشگاه گیلان] و اداره کل موزه‌ها و فرهنگ عامه می‌شود. پس از تشکیل وزارت فرهنگ و هنر در سال ۱۳۴۳ ش و انتقال اداره کل موزه‌ها و فرهنگ عامه به محل جدید، در اتاق‌های طبقات قصرِ ابیض منطبق با شیوه معماری اصلی آن، تغییرات و تعمیرات مهمی صورت می‌پذیرد. نهایتاً سال ۱۳۴۷ش، آثار موزهٔ مردم‌شناسی سابق[منزلِ مختارالسلطنه در خیابان ارامنه] به این مکان منتقل و در سال ۱۳۵۰ ش، قصرِ ابیض به عنوانِ موزهٔ مردم‌شناسی شروع به فعالیت می‌نماید.

##### عمارات و دیوانخانه ارگ سلطنتی

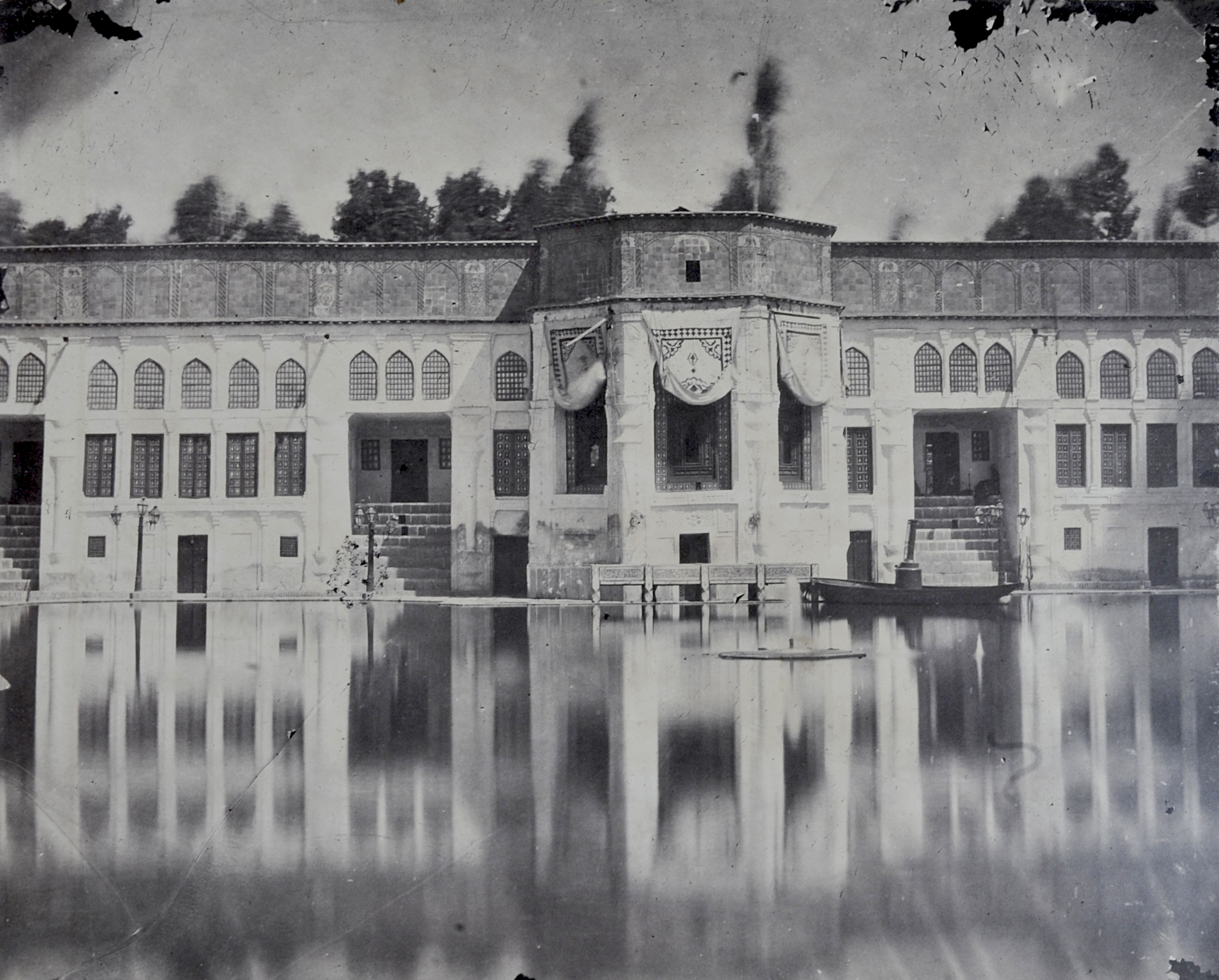
عمارت خروجی مرکز اسناد تصویری کاخ گلستان آلبوم ۱۸۹ تصویر ۱۹

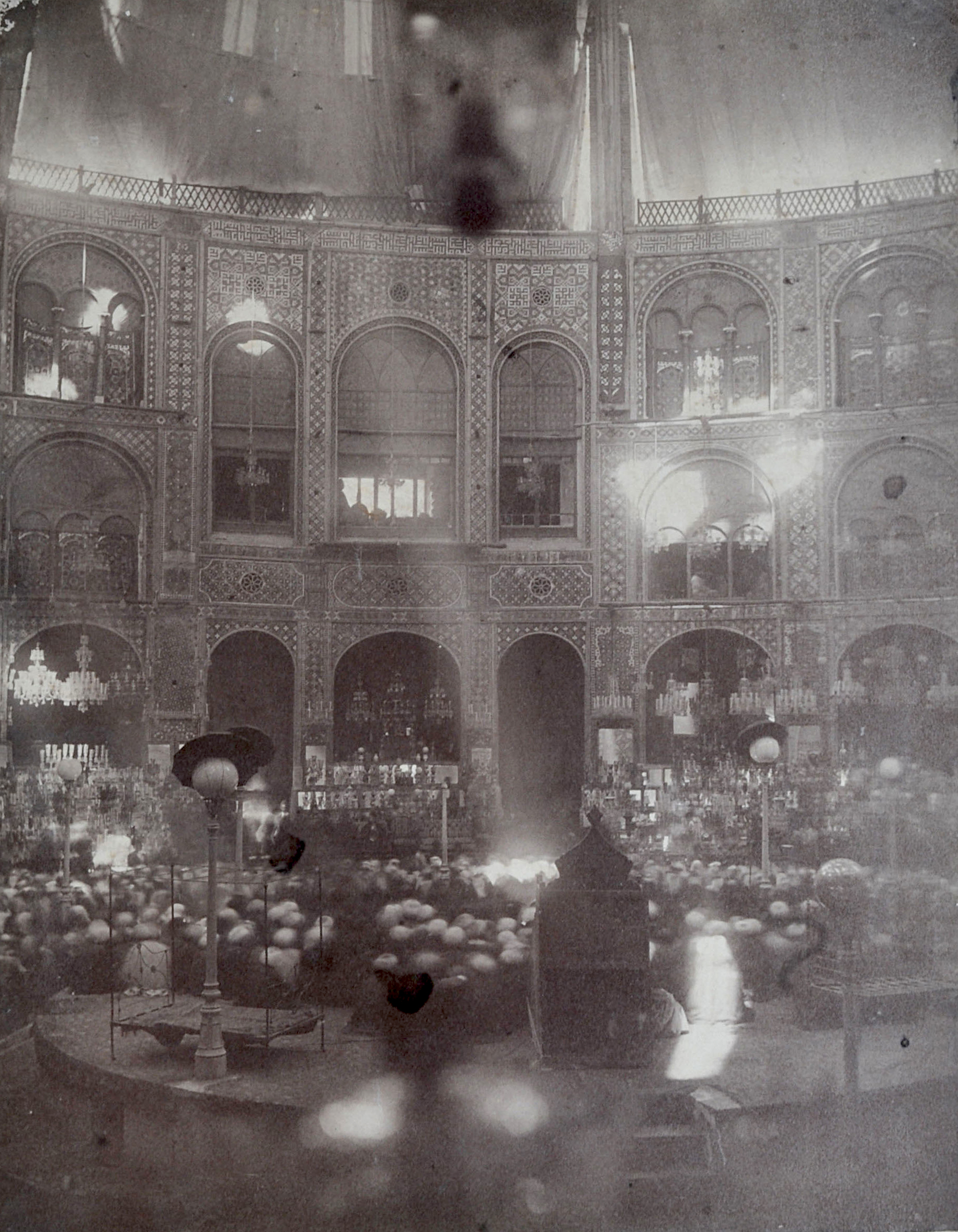
تکیه دولت مرکز اسناد تصویری کاخ گلستان آلبوم ۱۳۴۹ تصویر ۵

سخن از ناپیدایی بناهایی در محدوده بیرونی کاخ گلستان شامل ایوان دارالحکومه تخت مرمر و باغ گلستان است؛ عرصه حکومت و سلطنت. وتغییر در ابنیه سلطنتی که گاهی موجب از میان رفتن آنها گشته‌است.
مایلم در ابتدا از آخرین تغییر یعنی دیواره حایل میان ایوان دارالحکومه تخت مرمر و باغ گلستان با بناهای موجود در آن سخن بگویم. سلسله بناهایی حدفاصل خلوتخانه کریمخانی تا قصر ابیض (موزه مردم‌شناسی) که بواسطه تغییر کارکرد حیاط دارالحکومه و مراسم تاجگذاری پهلوی دوم از میان برداشته شد. و عرصه کاخ گلستان را با ادغام باغ گلستان و دارالحکومه تخت مرمر یکپارچه ساخت و به شکل امروزین خود نزدیک نمود. در دیگرناپیدایی عمارت خورشید است از مستحدثات فتحعلی شاه قاجار به سال ۱۲۱۶ ق، و واقع در جبهه شمالی ایوان دارالحکومه تخت مرمر که روزگاری به محل اقامت کامران میرزا وزیر جنگ ناصرالدین شاه اختصاص یافته و بعدها به وزارت جنگ تبدیل می‌شود، در مقطعی از تاریخ با برپایی کمیته جنگ در آن حکم اعدام شیخ فضل‌الله نوری را صادر و به گاه پادشاهی احمد شاه قاجار به دفتر کار مورگان شوسترجهت رتق و فتق امور مالی و وصول مالیات‌ها اختصاص می‌یابد و در سرانجامش؛ ویران و با باقی فضای حرمخانه که در مجاورت آن بود و طی روندی تدریجی به وزارت مالیه (دارائی) فعلی تبدیل می‌گردد.
و اما باغ گلستان؛ دچار بیشترین تغییر در ساختار ابنیه خود گشت. سازه میانی شامل بناهایی یکپارچه صندوقخانه؛ رختدارخانه؛ تالار گلستان (۱۲۱۶ ق) مکان برگزاری سلام‌های خاص؛ موزه و کتابخانه قدیم (۱۲۷۰ق)؛ و خروجی (۱۲۶۸ق) که در روندی تدریجی از غرب به شرق و احتمالاً از دوره کریمخانی تا ناصری شکل گرفته بود و باغ را به دو بخش تبدیل می‌نمود در سال ۱۲۹۶ ق و در عهد ناصری به یکباره و بعد از تکمیل عمارت موزه و در راستای توسعه باغ گلستان ویران گشتند و جای حود را به حوض‌ها و باغچه‌ها دادند. سلسله بناهای منفصلی چون کلاه فرنگی آقا محمد خانی (عمارت چهار فصل) نیر که مراسم مهمی همچون سلام " تحویل سال نو " و حتی در دوره‌های بعدی تاجگذاری ناصرالدین شاه در آن انجام می‌پذیرد مابین سال‌های ۷۸–۱۲۷۷ ق تخریب می‌شود. برج فتحعلی شاهی (صَرح مُمَرّد) نیز که در راستای همین کلاه فرنگی و در حیاط جنوبی باغ گلستان واقع بود قبل از ۱۲۹۶ ق تخریب شده و بعدها جای این دو بنا، حوض‌های مدوری شکل می‌گیرد که هم اینک باقی است. کلاه فرنگی چهلستون چوبی جایگاه تخت بلور اهدایی الکساندر اول به فتحعلی شاه قاجار واقع در حیاط جنوبی گلستان نیز به همراه نارنجستان وسط باغ دچار سرانجامی مشابه شده و تخریب می‌گردند.
سلسله بناهایی که تا حدودی به محاذات باغ گلستان قرار داشتند مانند: عکاسخانه (۱۲۸۰ق)؛ تکیه دولت (۱۲۹۰ ق) که سوای کارکرد ماهوی آن در مقطعی با تشکیل مجلس مؤسسان در ۱۵ آذرماه سال ۱۳۰۴ ش جهت تغییر سلطنت از قاجاریه به پهلوی تاریخ ساز شد؛ آبدارخانه (۹۴–۱۲۹۲ق) و عمارت گالری (۱۳۱۲ ق) که در مقاطعی محل تشکیل هیئت وزراء و شاهد وقوع رویدادهایی مانند اعلان ولایتعهدی محمد علی شاه و احمد شاه در خود بوده‌است نیز به سرانجامی مشابه دچار و تخریب گشتند.

##### حرمخانه ارگ سلطنتی
اندرونی قصر ارگ سلطنتی تهران محدوده‌ای است ریشه دار در مناسبات اجتماعی و محدود به محوطه‌ای که به مرور زمان از دوران اقامت کریمخان زند در تهران عتیق (تابستان ۱۱۷۲ ق) ساخته شد و در دوران سلطنت پادشاهان قاجار خصوصاً در پادشاهی ناصرالدین شاه قاجار گسترش یافته (مقایسه نقشه کرشیش ۱۲۷۵ ق و نجم الملک ۱۳۰۹ ق) و دستخوش تغییرات فراوانی گردید و توسعه و آراستگی بهتری یافت.

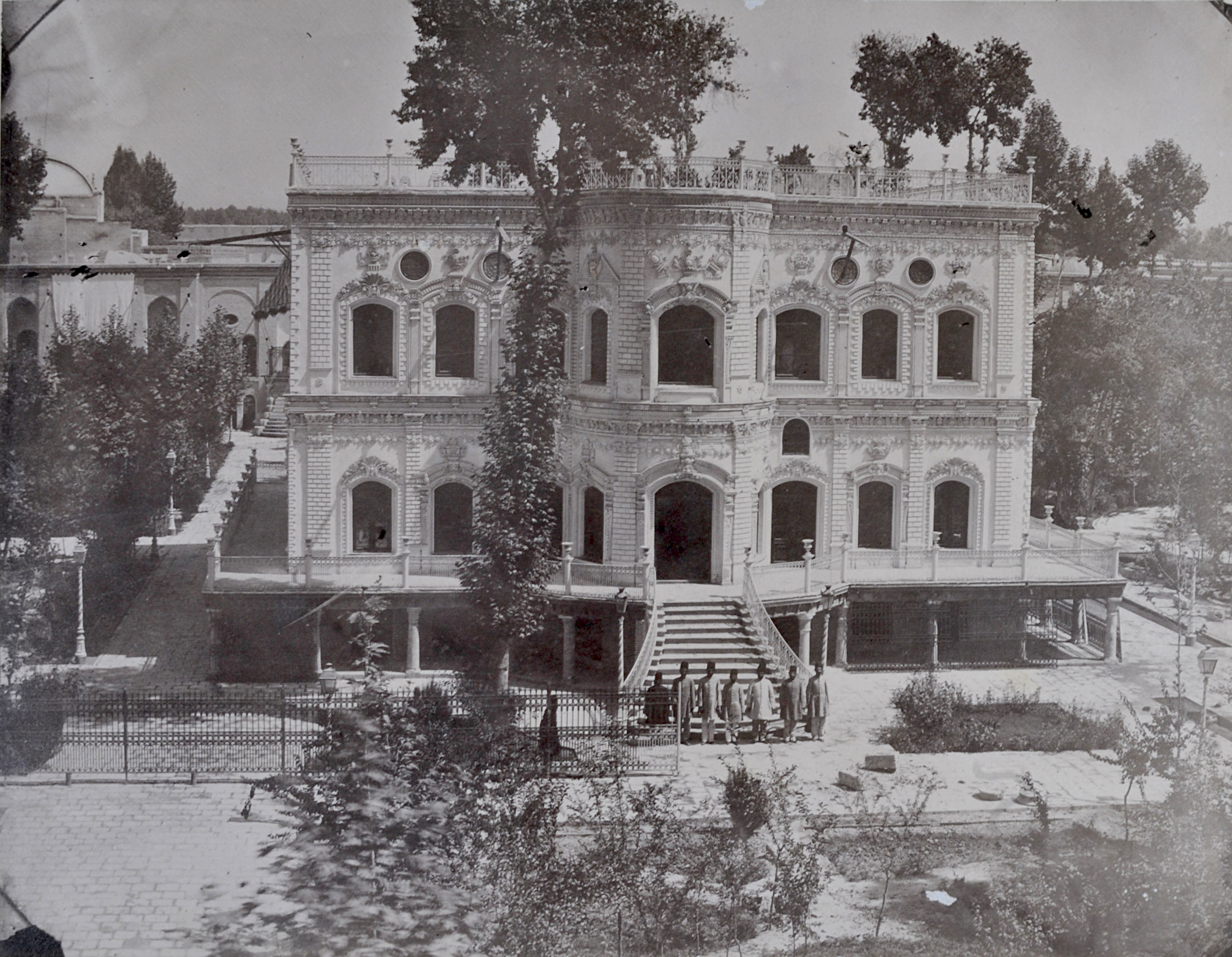
عمارت خوابگاه ناصری (جهت عکس رو به جنوب با دورنمای گنبد تکیه دولت) مرکز اسناد تصویری کاخ گلستان آلبوم ۲۰۹ تصویر ۲

این محوطه با دو دروازه (درب اندرون و سردر الماسیه) به فضای بیرون عمارت مبارکه (کوچه درب اندرون و باب همایون و نائب السلطنه) و با چند معبر ارتباطی به دیوانخانه گلستان مرتبط بود. مجموعه حرمخانه از شمال به کوچه درب اندرون، باب همایون و خیابان نائب السلطنه و در بخشی از جانب غرب به خیابان نائب السلطنه و از شرق به خیابان ناصریه و از جنوب به کاخ گلستان فعلی محدود گشته بود.
از مهم‌ترین بناها و فضاهای این محدوده می‌توان به: عمارت خان مغفور یا عشرت آئین یا طنبی، سروستان، عمارات مهد علیا (منجمله بهشت آئین)، عمارت بلور و خزانه در دوره فتحعلی شاه. برج قزل اتاق، عمارت خوابگاه قدیم واقع در عمارات فروغ السلطنه، منزل حاکم طهران (محمد تقی میرزا) و مجموعه فرح آباد و کوشک همایونی (۱ رجب ۱۳۰۲ تا ۹ رجب ۱۳۰۴ق) در دوره ناصری و توسعه خوابگاه ناصرالدین شاه و قصر ملکه در عهد مظفری اشاره کرد. همچنین حلقه اتصال این عمارات بوسیله نارنجستان‌ها و ۱۵ حیاط (حیاط سردر الماسیه، حیاط چشمه؛ انارستان، انیس الدوله، قهوه‌خانه، آینه و …) تأمین می‌شد.
در خصوص سرانجام این بخش ار ارگ سلطنتی واضح نیست بخاطر قرار گرفتن خزانه در عمارت خوابگاه مظفری و سلسله برنامه‌های بازبینی و ارزیابی جواهرات سلطنتی در عهد پهلوی اول بود یا در اختیار قرار دادن عمارت خورشید در جبهه غربی این محدوده به مورگان شوستر آمریکائی جهت اداره مالیه که به تکمیل ساختمان‌های کاخ دارائی در نیمه اول سده سیزدهم منجر و به مالکیت وزارت دارائی بر این بخش انجامید و به شکل کلی تغییر کاربری داد.

### معابر و سردرها
معابر ارگ سلطنتی:
- خیابان تخته پل (جبّا خانه- بوذرجمهری- پانزده خرداد)[نا موجود]خیابان الماسیه ( باب همایون) اثر محمود خان صبا ۱۲۸۸ ق.  کاخ گلستان

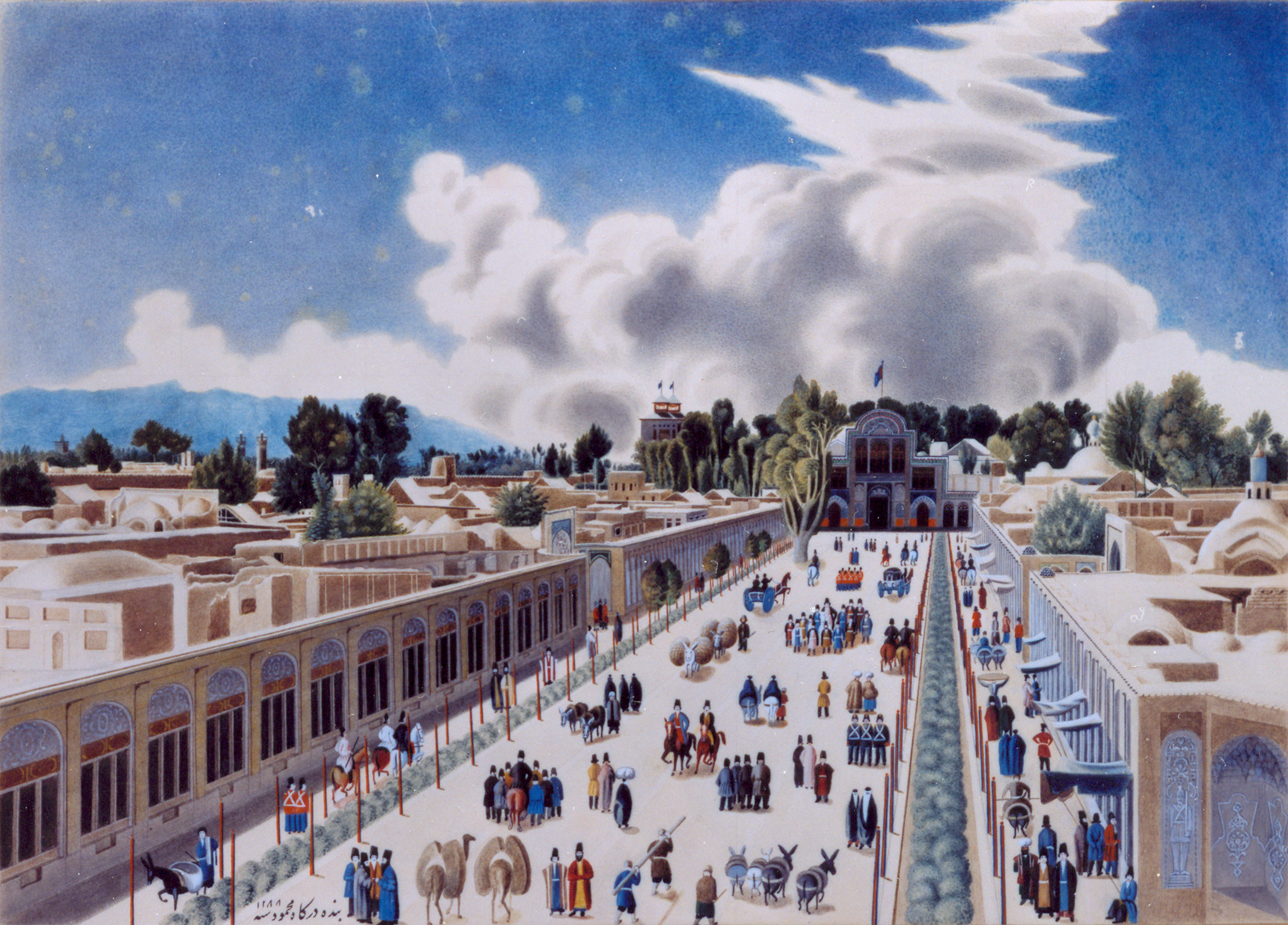
خیابان الماسیه (باب همایون) اثر محمود خان صبا ۱۲۸۸ ق. کاخ گلستان

این خیابان بخش جنوبی ارگ سلطنتی را از تقاطع خیابان ناصریه تا گلوبندک شامل می‌شد که پس از پر کردن خندق جنوبی ارگ در زمان ناصرالدین شاه پدید آمده بود. این خندق پیش تر با پلی چوبی به نام تخته پل و به وسیله سردرِ نقاره خانه قدیم به ارگ مربوط می‌شد و به همین دلیل خیابان و میدان جنب آن را خیابان تخته پل و میدان تخته پل (سبزه میدان) می‌نامیدند.
- خیابان جلیل‌آباد (خیام)[موجود]

خندق غربی ارگ پیش از خندق‌های سه طرف دیگر از خاک انباشته شده و تبدیل به کوچه [خیابان] گردید، از این رو سابقه خیابان جلیل‌آباد از خیابان‌های ناصریه و جباخانه بیشتر است. این خیابان از گلوبندک شروع و به خیابان مریضخانه (امیریه، سپه، امام خمینی) ختم می‌گردید ولی همچون امروز، به سمت جنوب امتداد نداشت. این خیابان به علت عدم وجود موسسات و عمارات مهم در آن، از سمت ارگ سلطنتی دری به آن باز نشده بود.
- خیابان مریضخانه (امیریه، سپه، امام خمینی)[موجود]

ضلع شمالی ارگ سلطنتی پیش از گسترش شهر تهران به سال ۱۲۸۴ ق، به خندق و بیابان بیرون شهر متصل بود. پس از توسعه شهر و پر شدن خندق و ساخته شدن میدان توپخانه جدید، خیابانی در سمت غرب آن تا میدان باغ شاه ساخته می‌شود که چون از جلوی عمارت و باغ نایب السلطنه[که به امیر کبیر ملقب بود] می‌گذشت «خیابان امیریه» نام داشت ولی چون اولین مریضخانه دولتی[بیمارستان سینا] در این خیابان واقع بود، مردم به آن خیابان مریضخانه می‌گفتند. بعدها رضا شاه پهلوی به علت وجود موسسات ارتشی آن را «خیابان سپه» نامگذاری کرد.
- خیابان ناصریه (ناصری، ناصرخسرو)[موجود]

پس از نظم و ترتیب بخشیدن به میدان ارگ (توپخانه قدیم) در سال ۱۲۸۱ ق، ناصرالدین شاه برای ممانعت از آمد و شد مردم با چارپایانشان در میدان ارگ، دستور می‌دهد که در سال ۱۲۸۲ ق در سمت شرقی ارگ دروازه‌ای به خارج شهر گشوده شود بنابراین خندق شرقی ارگ را پر کرده و خیابانی عریض از دهنه بازار تا خارج شهر احداث می‌نمایند که آن را «خیابان ناصریه» نامیدند و گاهی «خیابان شمس العماره» نیز به آن گفته می‌شد.
- میدانِ ارگ (باغ گلشن، باغ میدان)[موجود]سردر نقارخانه قدیم آلبوم ۲۶۳ تصویر ۲۰ مرکز اسناد تصویری کاخ گلستان

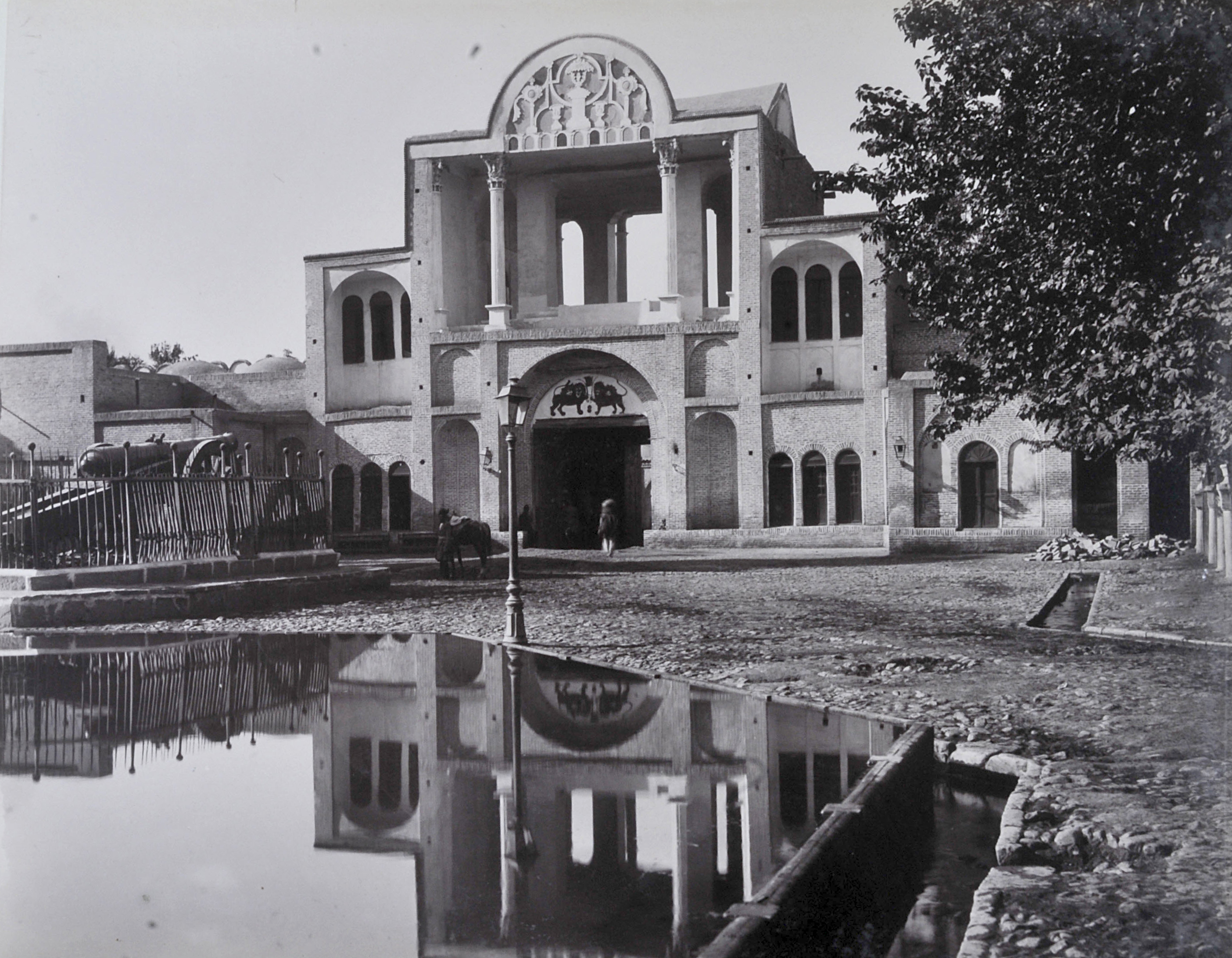
سردر نقارخانه قدیم آلبوم ۲۶۳ تصویر ۲۰ مرکز اسناد تصویری کاخ گلستان

در سال ۱۲۶۷ ق به دستور امیرکبیر قلعهٔ ارگ تعمیر می‌گردد، میدان ارگ نیز بازپیرایی می‌شود و به دلیل وجود توپ‌های جنگی، نام آن را توپخانه می‌گذارند. در سال ۱۲۷۱ق حجره‌های توپچی‌ها را مرمت کرده و برای نظم بخشیدن و آبادی آن، فراش‌خانه‌ای در محوطه میدان ساخته می‌شود. در سال ۱۲۸۱ق به دستور ناصرالدین شاه، توپ‌ها را به میدان توپخانهٔ جدید، در شمال ارگ سلطنتی، انتقال می‌دهند. سپس در وسط میدان، حوضِ هشت ضلعی بزرگی احداث نموده و به طرز جدید و زیبایی آراسته و آن را باغِ گلشن می‌نامند که البته مردم به آن باغِ میدان می‌گفتند.در سال ۱۳۰۶ ق گلخانه‌ای در سمت شرقی میدان ارگ ساخته می‌شود که در آن اصله و نشاء و گل‌های باغ‌های سلطنتی و میدان ارگ را پرورش می‌دادند.
بناهای مهم در این میدان عبارت بودند از: عمارت گالری، تلگرافخانه و صندوق عدالت. توپ مروارید نیز در این میدان قرار داشت.
- خیابان نایب السلطنه (داور)[موجود]

این خیابان، از میدان ارگ، شروع شده و با حرکت به سمت شمال تا خیابان باب همایون[الماسیه] ادامه می‌یابد که با نقشهٔ عبدالغفار[۱۳۰۹ق] مطابقت دارد. علتِ این نامگذاری، به خاطرِ وجودِ عمارتِ خورشید و سروستان در این خیابان است که در اختیارِ کامران میرزا، نایب السلطنه قرار داشت.
بناهای مهم در این خیابان عبارت بودند از: دیوارهای عمارات دولتی و عمارات نایب السلطنه، دفترخانه یا دفترِ استیفا، انبار توپخانه، اصطبل مبارکه (خاصه)، منزل سپهسالار (باغ و عمارتِ اتاقِ نظام)، خزانه نظامی، دیوانخانهٔ عدالت (کارخانجات حرمخانهٔ مبارکه)، دارالطباعه دولتی، مدرسهٔ مبارکه نظامی (مدرسهٔ ناصری).
- خیابان الماسیه[دولت، باب همایون][موجود]درب سعادت آلبوم ۲۶۳ تصویر ۲۶ مرکز اسناد تصویری کاخ گلستان

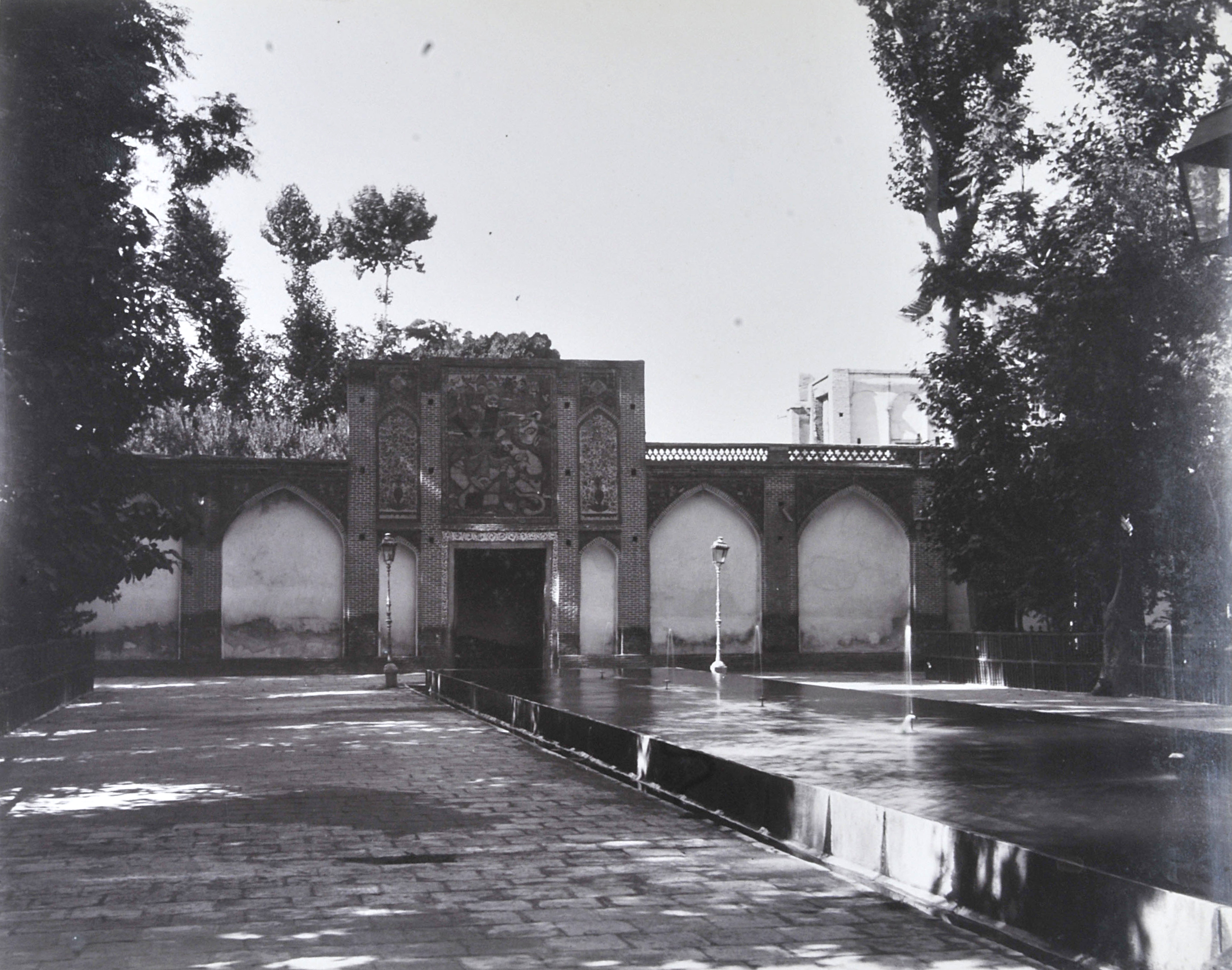
درب سعادت آلبوم ۲۶۳ تصویر ۲۶ مرکز اسناد تصویری کاخ گلستان

خیابان الماسیه[باب همایون] از شمال به جنوب، نیمهٔ شمالی ارگ سلطنتی را به دو قسمت تقسیم می‌کرد و میدان توپخانه[توپخانه ی جدید، میدان سپه یا میدان امام خمینی] را به خیابان درب اندرون مربوط می‌ساخت و چون در محاذی[مقابل] سردرِ الماسیه یا باب همایون قرار داشت، به خیابان الماسیه یا خیابان باب همایون معروف گردیده بود و گاهی خیابان دولت و دالان بهشت نیز نامیده می‌شد.
بناهای مهم در این خیابان عبارت بودند از: دارالفنون، تلگرافخانه، مسجد مهدعلیا، مجمع الصنایع و قورخانه.
- کوچهٔ درب اندرون[موجود]

از خیابان الماسیه[باب همایون] تا خیابان ناصریه[ناصر خسرو]، کوچهٔ درب اندرون خوانده می‌شد. از آن جهت که نزدیک به سرِ کوچه، در جنبِ خیابانِ ناصریه[ناصرخسرو]، دری از اندرون به کوچه باز می‌شد و رفت و آمد اهلِ حرم و خواجگان، معمولاً از این در، انجام می‌گرفت، به همین جهت این کوچه را درب اندرون می‌نامیدند. سرتاسر این خیابان از ناصرخسرو تا خیام در دوره پهلوی، صور اسرافیل نامیده شد.
سردرهای ارگ سلطنتی:
- دروازه تخته پل[قدیم][ناموجود]

معبر جنوبی ارگ سلطنتی، دروازه‌ای بود از عهد صفوی که به واسطه حفر خندق در دوره زندیه، با پلی چوبی و معبری به سردرِ جنوبی میدان ارگ[سردرِ نقاره خانه قدیم] متصل می‌گردید.
- سردرِ جنوبی میدان ارگ (سردرِ نقاره خانه، نقاره خانهٔ قدیم)[ناموجود]

این سردر، سمت جنوب میدان ارگ و در راستای سردرِ شمالی واقع بود و با راهرویی به دروازهٔ تخته پل[قدیم]، که در روبروی سبزه میدان قرار داشت، وصل می‌شد و ارگ سلطنتی را به شهر متصل می‌نمود. پس از ساخت دروازه‌ای در مدخلِ ورودی میدان توپخانه به خیابان دولت[خیابان الماسیه یا باب همایون]، آن را نقاره خانهٔ جدید و سردرِ جنوبی میدان ارگ را نقاره خانهٔ قدیم نامیدند.
- سردرِ شمالی میدان ارگ (عمارت سردر، عالی قاپو، درب سعادت)[ناموجود] - درِ فعلی کاخ گلستانسردر عالی قاپو آلبوم ۲۶۳ تصویر ۲۱ مرکز اسناد تصویری کاخ گلستان

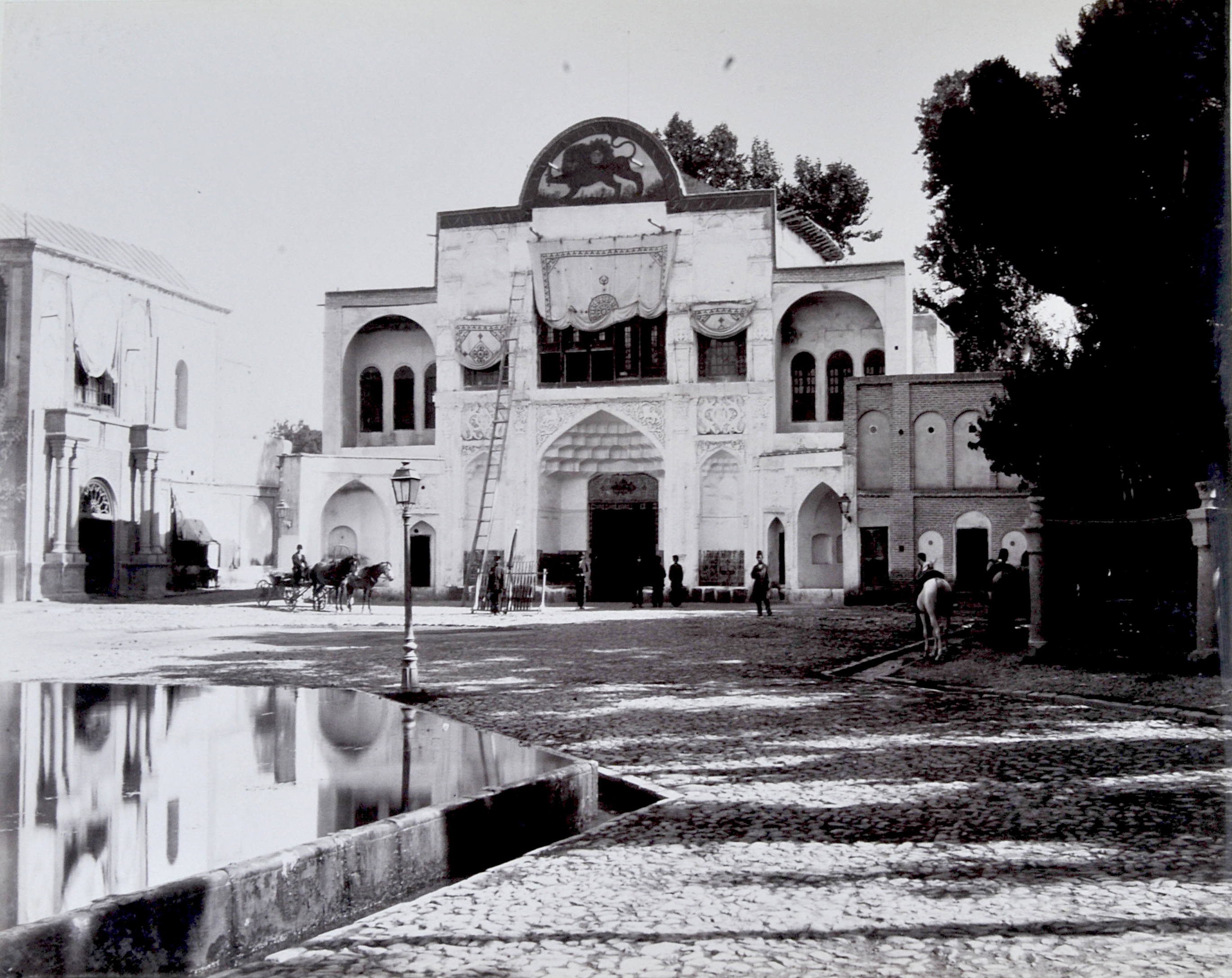
سردر عالی قاپو آلبوم ۲۶۳ تصویر ۲۱ مرکز اسناد تصویری کاخ گلستان

بنیان عمارت سردر، به دورهٔ زندیه بازمی‌گردد که مدخلی برای ورود به دیوانخانهٔ تخت مرمر بود و در دورهٔ ناصری بازپیرایی می‌شود. «این بنای باشکوه در دو طبقه ساخته شده که شاه از طبقه بالا به تماشای مراسم مختلف در میدان ارگ می‌نشست.این سردر، از داخل و مشرف به ایوان تخت مرمر، دارای سردرِ دیگری بود که مبارزه رستم با دیو سفید را با کاشی‌های رنگین، به تصویر می‌کشید و دارای تاریخ ۱۲۷۳ق بود.
- دربِ طویله[موجود]

در سمتِ غرب ایوان تخت مرمر دری به خیابان نایب السلطنه (داور) باز می‌شد که به علت قرار گرفتن در مقابل اصطبل مبارکه، به نام درب طویله معروف بوده‌است. مظفرالدین شاه، در اولین ورودش بعد از مرگ ناصرالدین شاه، از این در، وارد دیوانخانه تخت مرمر می‌شود.
- سردرِ الماسیه (باب عالی، سردرِ الماسِ قدیم) [ناموجود]

در سال ۱۲۸۸ق، برای ورود به حرمخانه (اندرونی) از خیابان درب اندرون، سردرِ باشکوهی می‌سازند که به سردرِ الماسیه (باب همایون) معروف بود.این سردر، توسط علاء الدوله، ساخته شده بود، و روبروی خیابان دولت (الماسیه یا باب همایون) قرار داشت که از میدان توپخانهٔ جدید به قصر می‌رسید و با خیابان درب اندرون (صوراسرافیل)، تلاقی می‌کرد. محل ورود و خروجِ شاه نیز به حرمخانه (اندرونی) از این سردر، صورت می‌پذیرفت.
- دروازه دولت[قدیم] (گذرگاه افغان‌ها، دروازه اسدالدوله) [ناموجود]دروازه دولت قدیم آلبوم ۲۶۳ تصویر ۲۲ مرکز اسناد تصویری کاخ گلستان

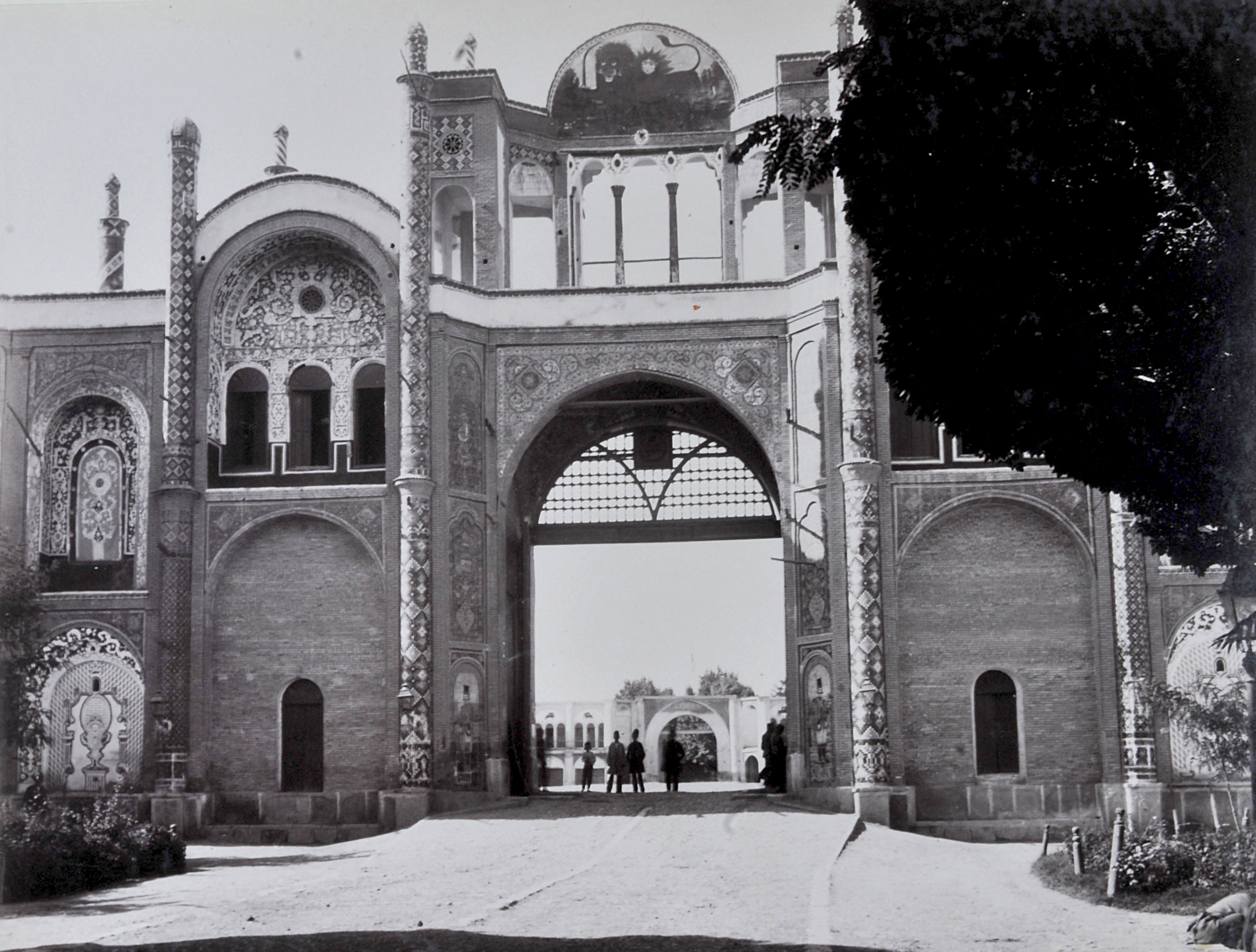
دروازه دولت قدیم آلبوم ۲۶۳ تصویر ۲۲ مرکز اسناد تصویری کاخ گلستان

دروازه شمالی ارگ سلطنتی که به عنوان مفرّی برای نجات از حملهٔ دشمنان در زمان افغان‌ها ایجاد و در زمان کریمخان مسدود شده بود، با شکلی جدید و به صورت دروازه‌ای بزرگ، بازگشایی می‌گردد که بر اساس نقشه الیاس بره زین نام اسدالدوله بر آن نهاده می‌شود. نام این دروازه در دوره ناصری به دولت تغییر پیدا می‌کند[بر اساس نقشه کرشیش]. همزمان با ایجاد خیابان الماسیه[باب همایون] در سال ۱۲۸۸ق، دروازه‌ای بسیار بزرگ با سردری بلند و باشکوه توسط علاءالدوله ساخته شد که با نامِ قدیم خود، دروازه دولت معروف گردید زیرا پس از توسعه شهر تهران در سال ۱۲۸۴ق، دروازه دولت[جدید] به محل تلاقی خیابان‌های انقلاب و سعدی منتقل گردید.
- دروازه ناصری (دروازه شمس العماره) [ناموجود]

پس از تبدیل میدان ارگ[توپخانه قدیم] به باغ گلشن در سال ۱۲۸۱ ق، ناصرالدین شاه دستور به پر کردن خندق شرقی ارگ و ساخت خیابانی به جای آن در سال ۱۲۸۲ ق می‌دهد که این خیابان[ناصریه، ناصرخسرو] در سمت شمال به دروازه‌ای منتهی می‌شده که به خارج از شهر راه داشت و به آن دروازه ناصری و گاهی اوقات دروازه شمس العمارهمی‌گفتند. این دروازه پس از توسعه شهر تهران در سال ۱۲۸۴ ق، تغییراتی کرده و برای عبور و مرور عادی مردم از بازار به میدان توپخانه[جدید] مورد استفاده قرار می‌گرفت.
- تخته پل جدید[ناموجود]سردر شمس العماره (الماس جدید) آلبوم ۱۳۲ تصویر ۴ مرکز اسناد تصویری کاخ گلستان

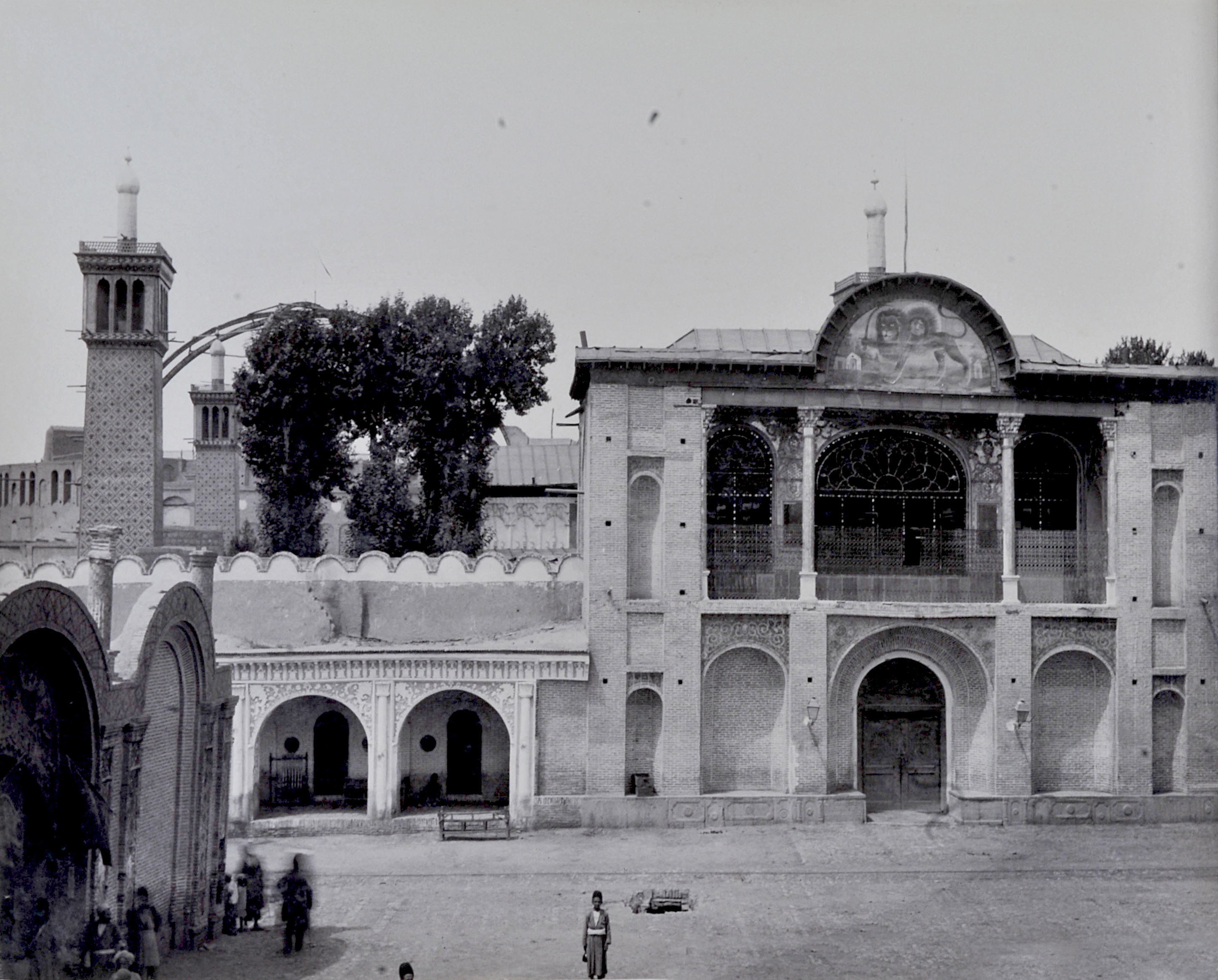
سردر شمس العماره (الماس جدید) آلبوم ۱۳۲ تصویر ۴ مرکز اسناد تصویری کاخ گلستان

کوچه[خیابان] درب اندرون پیش از پر کردنِ خندقِ شرقیِ ارگ و احداث خیابان ناصریه[ناصرخسرو]، به وسیلهٔ پل چوبی، با قسمت شرقیِ شهر، ارتباط داشت که به آن تخته پلِ جدید می‌گفتند.
- سردرِ شمس العماره (باب عالی، سردرِ الماسِ جدید)[موجود] - درِ فعلی کاخ گلستان

در سال ۱۳۰۶ ق برای درِ شمس العماره، که به خیابان ناصریه (ناصرخسرو) باز می‌شد، سردری باشکوه ساخته می‌شود. لازم است ذکر شود که سردری که در روبروی خیابان باب همایون (الماسیه) قرار داشت، سردرِ الماسیه نامیده می‌شد ولی بعد از ساختِ سردرِ شمس العماره، به آن نیز سردرِ الماس می‌گفتند و برای اینکه مشکلی پیش نیاید اولی درخیابان باب همایون را سردرِ الماسِ قدیم و دومی درخیابان ناصریه را سردرِ الماسِ جدید نامیدند.

## کاشی کاری کاخ گلستان
کاشی‌کاری دیوارها از برجسته‌ترین هنرهایی است که در کاخ گلستان مشاهده می‌شود. در دوره قاجار به دلیل علاقه زیاد شاهان و هنرمندان دربار قاجار به مفاهیم غربی و ارتباط روزافزون با دنیای غرب، گرایش به هنر غربی در همه زمینه‌ها و همچنین کاشی‌کاری دیده می‌شود.
در کاشی‌کاری مجموعه کاخ گلستان نوعی دوگانگی در طرح‌ها و مضامین به چشم می‌خورد. از یک سو گرایش به نقوش سنتی و اصیل ایرانی و از سوی دیگر جدایی و فاصله گرفتن از آن و گرایش به سبک‌های هنری غربی یا زمینه مدرنیته است. به این سبک کاشی‌کاری «هفت‌رنگ» می‌گویند. اجرای این کاشی‌کاری به زمان و هزینه کمتری نسبت به کاشی‌کاری معرق نیاز دارد.

## رویدادهای تاریخی
- آئین گشایش مجلس یکم در یکشنبه ۱۸ شعبان ۱۳۲۴ ق با حضور مظفرالدین شاه قاجار در اتاق برلیان عمارت گلستان

 آئین گشایش نخستین مجلس شورای ملی در کاخ گلستان (اتاق برلیان)
۱۸ شعبان ۱۳۲۴ / یکشنبه ۱۴ مهر ماه ۱۲۸۵ / ۷ اکتبر ۱۹۰۶
چند روز قبل از ختم عمل منتخبین تهران بر حسب امر مظفرالدین شاه، میرزا نصرالله خان مشیرالدوله صدر اعظم برای افتتاح مجلس رقعه دعوتی به عنوان علما و شاهزادگان و امراء و رجال و سفیران خارجه و نمایندگان انتخاب شده به این مضمون فرستاد: «یوم یکشنبه هجدهم شعبان سه ساعت به غروب مانده در عمارت گلستان افتتاح مجلس شورای ملی خواهد شد مستدعی است در ساعت مذکور برای درک سعادت حضور همایونی شرف حضور به هم رسانید.»
شاه در این روز با شدت بیماری در مجلس حاضر شد و در حالیکه دو تن بازوی او را گرفته و برصندلی نشاندند. قبل از ایراد خطابه اظهار داشت: «سالها در آرزوی چنین روزی بودم و خدا را شکر که به آرزوی خود رسیدم.» و حال رقت و گریه به شاه دست داد سپس خطابه قرائت شد.
بسم‌الله الرحمن الرحیم
منت خدای را که آنچه سال‌ها در نظر داشتیم امروز به عون‌الله تعالی از قوه به فعل آمد و به انجام آن مقصود مهم به عنایات الهیه موفق شدیم، زهی روز مبارک و میمونی که روز افتتاح مجلس شورای ملی است، مجلسی که رشته‌های امور دولتی و مملکتی را به هم مربوط و متصل می‌دارد و علایق ما بین دولت و ملت را متین و محکم می‌سازد. مجلسی که مظهر افکار عامه و احتیاجات اهالی مملکت است، مجلسی که نگهبان عدل و داد شخص همایون ماست، در حفظ ودایعی که ذات واجب الوجود به کف کفایت ما سپرده.
امروز روزی است که بر وداد و اتحاد ما بین دولت و ملت افزوده می‌شود و اساس دولت و ملت بر شالوده محکم گذارده می‌شود.
امروز روزی است که یقین داریم روسای محترم ملت و وزرای دولت خواه دولت و امناء و اعیان و تجار و عموم رعایای صدیق مملکت در اجرای قوانین شرع انور و ترتیب و تنظیم دوایر دولتی و اجرای اصلاحات لازمه و تهیه اسباب و لوازم امنیت و رفاهیت قاطبه اهالی وطن ما بکوشند و هیچ منظوری نداشته باشند، جز مصالح دولت و ملت و منافع اهالی و مملکت و البته می‌دانید که نیت اساسی مقدسی که به ملاحظات شخصی، مشوب و مختل نشود و به اغراض نفسانی، فاسد نگردد.
حالا بر انتخاب‌شدگان است که تکالیف خود را چنانچه منظور دولت و ملت است انجام بدهند.
بدیهی است که هیچ‌کدام از شما منتخبین، انتخاب نشدید مگر به واسطه تفوق و رجحانی که از حیث اخلاق و معلومات بر اغلب از مردم داشته‌اید و خود این نکته باعث اطمینان خاطر و قوت قلب ماست. رجاء واثق داریم که با کمال دانش و بینش و بی‌غرضی در این جاده مقدس قدم خواهید زد و تکالیف خود را با کمال صداقت و درستی انجام خواهید داد ولی با وجود این، چون قاطبه اهالی را مثل فرزندان خود دوست داریم و نیک و بد آن‌ها را نیک و بد خودمان می‌دانیم و در خشنودی و مسرت و غم والم آن‌ها سهیم و شریکیم، باز لازمست خاطر شما را به این نکته معطوف داریم که تا امروز نتیجه اعمال هر کدام از شما فقط عاید به خودتان بود و بس ولی امروز شامل حال هزاران نفوس است که شما را انتخاب کرده‌اند و منتظرند که شما با خلوص نیت و پاکی عقیدت به دولت و ملت خدمت نمایید و از اموری که باعث فساد است احتراز نمایید. پس باید کاری کنید که در پیش خدا مسئول و نزد ما شرمنده و خجل نباشید.
این پند و نصیحت ما را هیچ وقت فراموش نکنید و آنی از مسئولیت بزرگی که بر عهده دارید غافل نباشید و بدانید که خداوند متعال ناظر حقیقی اعمال ماست و حافظ حق و حقانیت است. خدا همراه شما، بروید مسئولیتی که بر عهده گرفته‌اید با صداقت و درستی انجام بدهید و به فضل قادر متعال و توجه ما، مستظهر و امیدوار باشید.
هجدهم شعبان المعظم ۱۳۲۴

- برپایی مجلس مؤسسان در آذر ۱۳۰۴ش برای انقراض سلسله قاجار و استقرار سلطنت پهلوی در تکیه دولت[۲۹۹]
- تاجگذاری ناصرالدین شاه قاجار در عمارت کلاه فرنگی (آقا محمد خانی) کاخ گلستان (۲۲ ذی القعده ۱۲۶۴ ق)[۳۰۰]
- تاجگذاری مظفرالدین شاه قاجار در عمارت بادگیر کاخ گلستان[۳۰۱]
- استنطاق و اعلام حکم اعدام شیخ فضل‌الله نوری توسط کمیته جنگ در اتاق (عمارت) خورشید کاخ گلستان (۱۳ رجب ۱۳۲۷ ق)[۳۰۲]
- نخستین جلوس رضاشاه پهلوی در ۱۳۰۴ ش در ایوان دارالحکومه تخت مرمر کاخ گلستان
- تاج‌گذاری رضاشاه پهلوی در ۴ اردیبهشت ۱۳۰۵ ش در تالار سلام کاخ گلستان
- تاج‌گذاری محمدرضا پهلوی در ۴ آبان ۱۳۴۶ ش در تالار سلام کاخ گلستان
- برقراری اولین تماس تلفنی در ایران بین شمس العماره کاخ گلستان و باغ سپه سالار (عهد ناصری جمعه دهم جمادی الآخر ۱۳۰۲ ق)[۳۰۳]

## منتخب آثار

### موزه گلستان

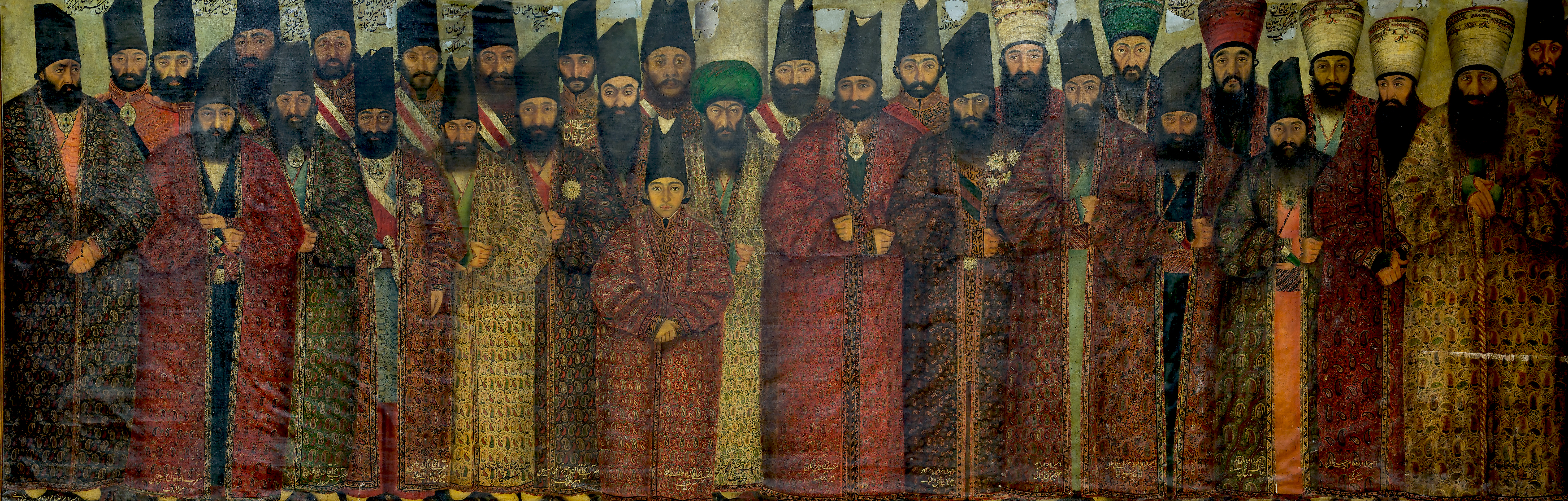
بخشی از تابلو صف سلام ناصری اثر ابوالحسن ثانی (صنیع‌الملک). محل نگهداری: کاخ گلستان

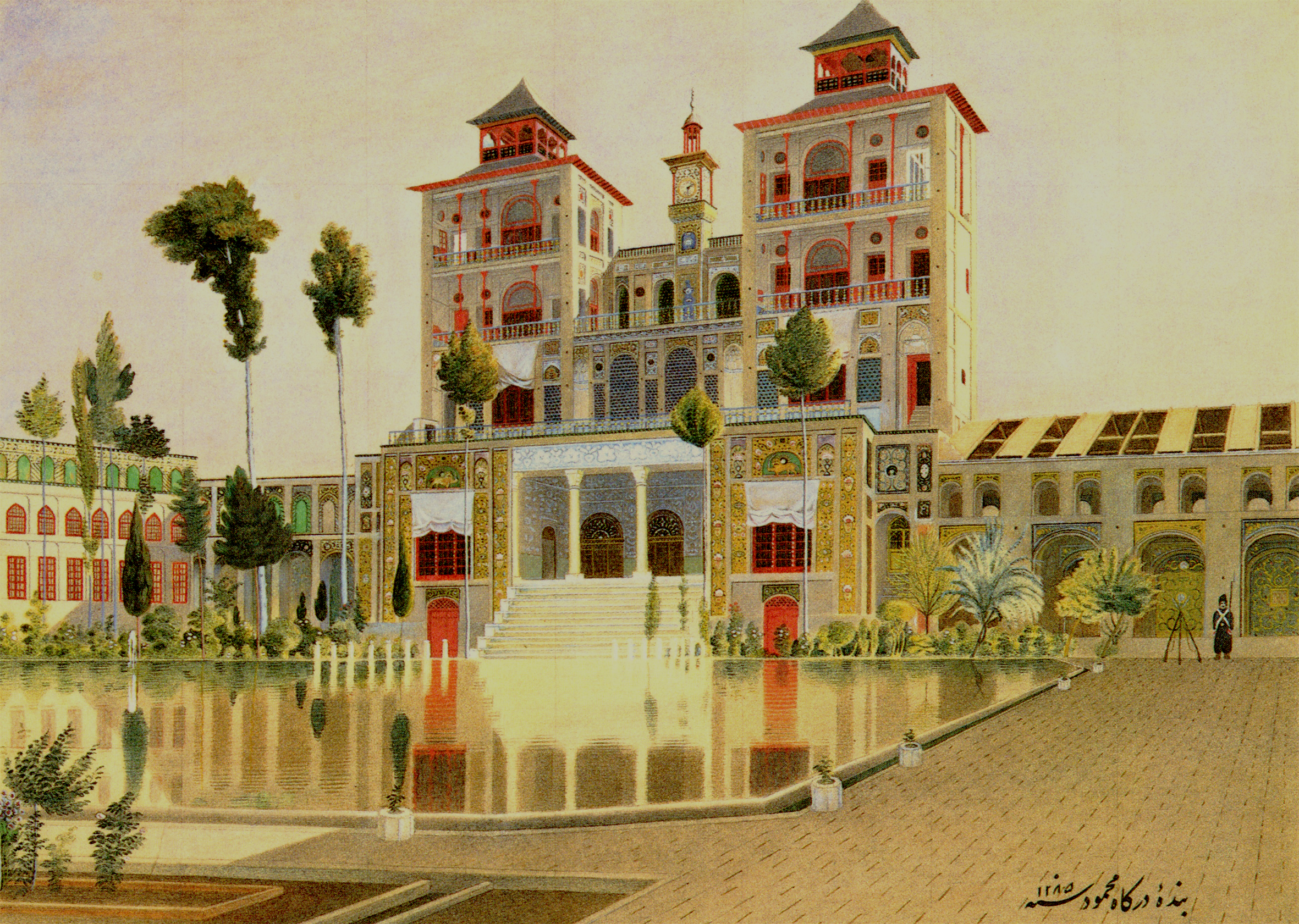
تابلو شمس العماره
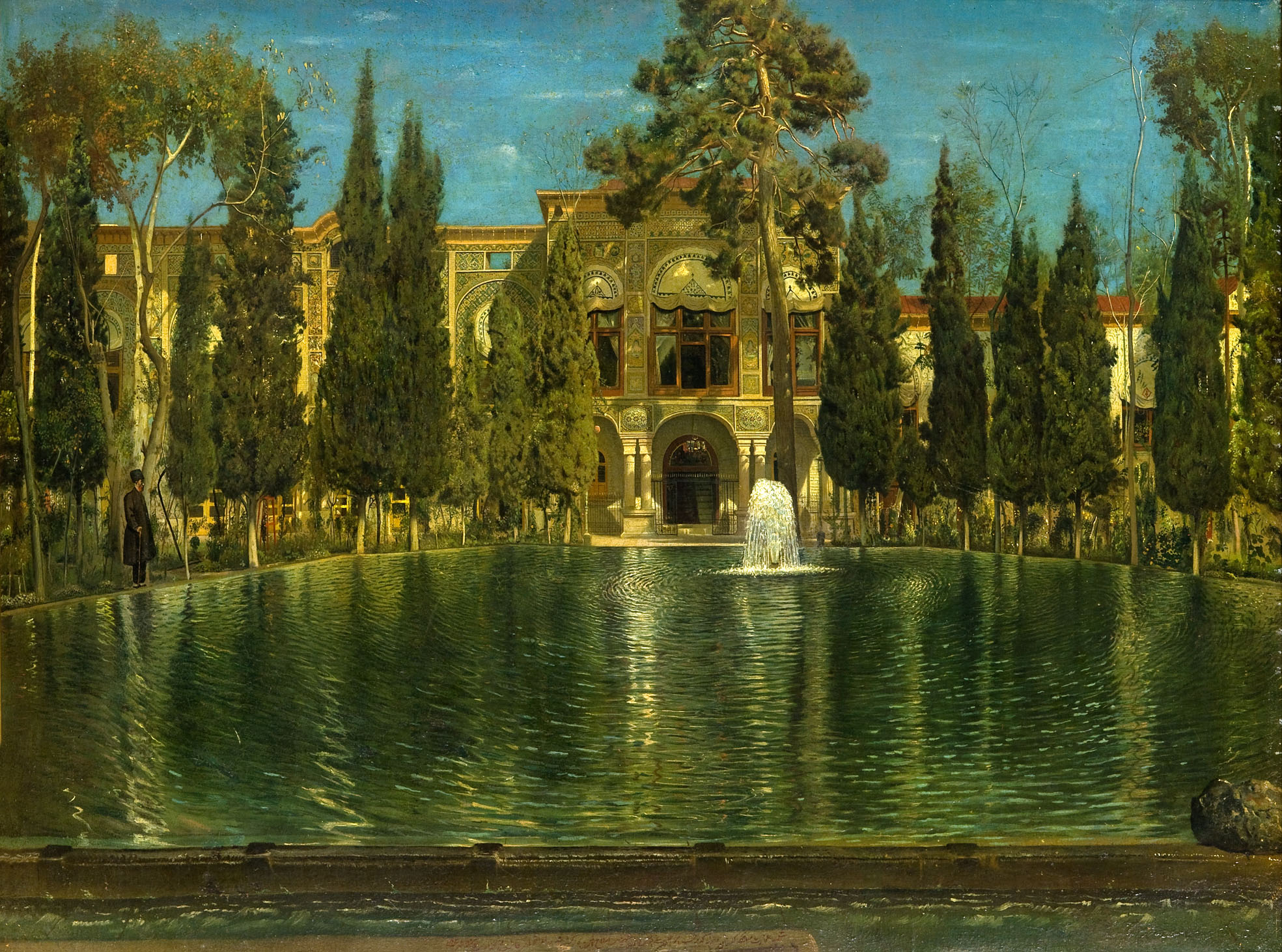
تابلو عمارت مبارکه موزه
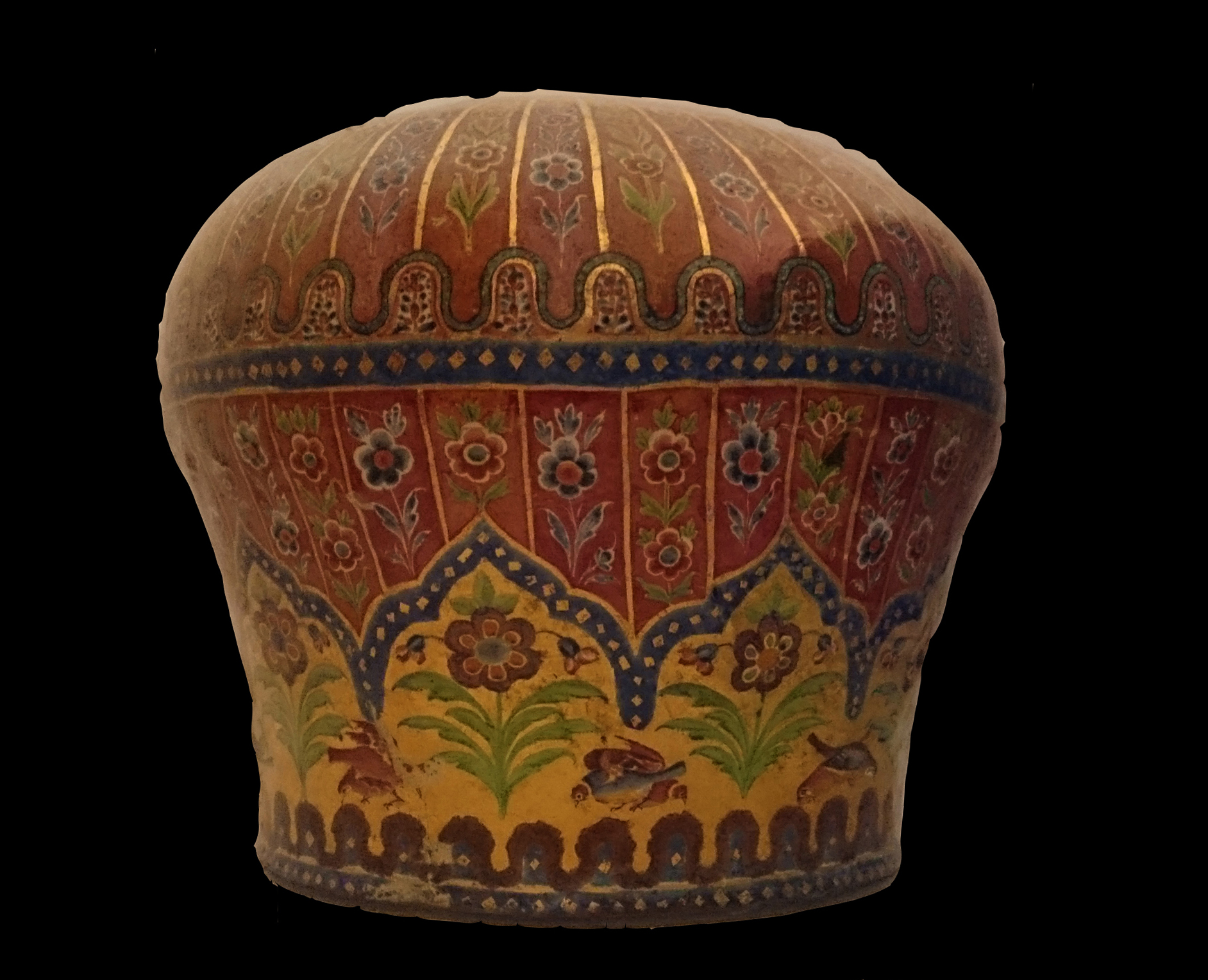
تاج آقا محمد خان قاجار
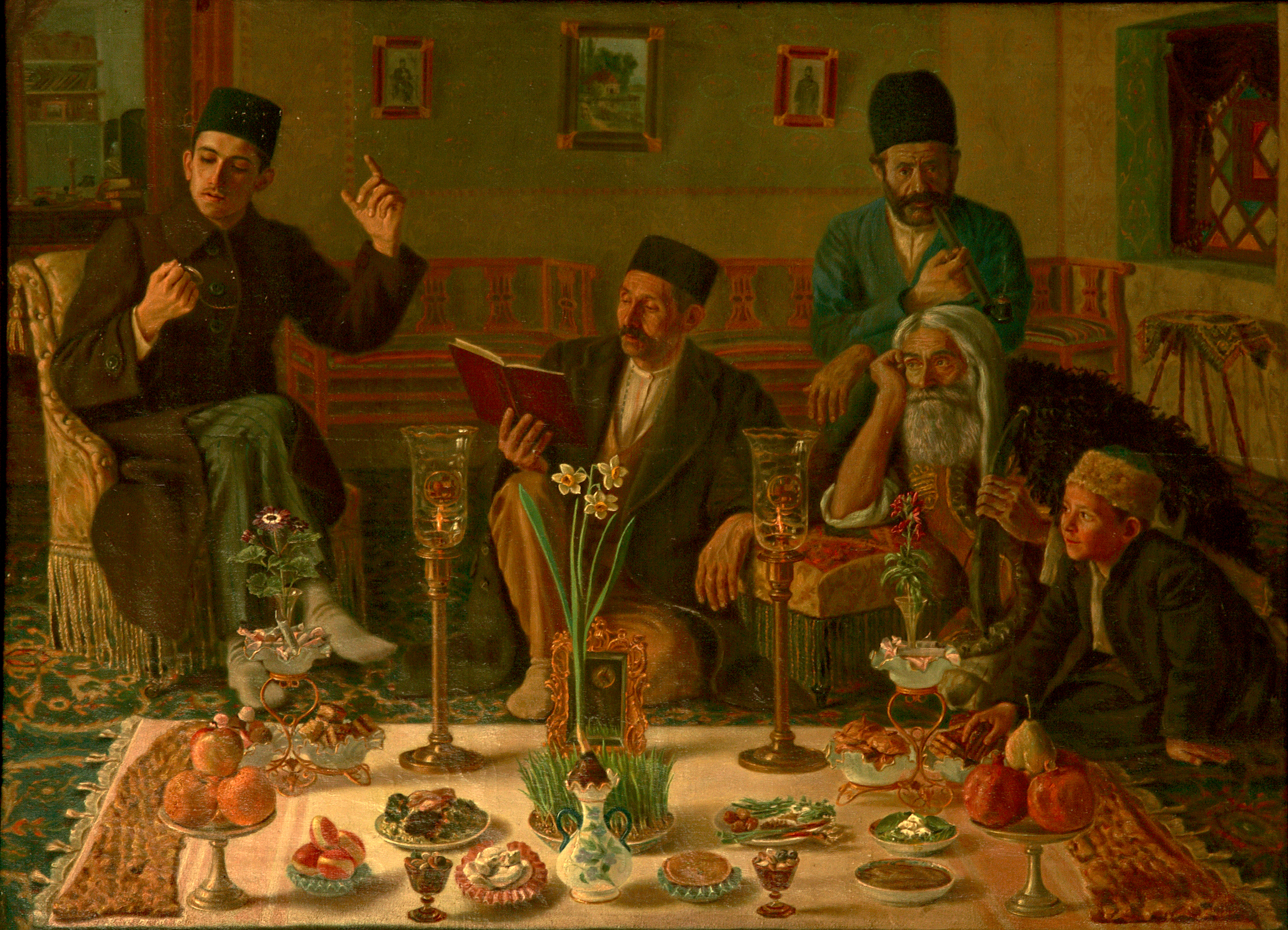
تابلو تحویل سال نو
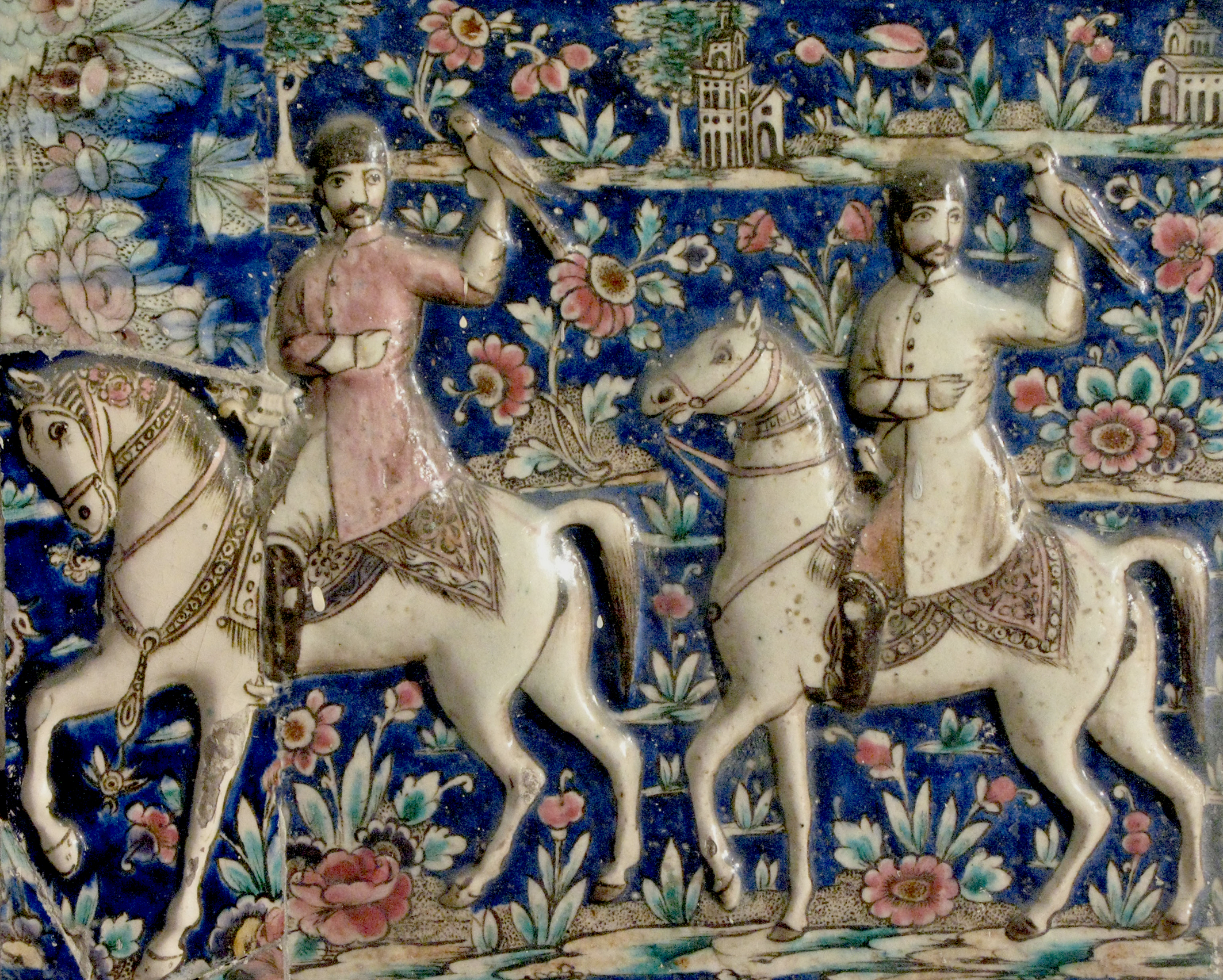
کاشی سرسرای عمارت موزه

### گنجینهٔ نسخ خطی (کتابخانه سلطنتی)
این گنجینه دربردارندهٔ ۳۱۳۷ عنوان نسخهٔ خطی است.

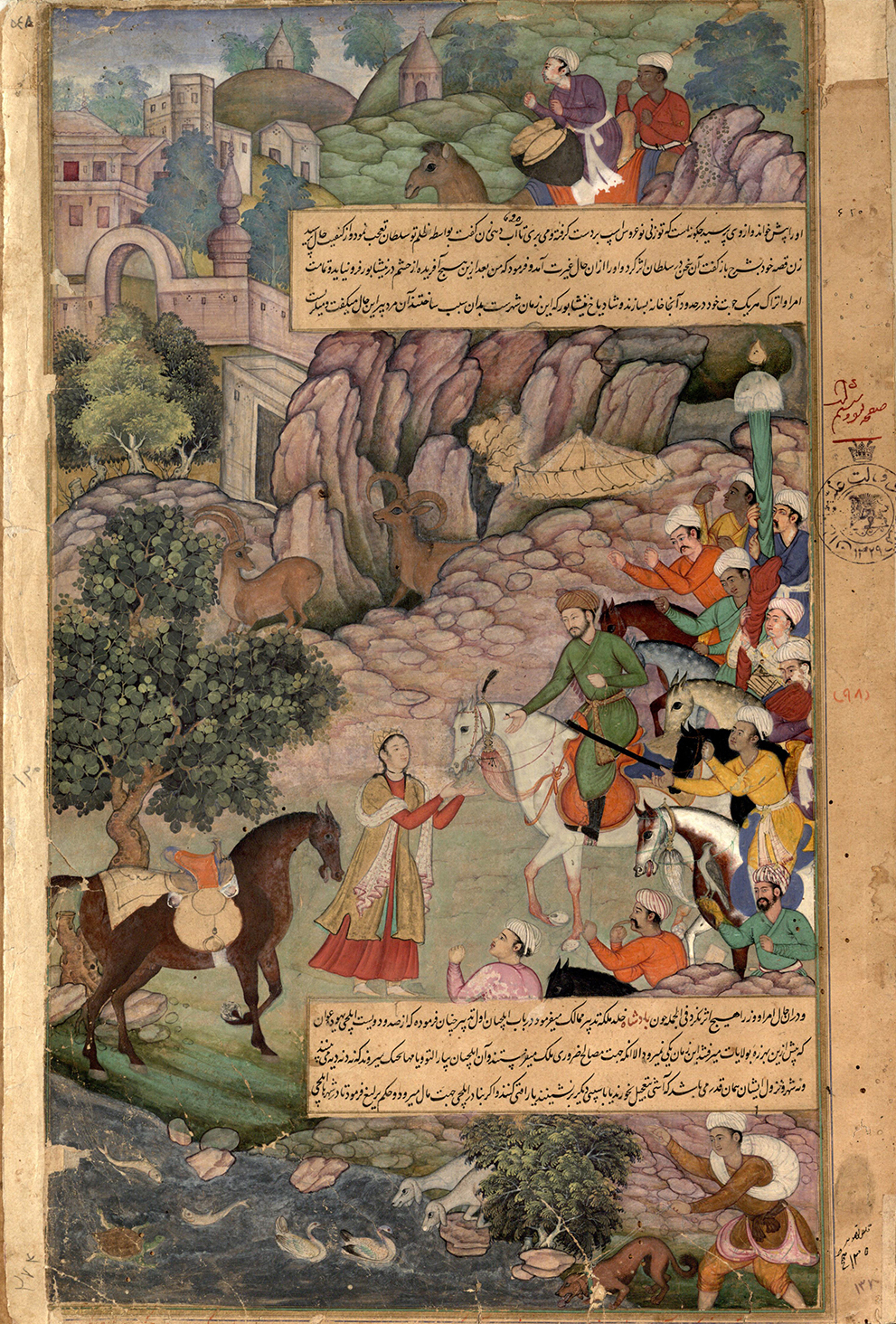
جامع التواریخ رشیدی
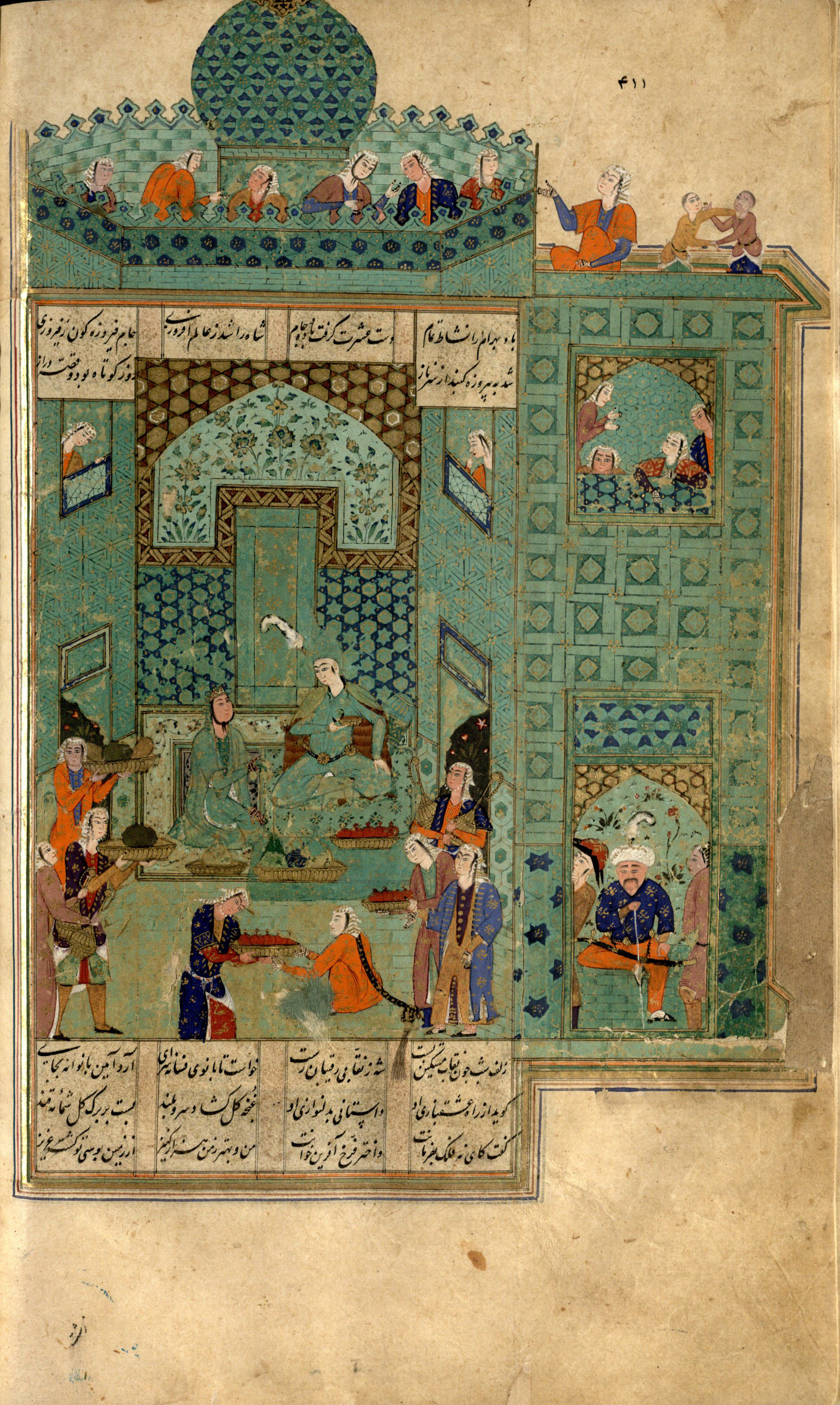
خمسه نظامی
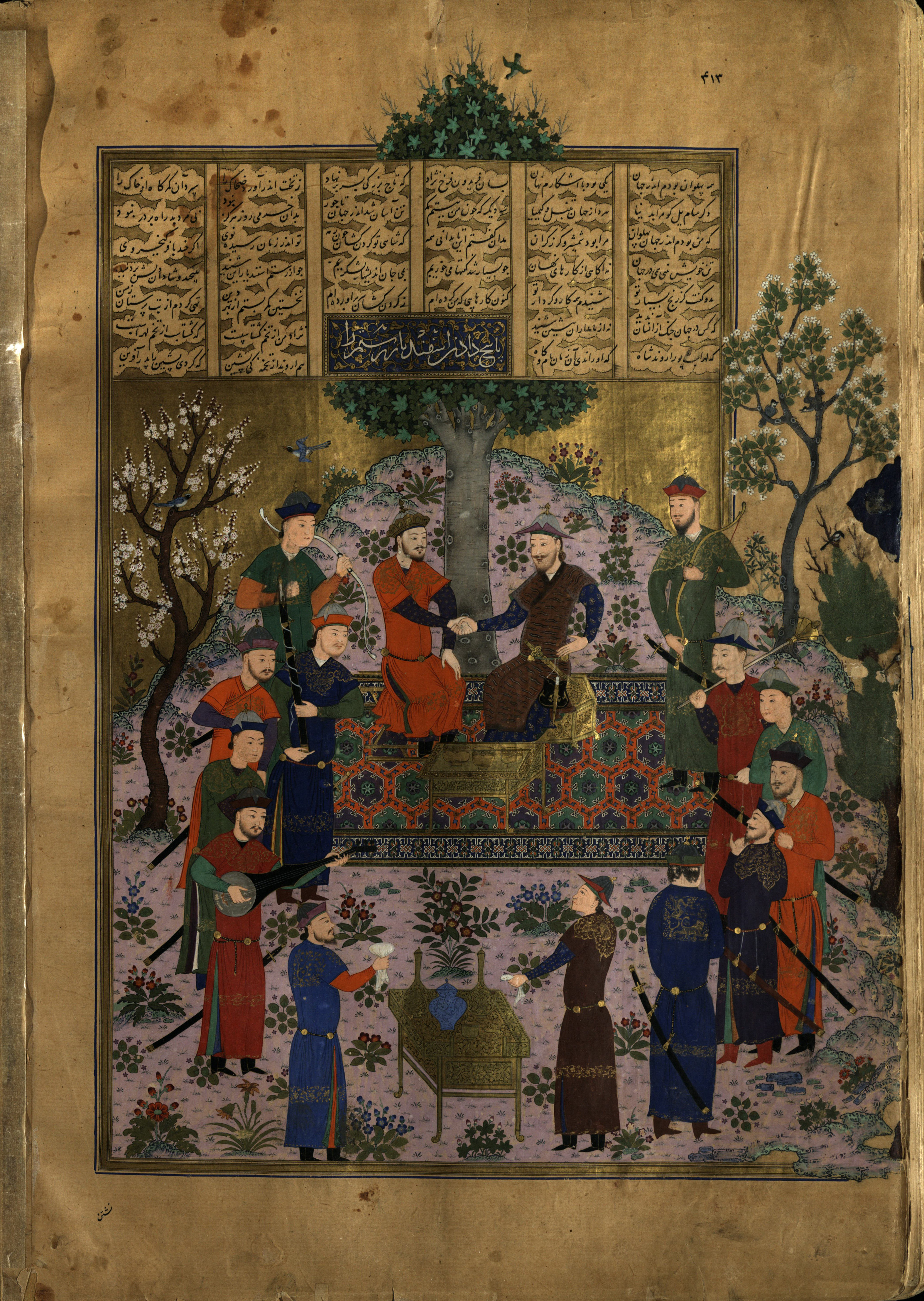
شاهنامه بایسنغری
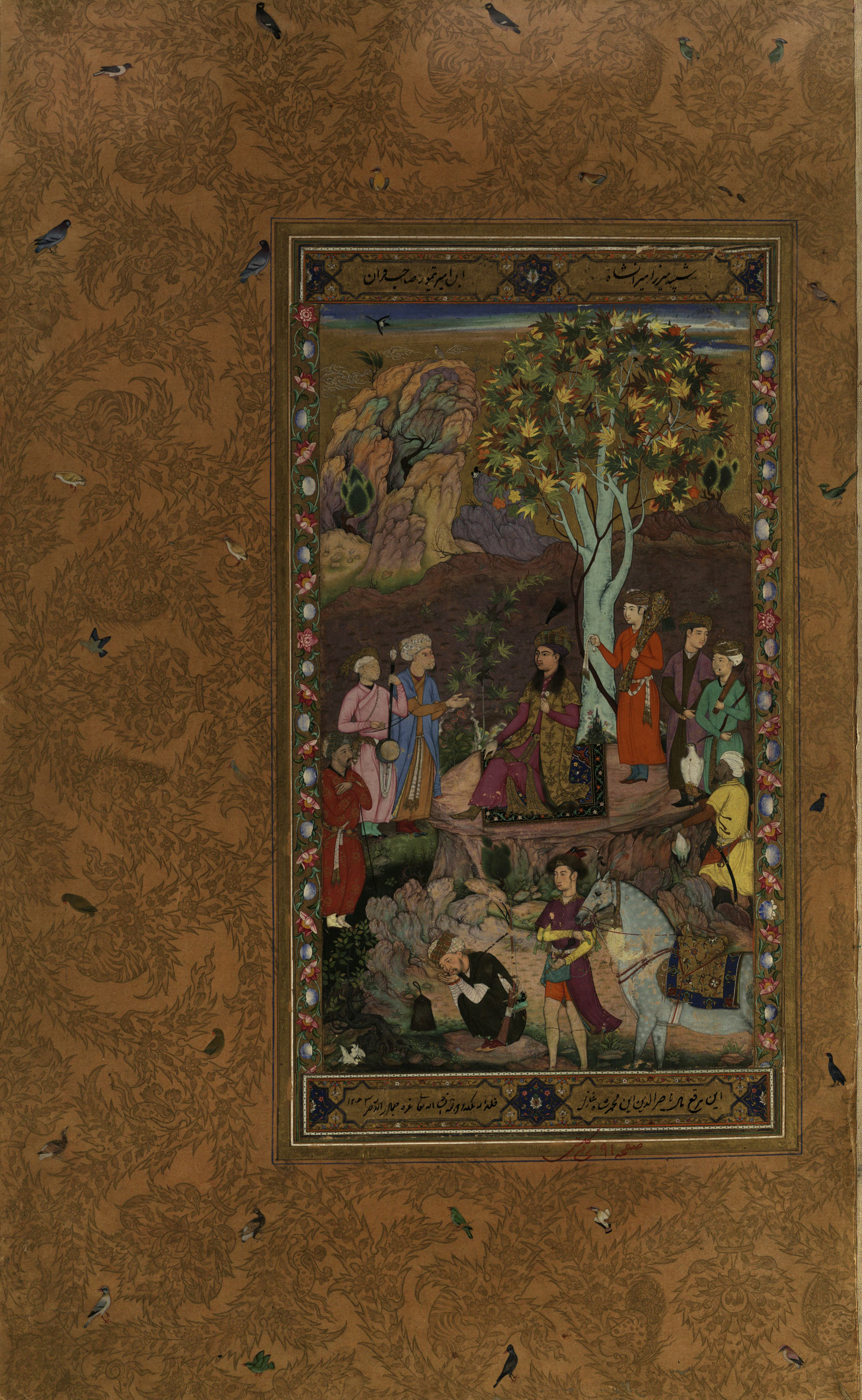
مرقع گلشن
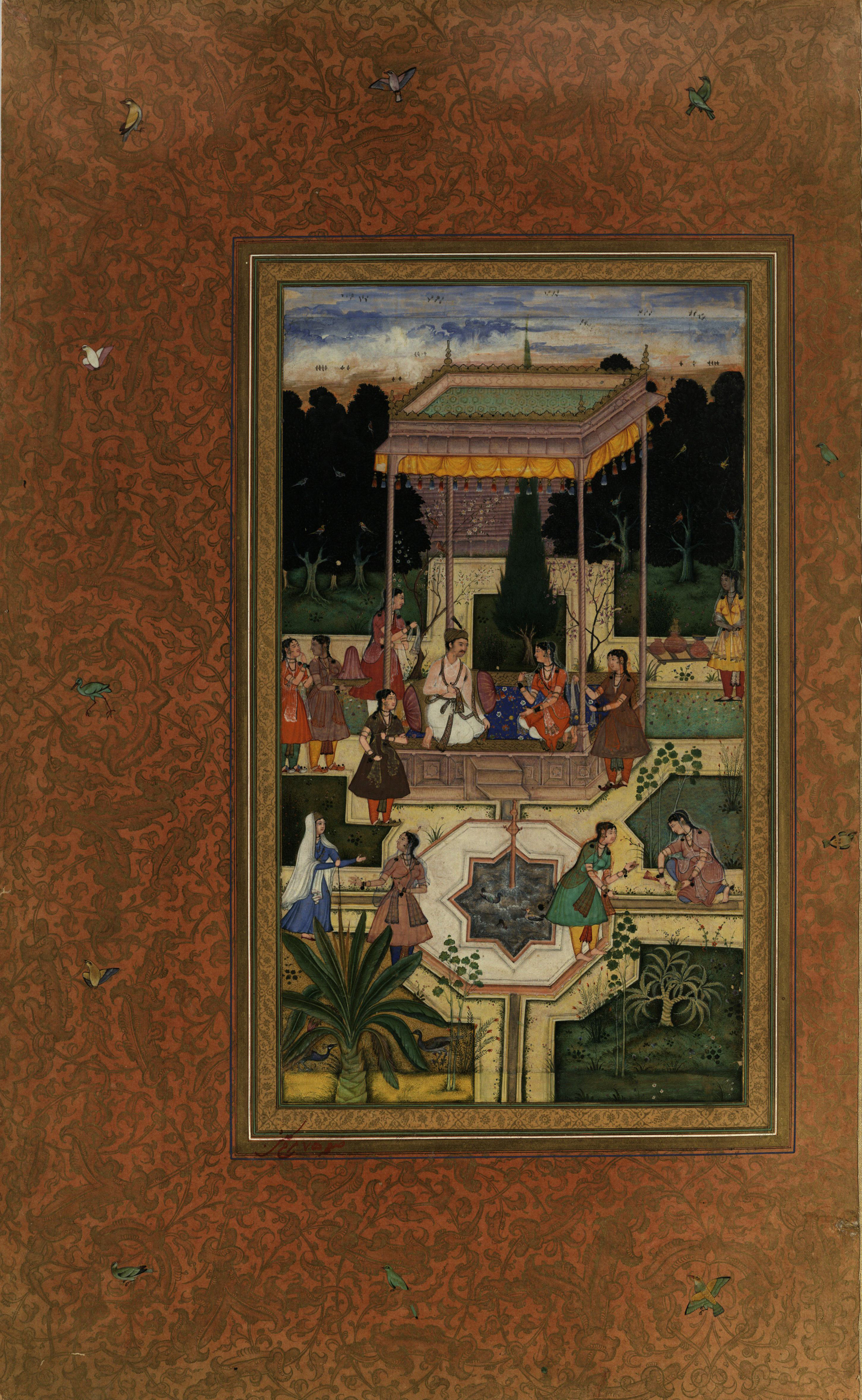
مرقع گلشن

### مرکز اسناد تصویری (آلبوم‌خانه)

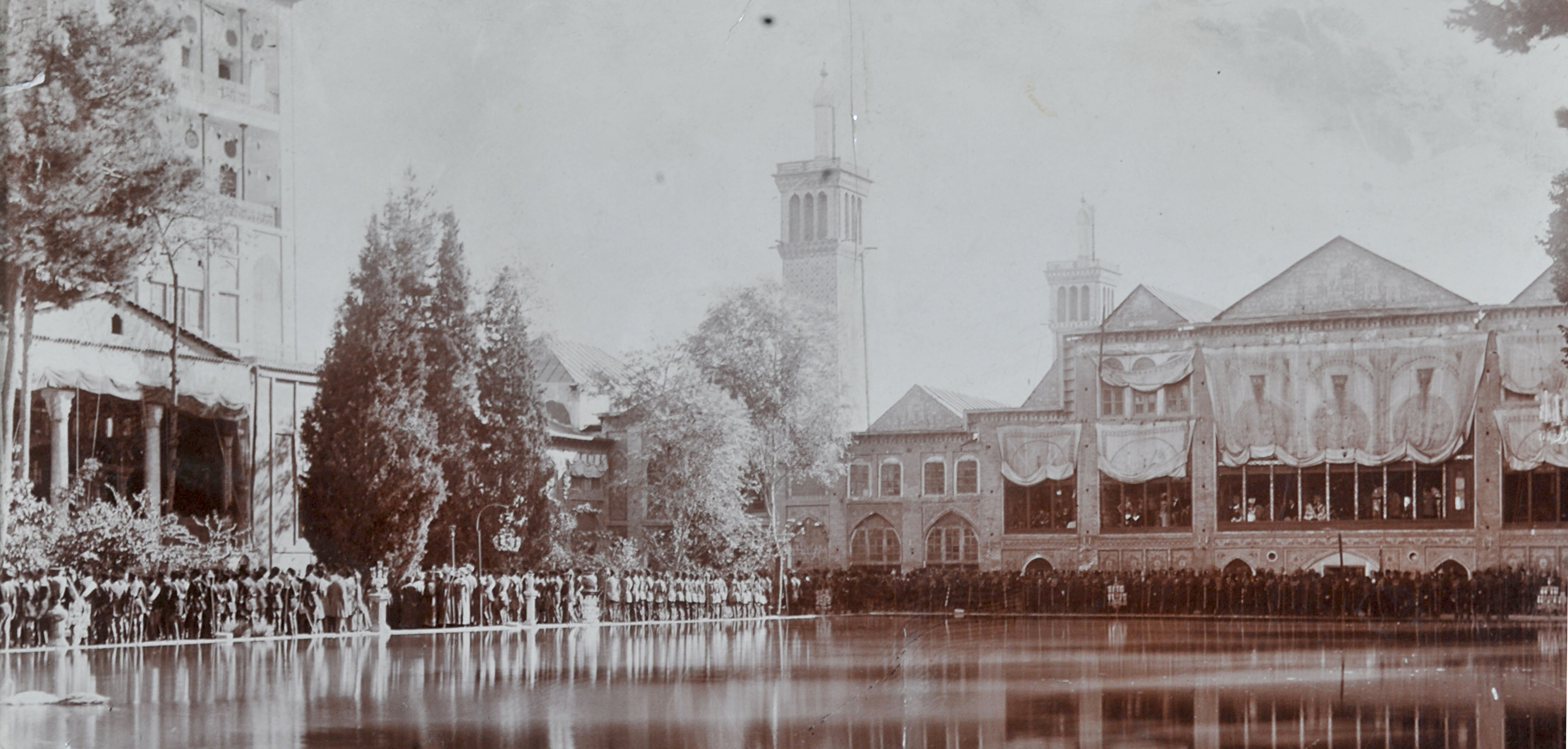
مراسم سلام در کاخ گلستان

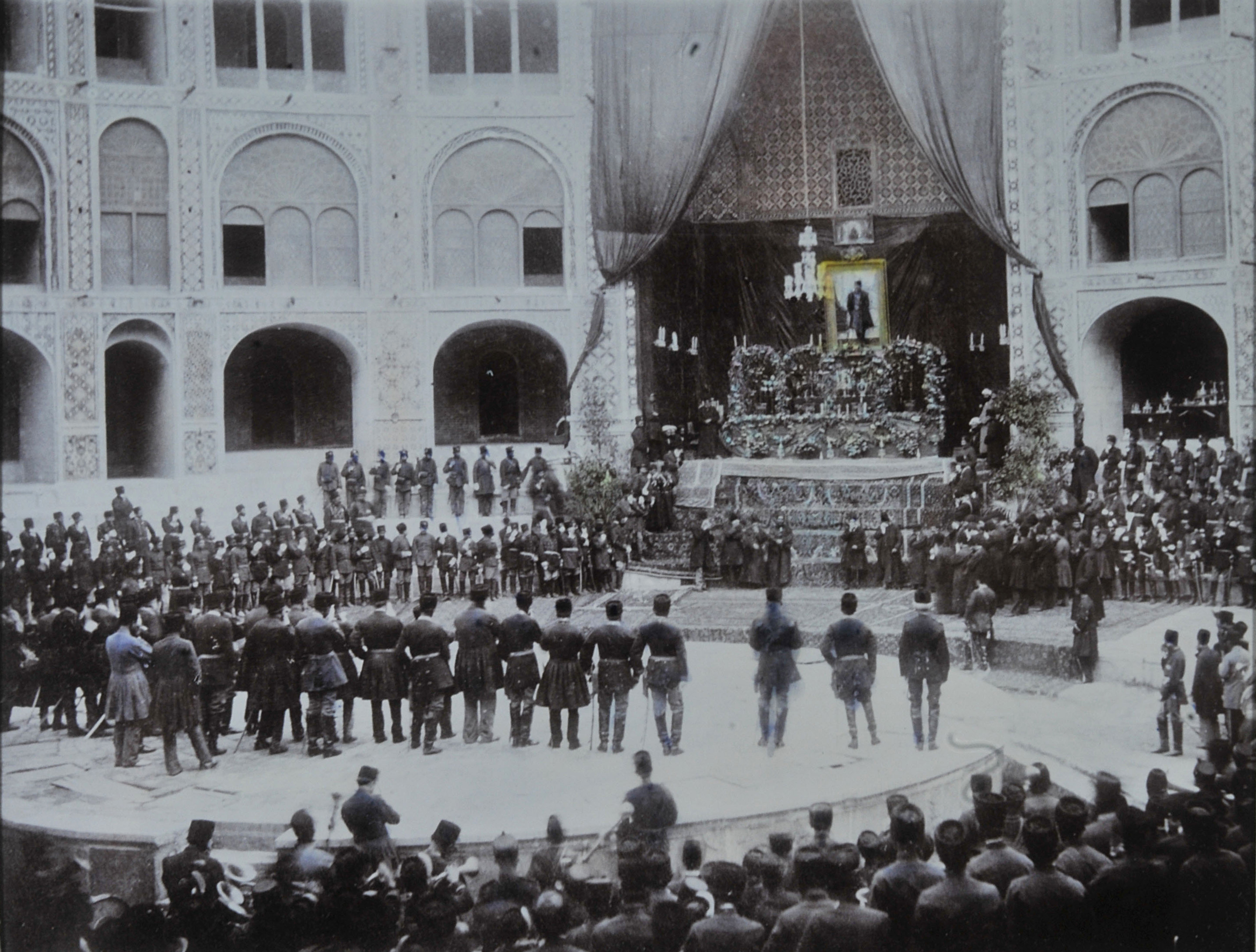
تکیه دولت
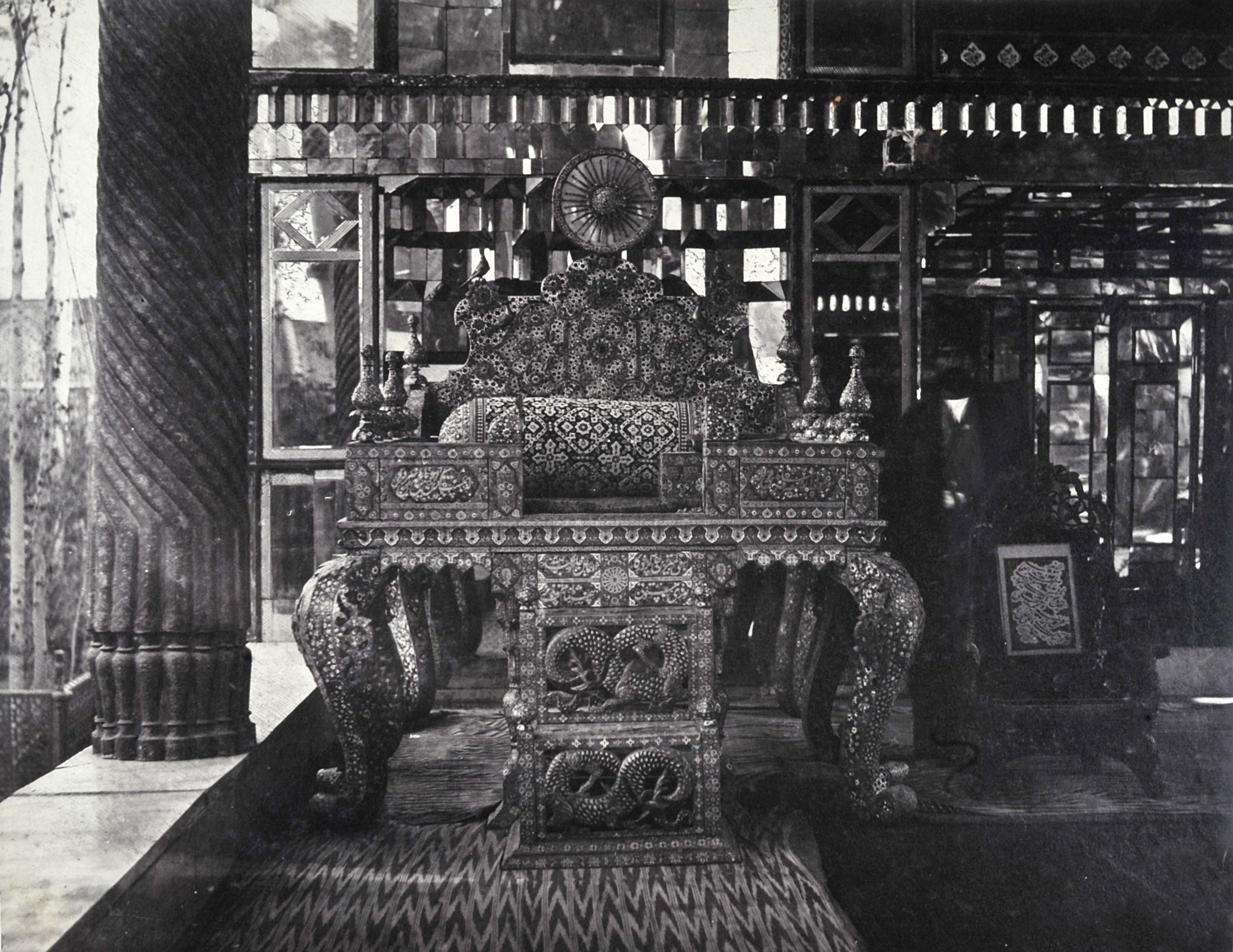
تخت خورشید در تالار گلستان
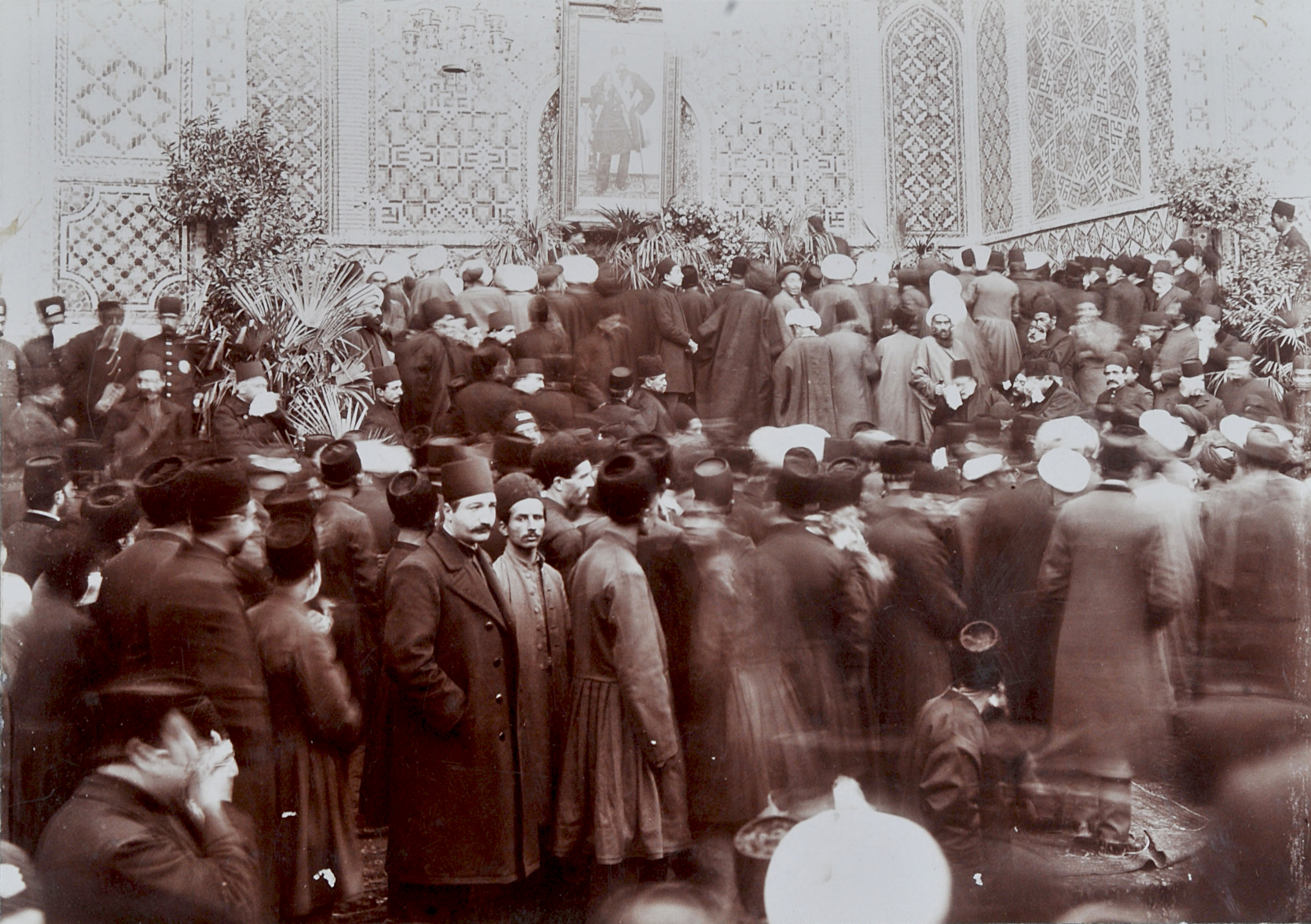
تکیه دولت
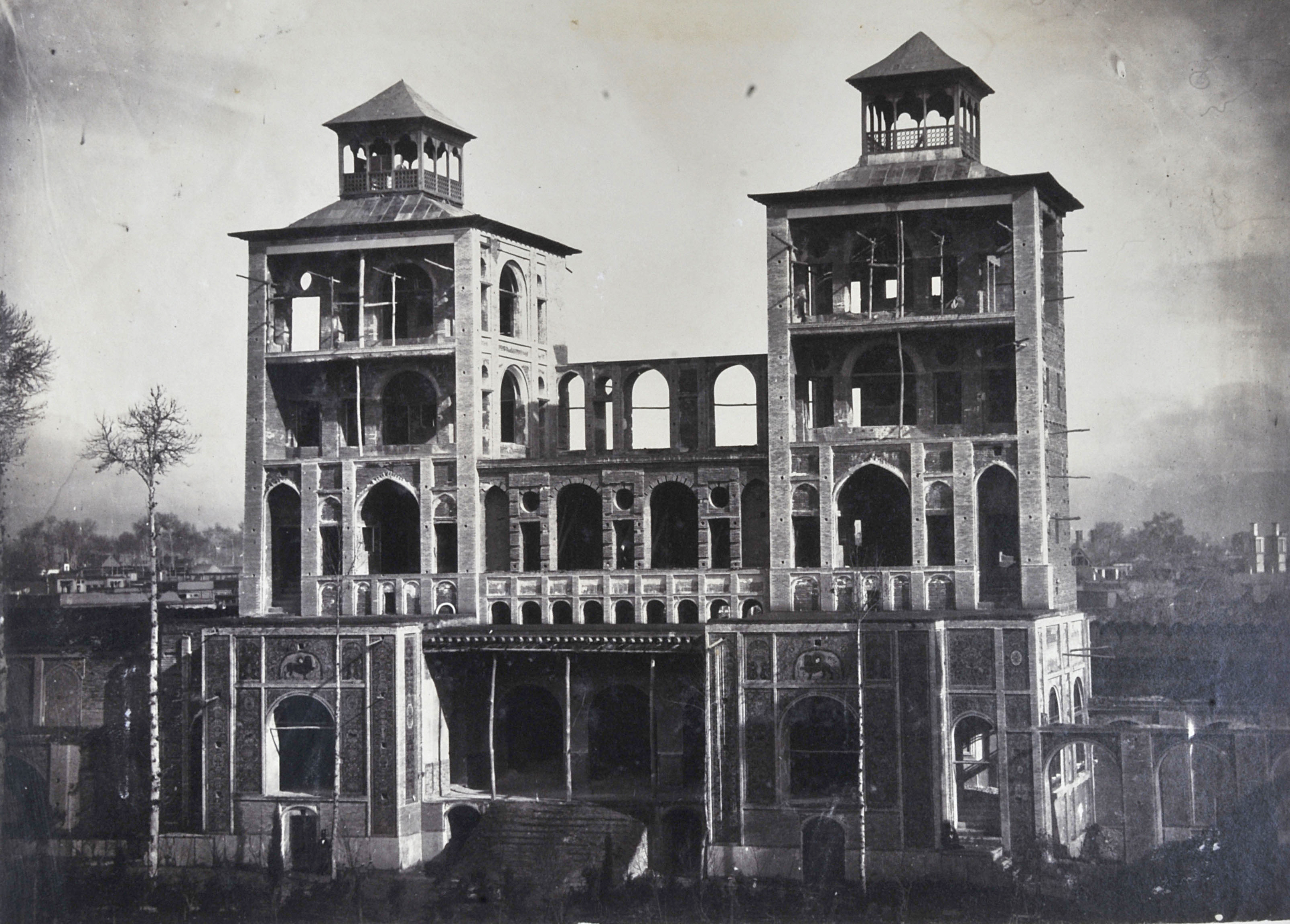
شمس العماره در حال ساخت
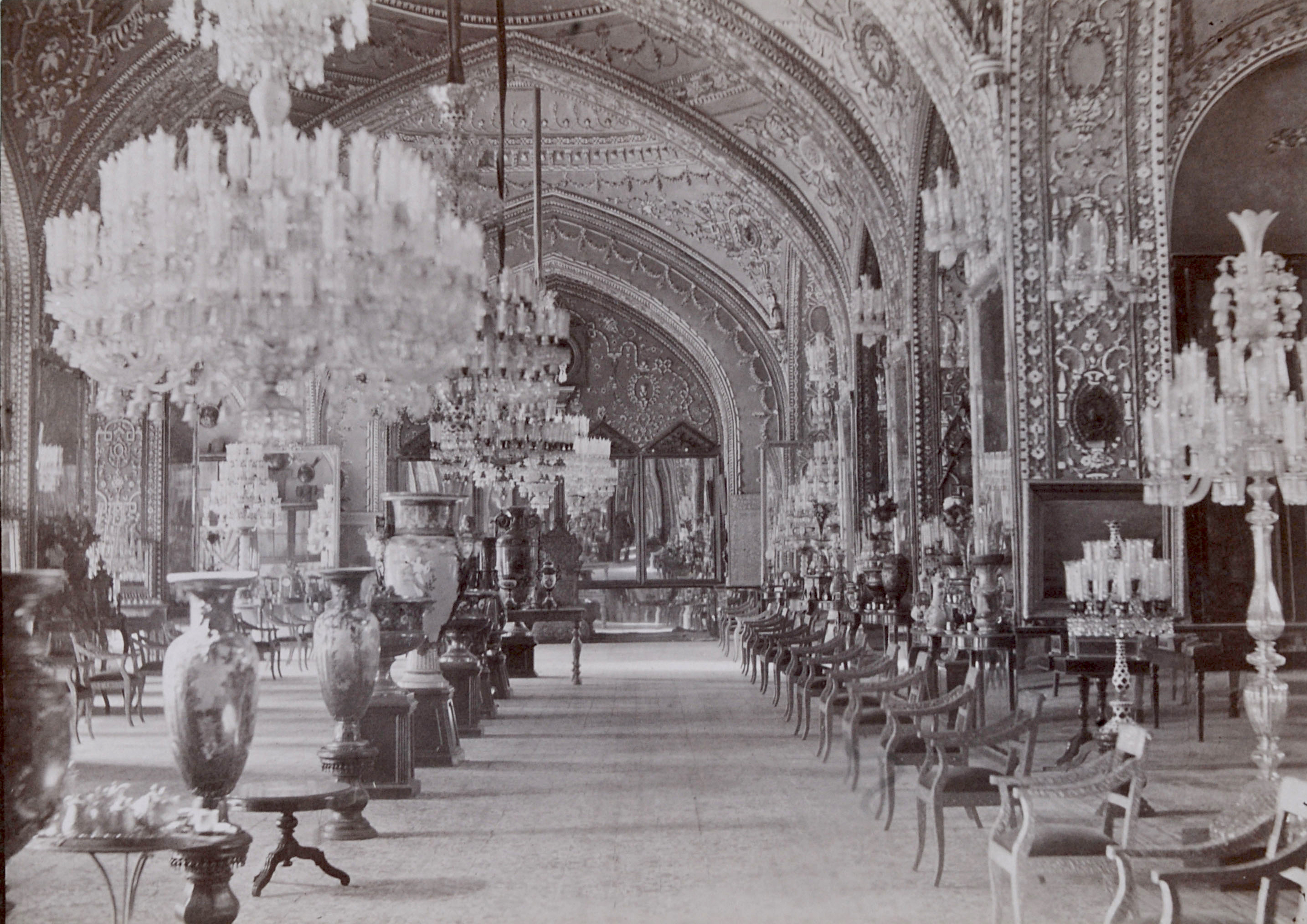
اتاق موزه همایونی
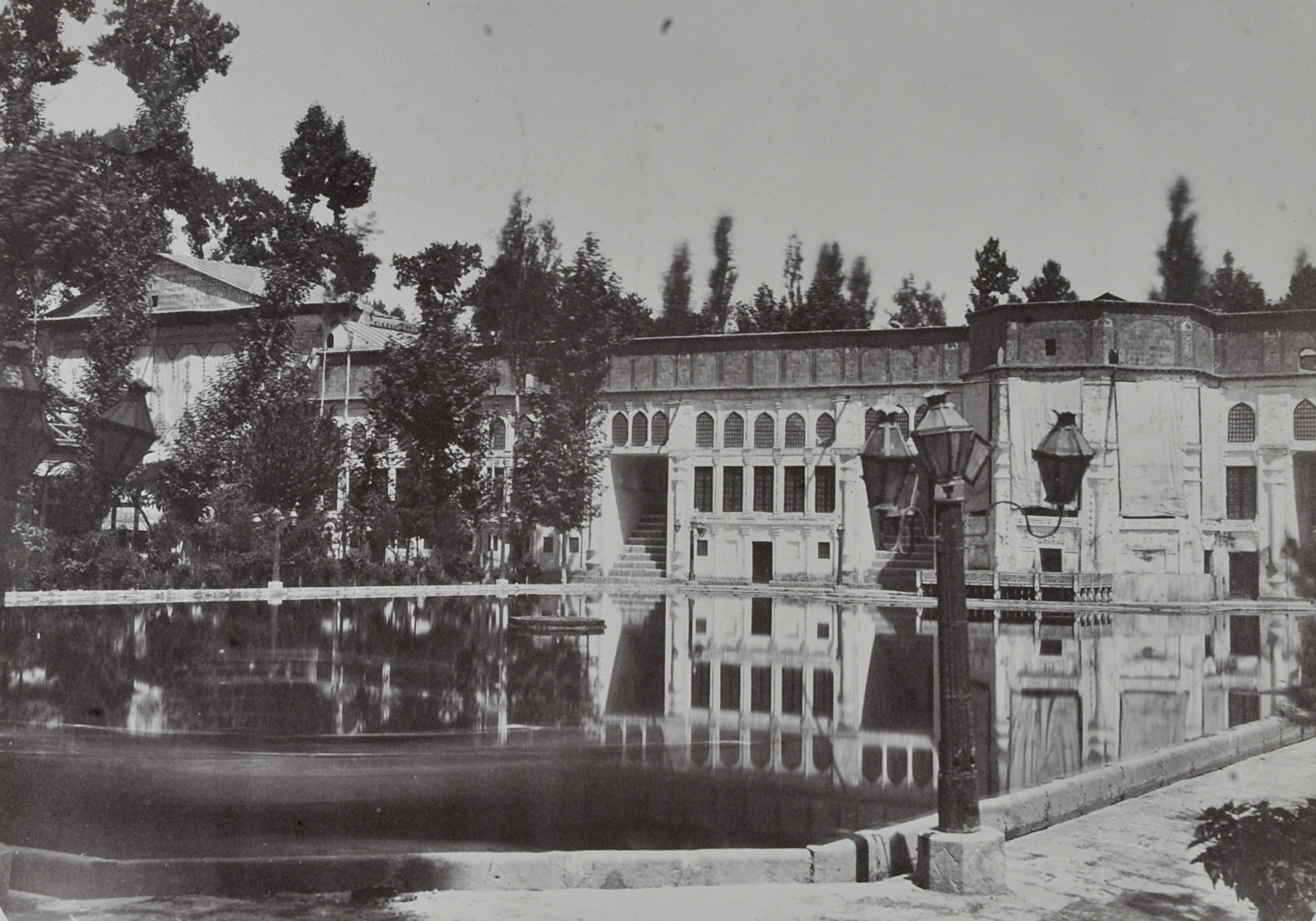
عمارت خروجی
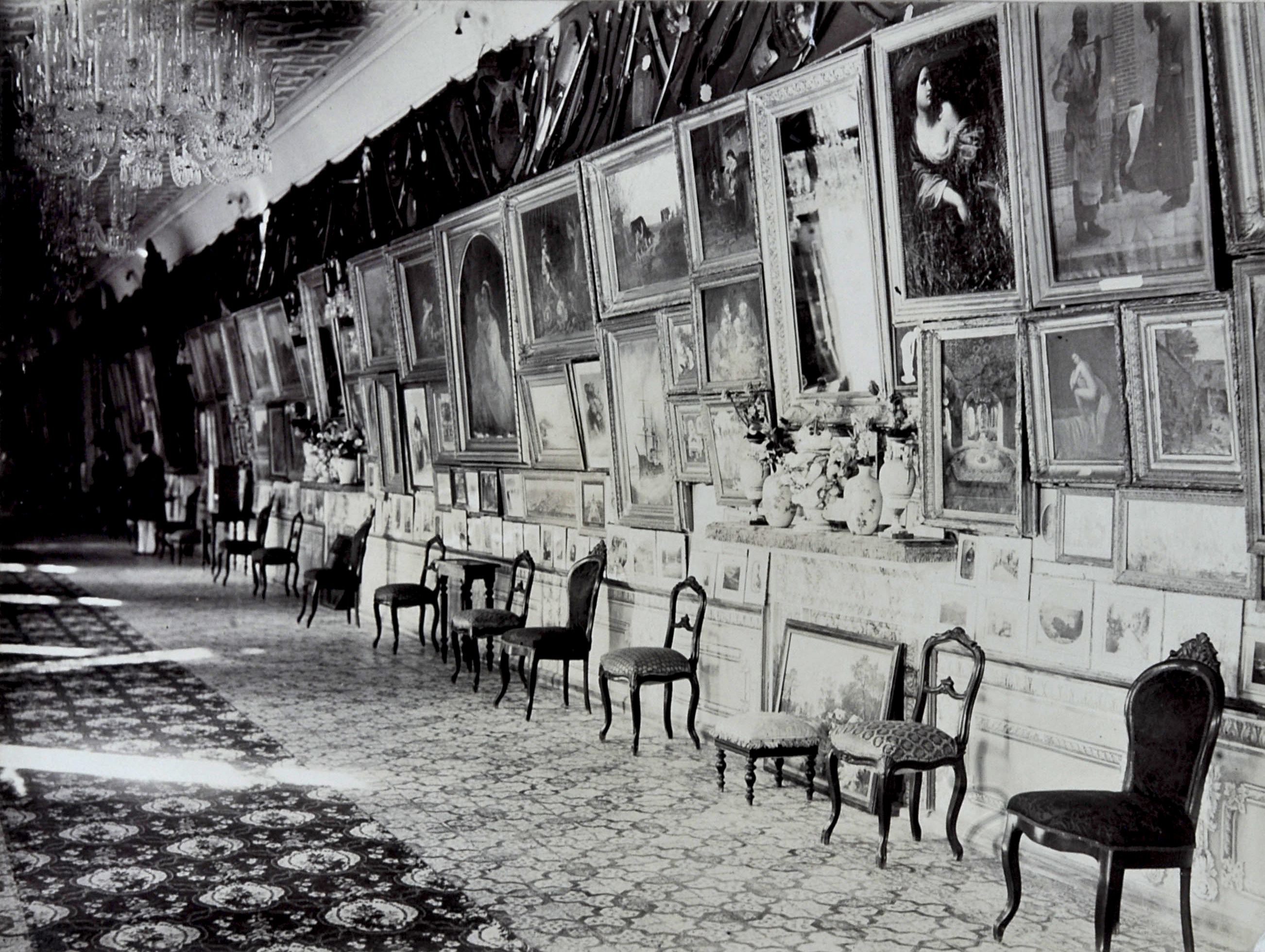
عمارت گالری
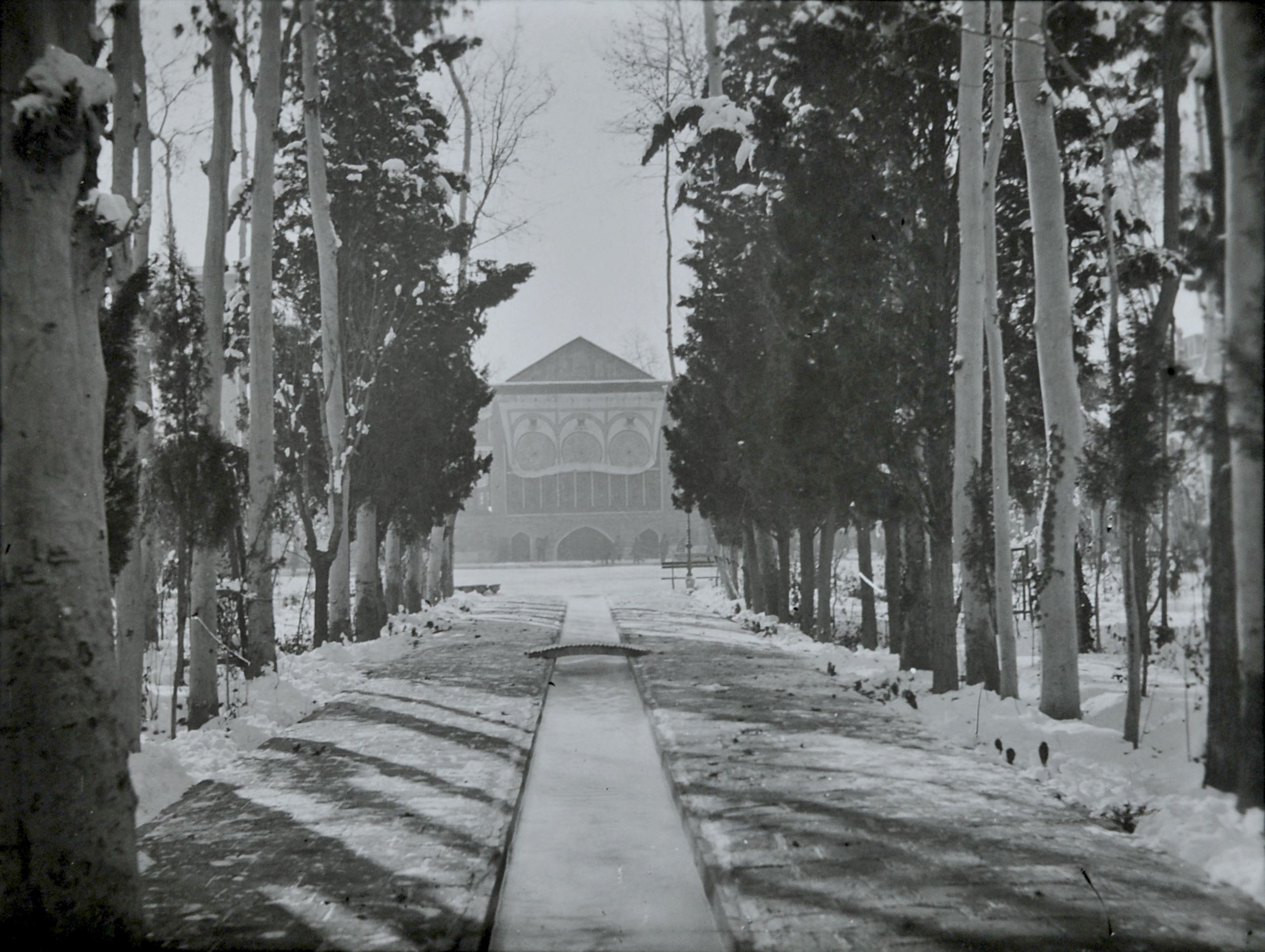
دورنمای عمارت بادگیر
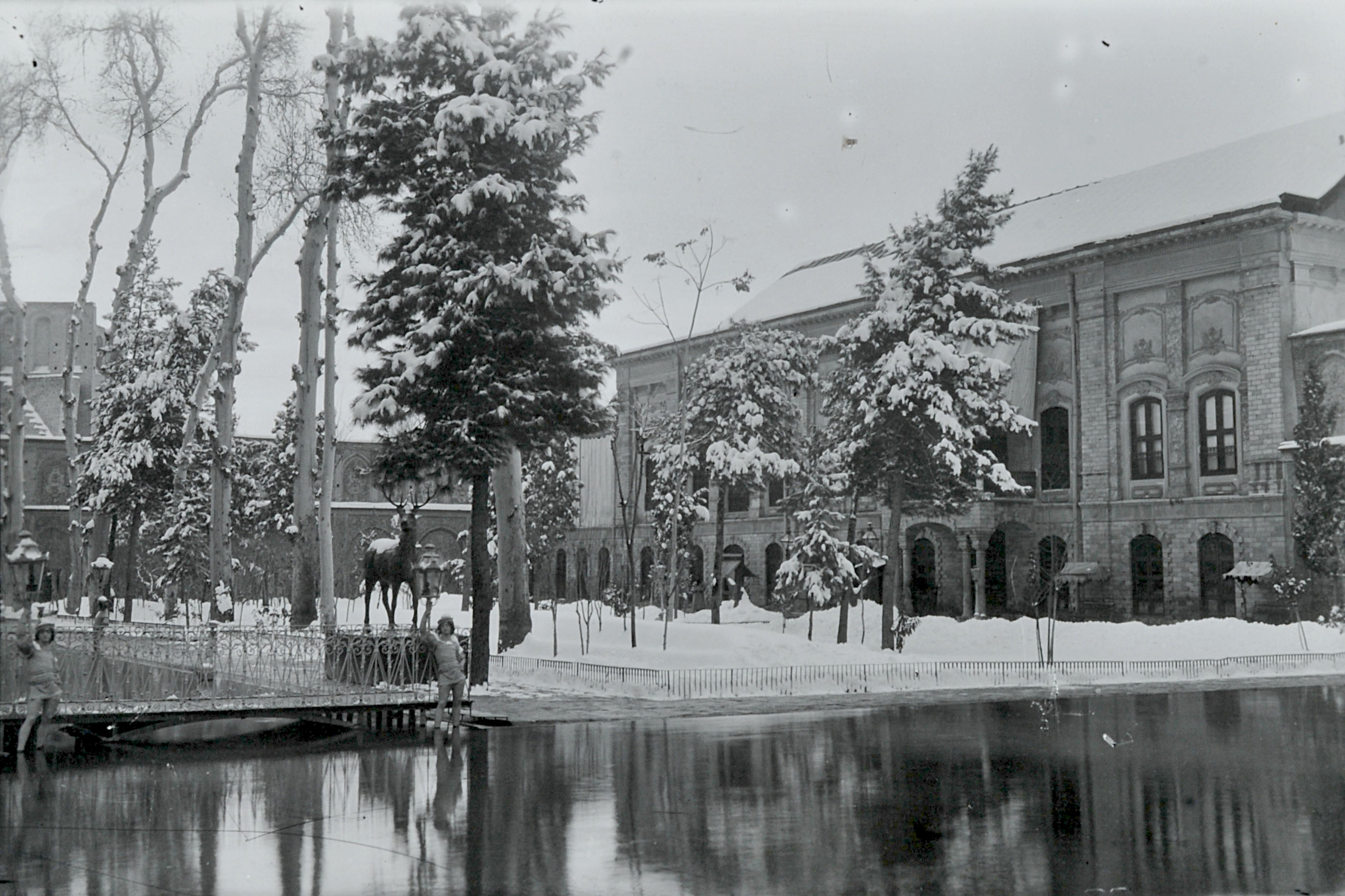
قصر ابیض
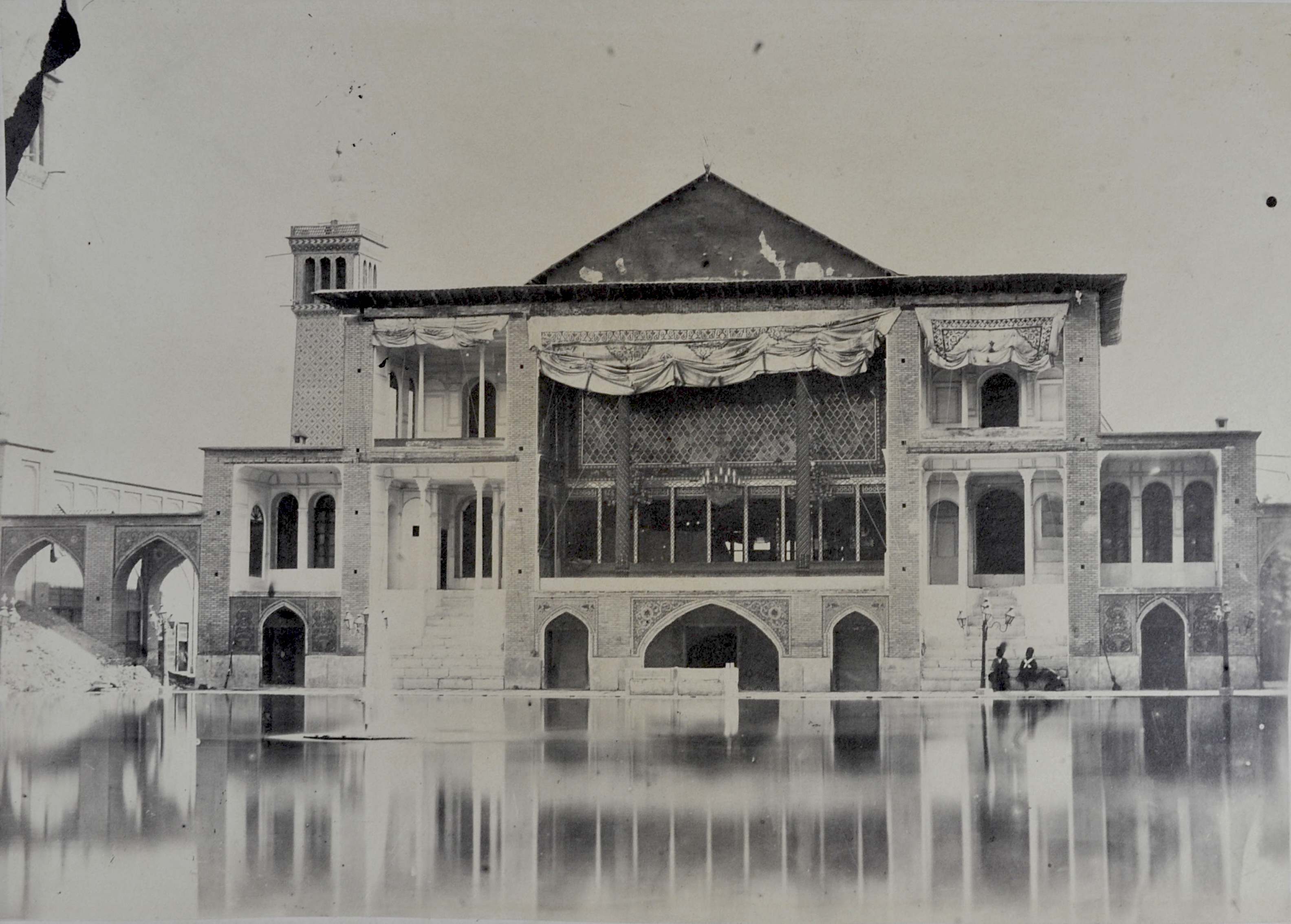
عمارت بادگیر

## سراسرنماها

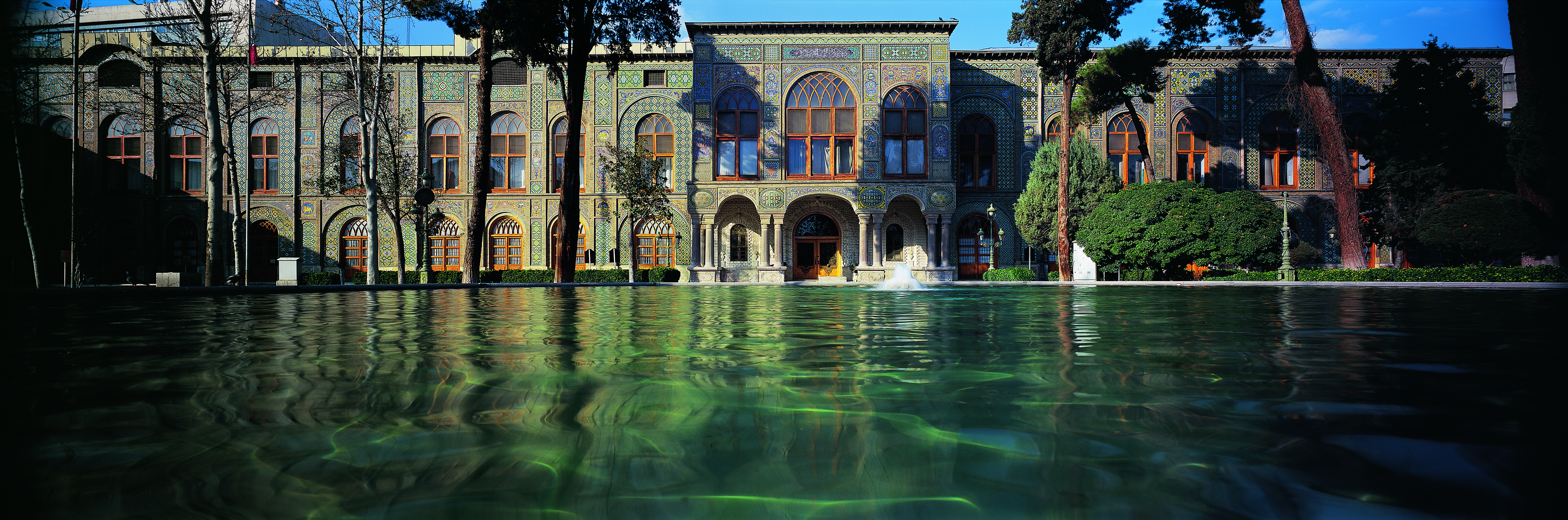
نمای بیرونی عمارت موزه مبارکه

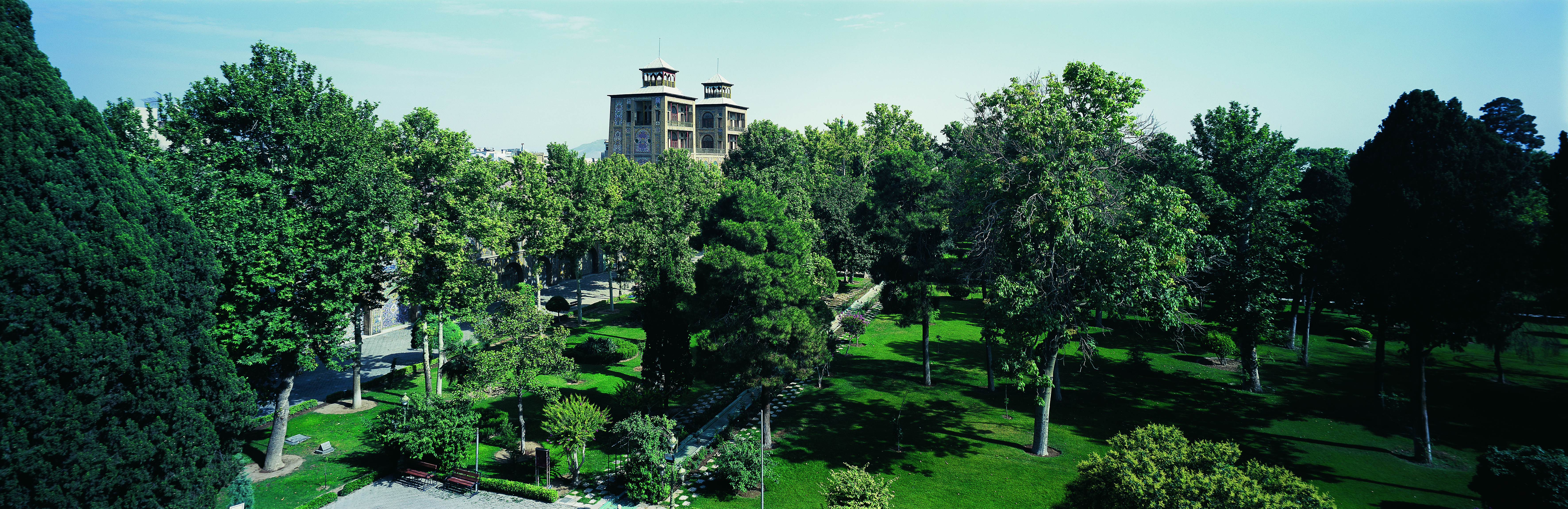
نمای باغ گلستان

تالار ظروف

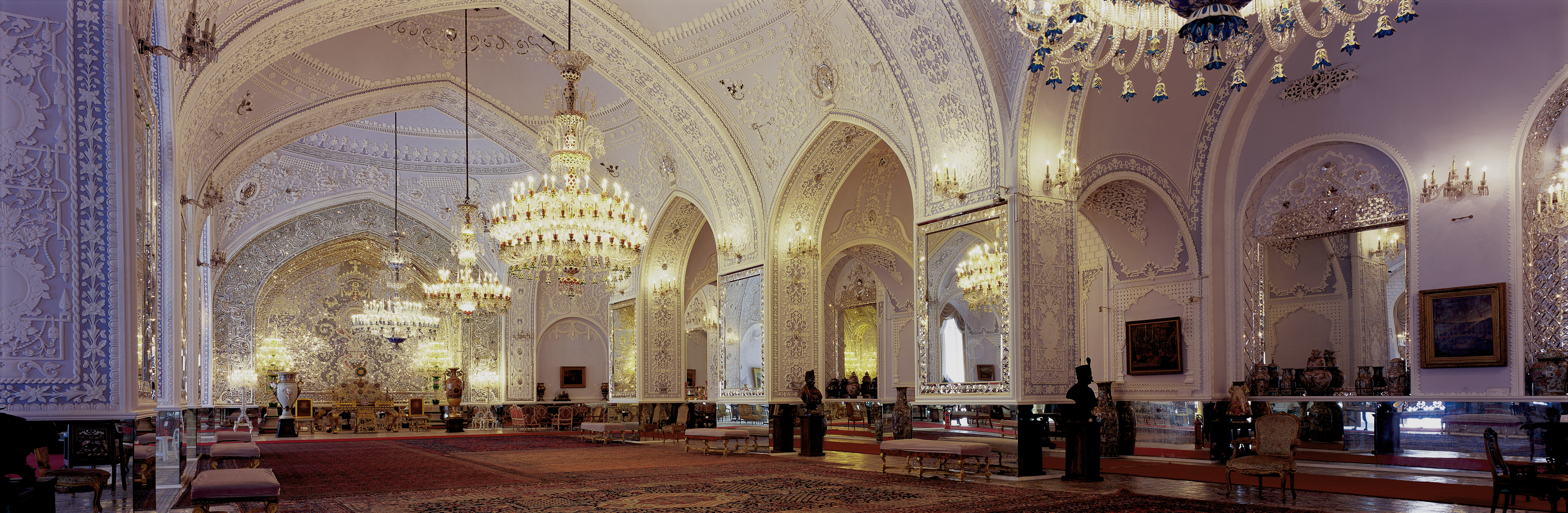
تالار سلام (تاجگذاری)

## تور مجازی کاخ گلستان

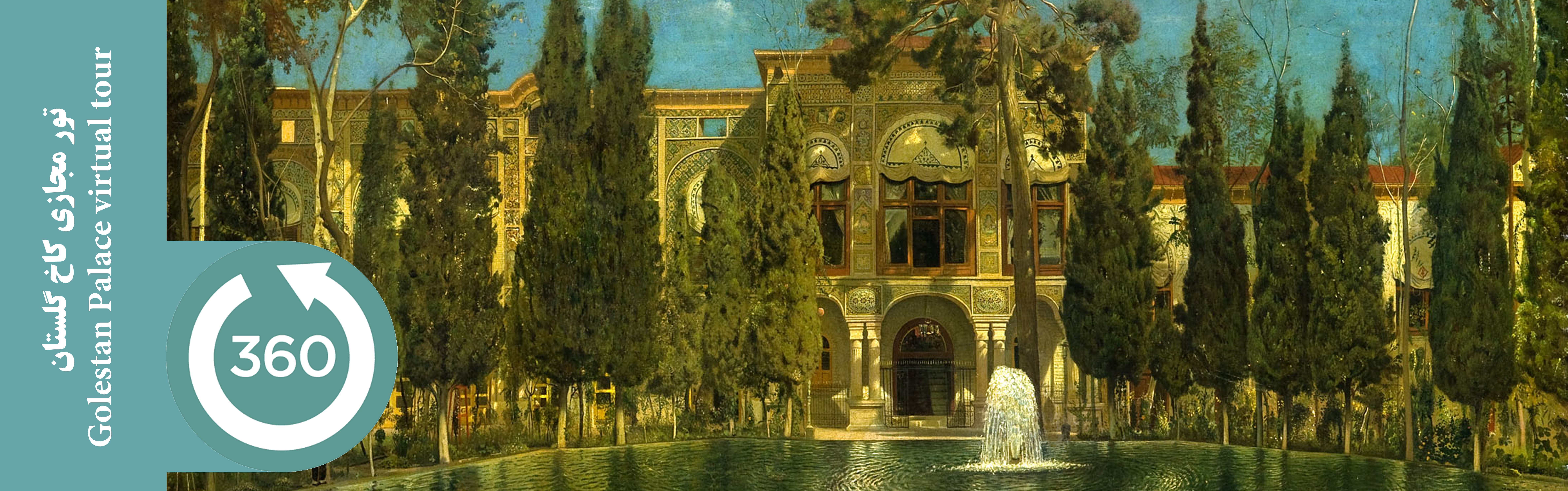
تور مجازی کاخ گلستان [https://www.golestanpalace.ir/تور-مجازی (اینجا کلیک کنید)

## نقشهٔ راهنمای کاخ گلستان

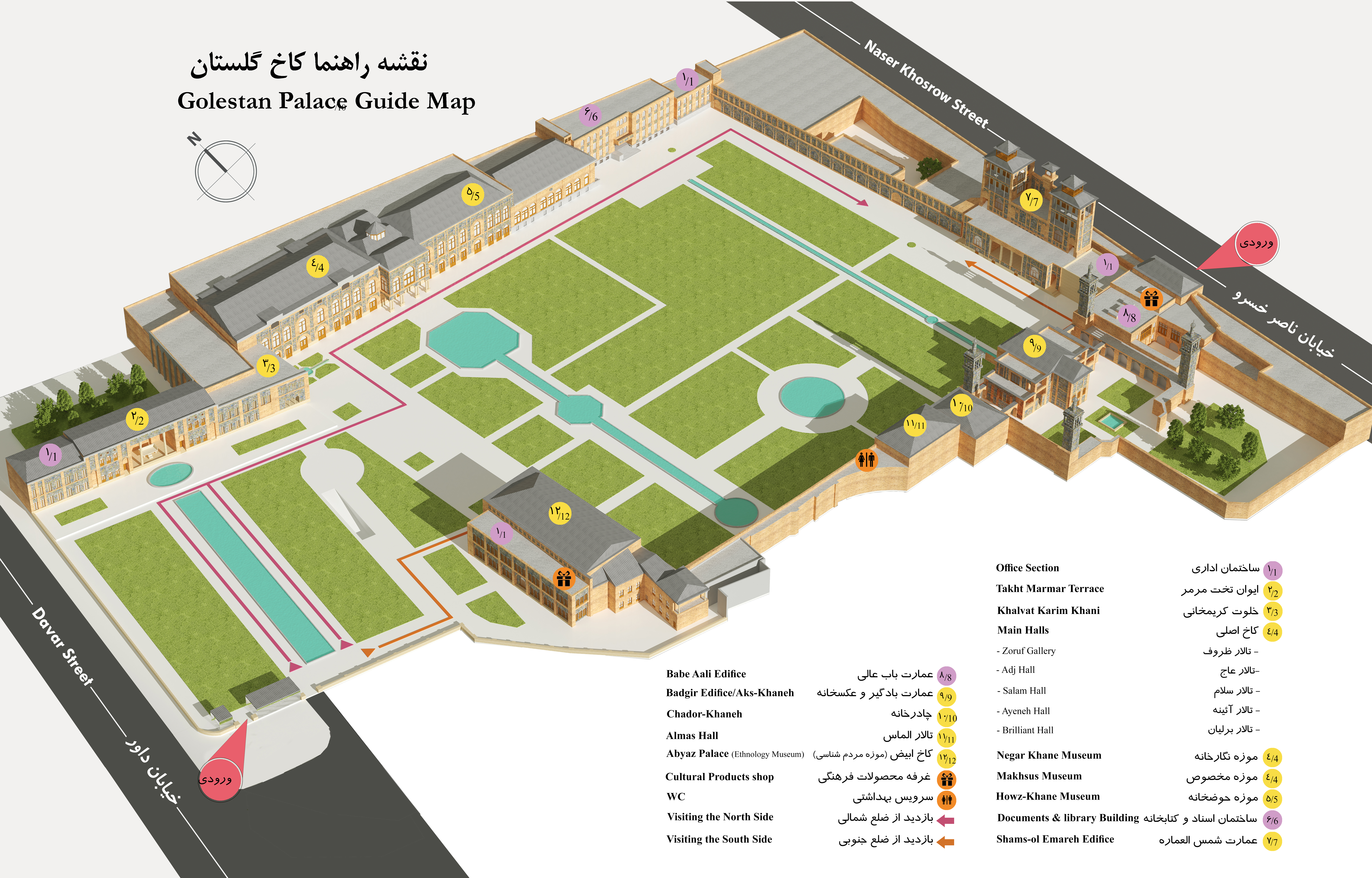
نقشه راهنمای کاخ گلستان. طراحی و ترسیم: دفتر فنی کاخ گلستان

### مرکز اسناد تاریخی

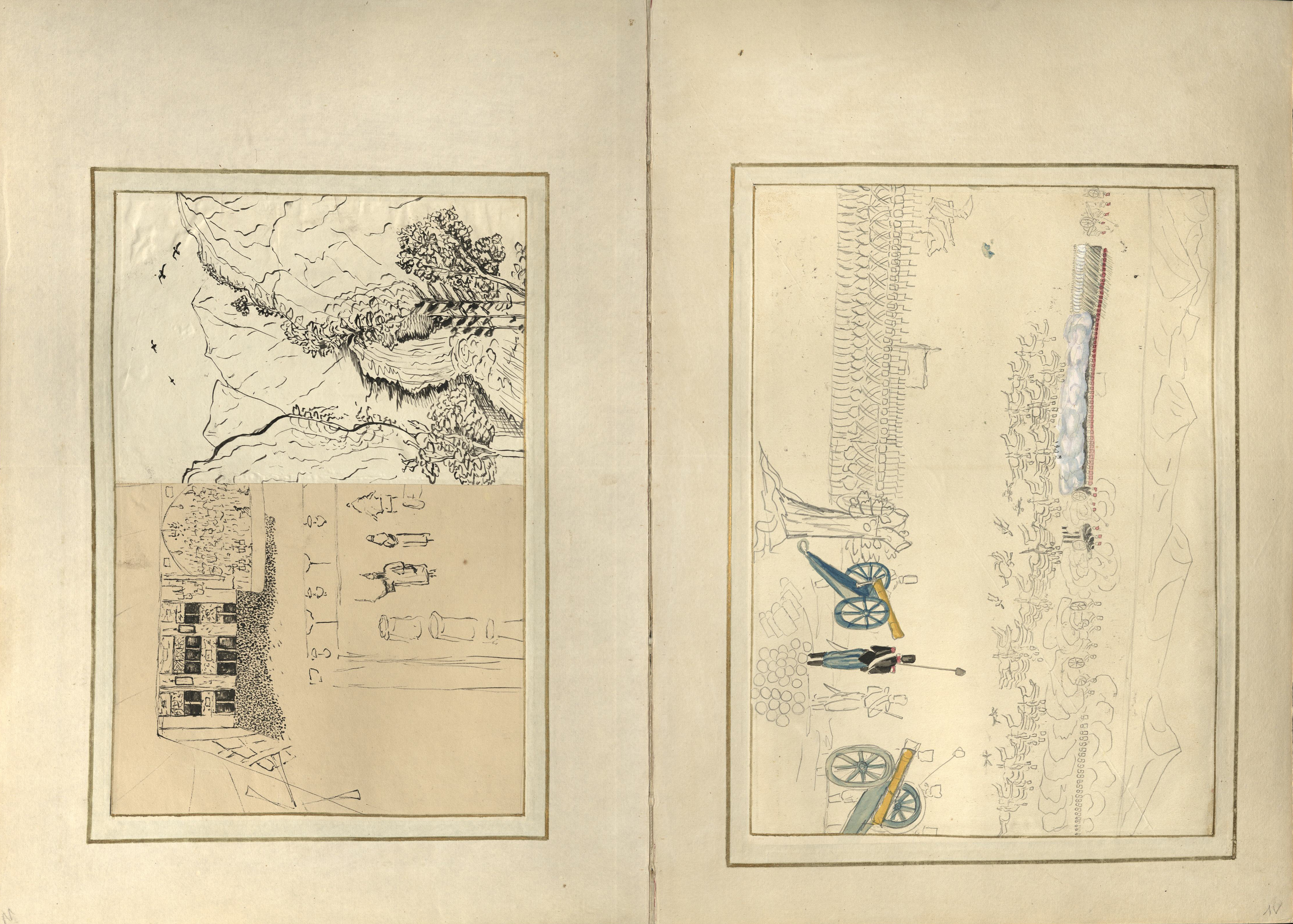
طراحی‌های ناصرالدین شاه
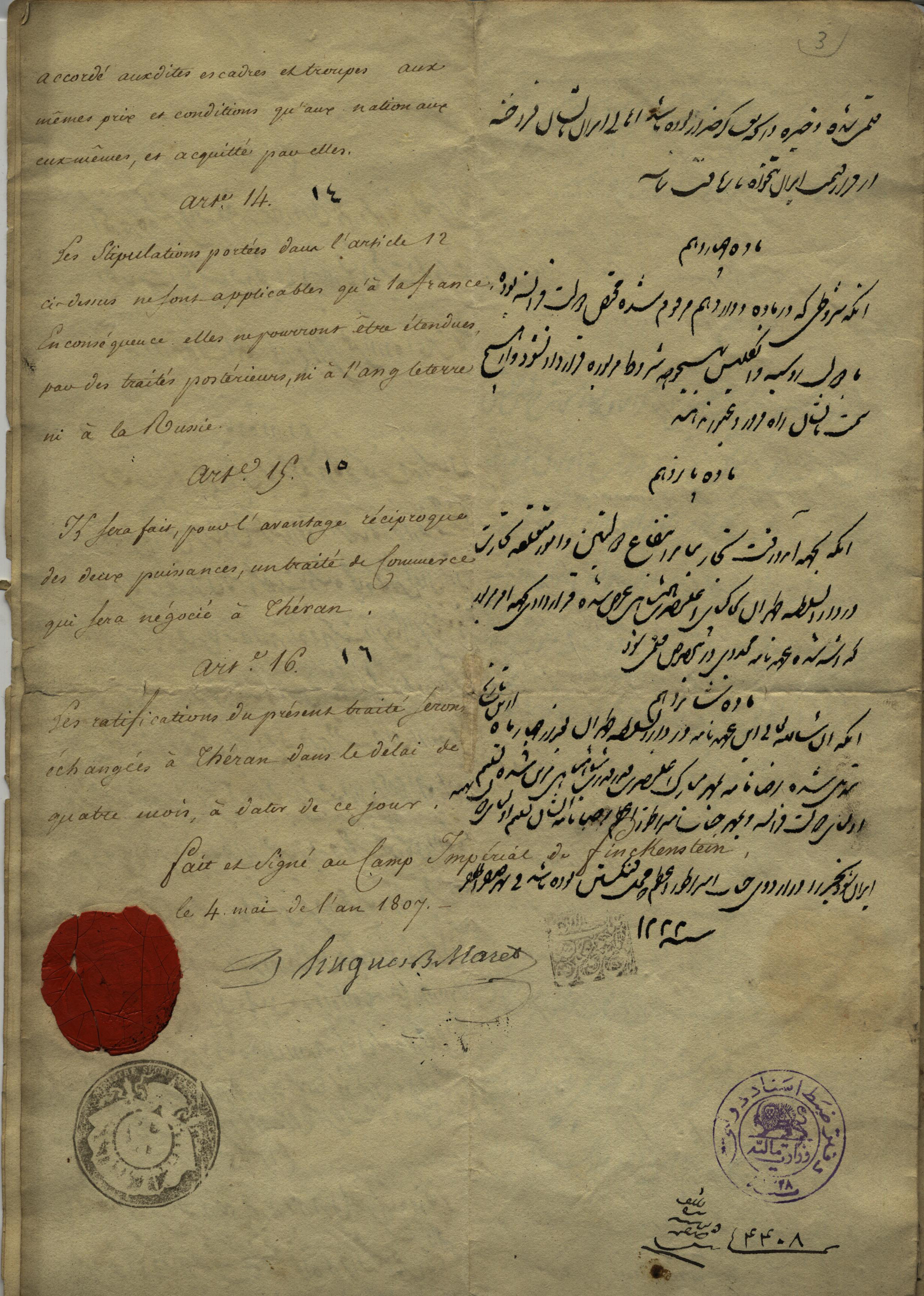
معاهده فین کنشتاین
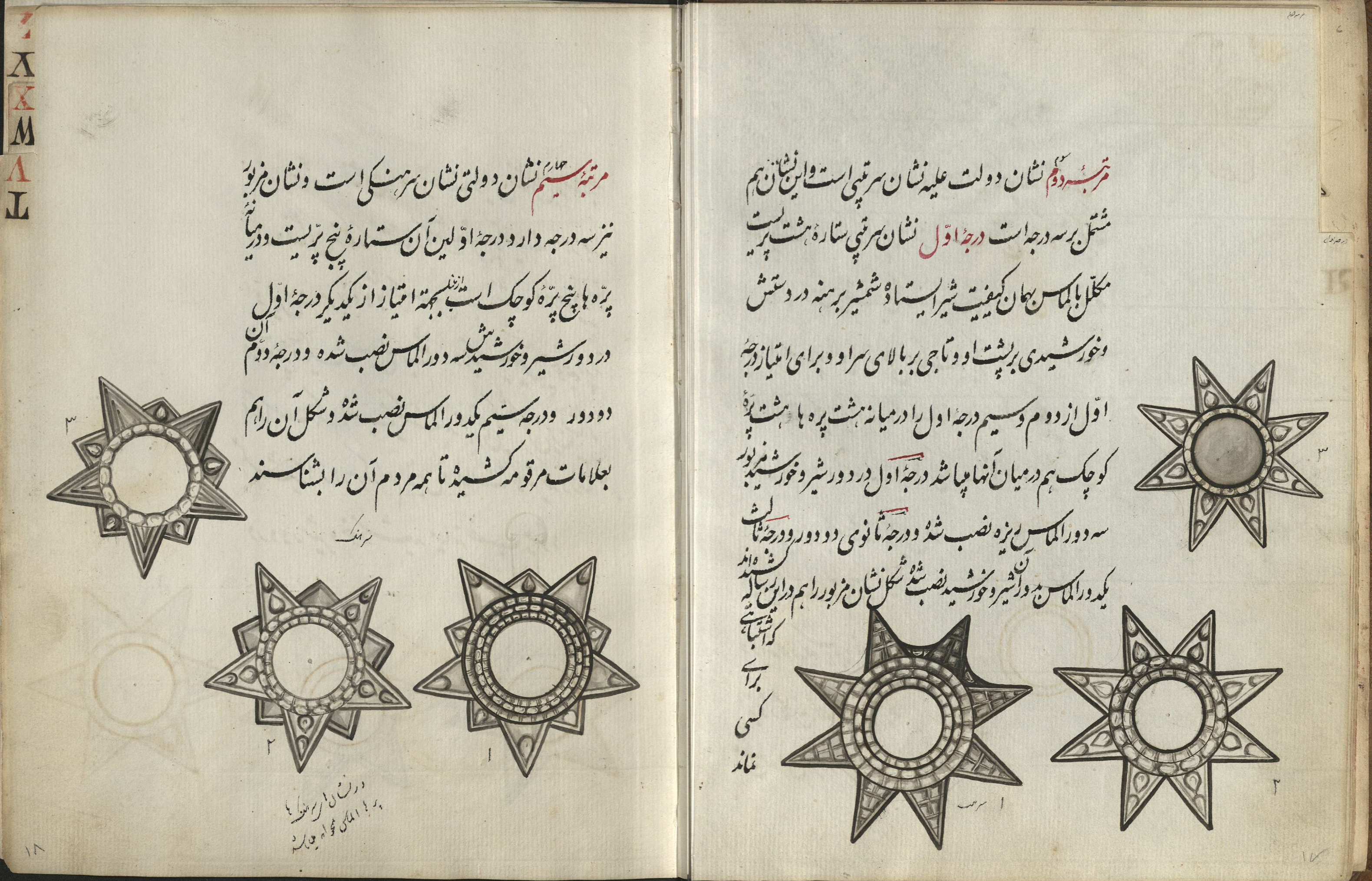
نظام‌نامه اعطای نشان
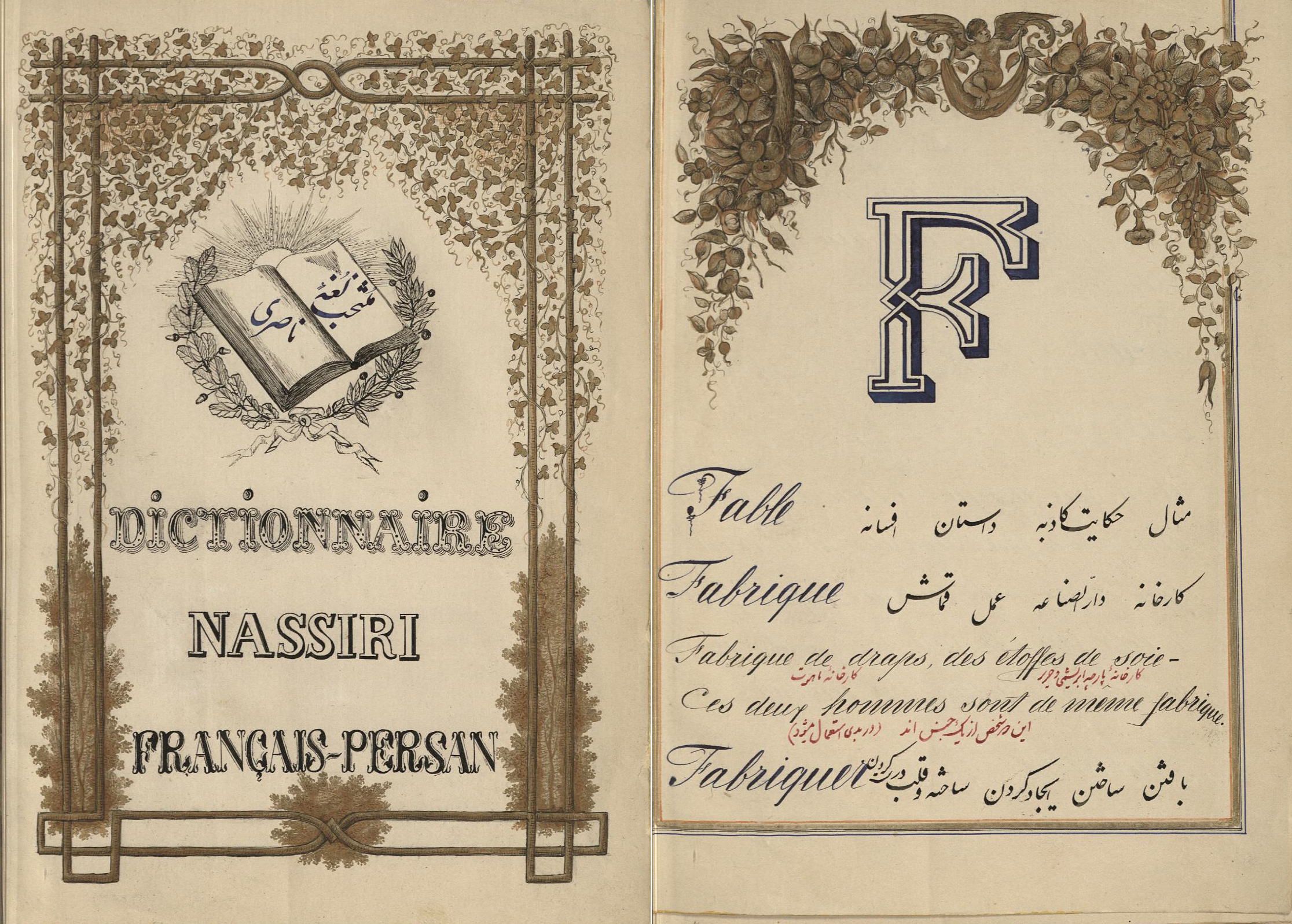
دیکسیونر ناصرالدین شاه
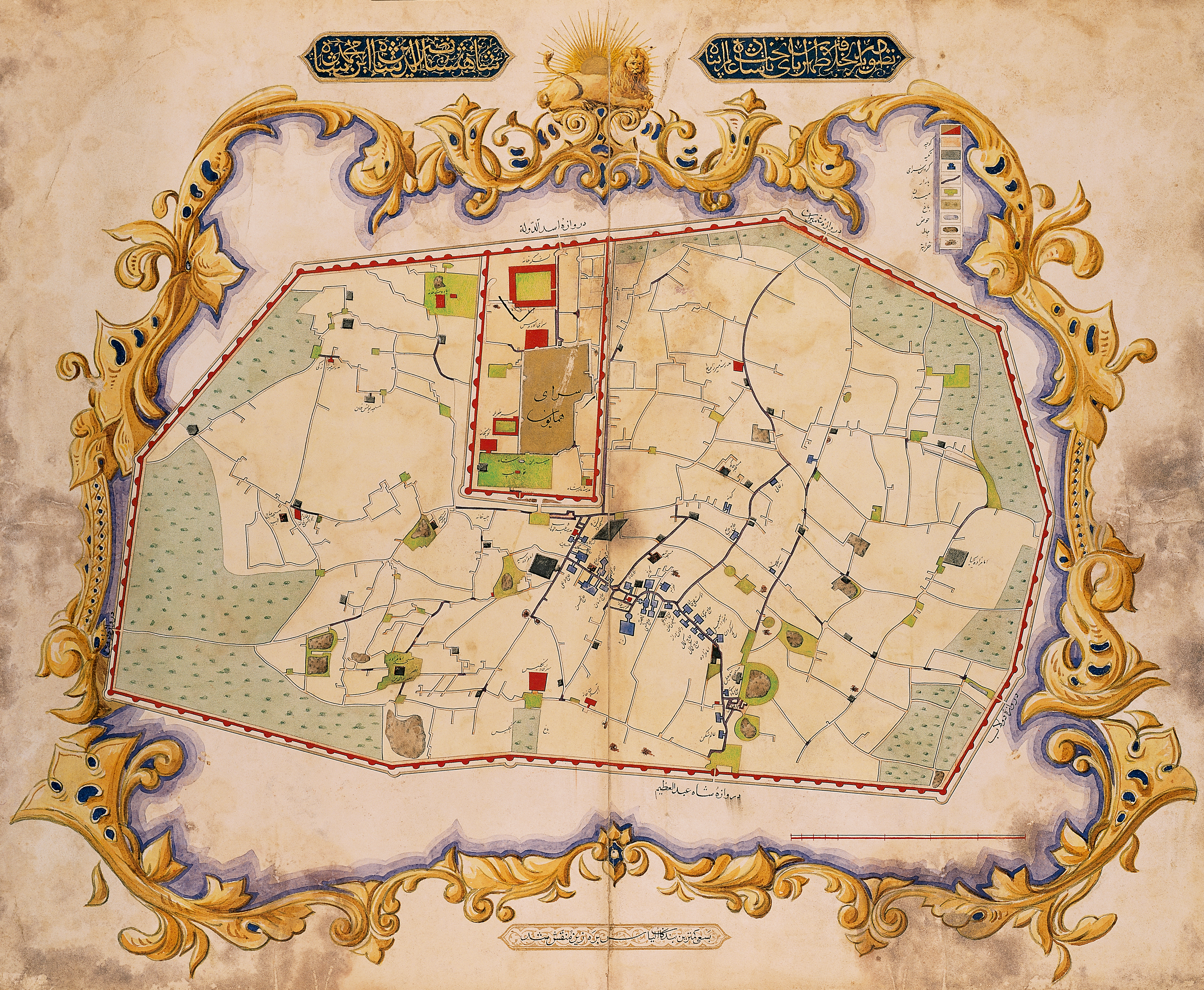
نقشه بره زین